# Franciaországi hadjárat
A franciaországi hadjárat (angolul: Battle of France, franciául: Battaille de France, németül: Westfeldzug azaz „nyugati hadjárat”) a második világháború során, 1940. május 10-én indult meg, amelyben a náci Németország lerohanta Franciaországot és kikényszerítette megadását. A német hadsereg emellett elfoglalta Belgiumot, Hollandiát és Luxemburgot is. A franciaországi hadjárat vetett véget a második világháború kitörését követően vívott furcsa háborúnak, amelyet a harccselekmények szinte teljes hiánya jellemzett a nyugati fronton.
A hadjáratot két nagyobb szakaszra lehet osztani: az első szakaszban („Fall Gelb”) a német páncélos ékek átkeltek az Ardennek hegységen és hátulról bekerítették a szövetséges főerőket, amelyek Franciaország északi részén és Belgiumban harcoltak. A harcok eredményeként a Brit Expedíciós Haderő a tengerpartra szorult vissza és a Dinamó hadművelet keretében több mint 300 000 brit, francia és más nemzetiségű katonát kellett kimenteni Dunkerque-ből.
A hadjárat következő szakaszában, amely június 5-én kezdődött („Fall Rot”), a német csapatok áttörték a sebtében kiépített francia védelmi állásokat, hátulról megkerülték a fő francia védelmi állást, a Maginot-vonalat, és mélyen benyomultak Franciaország területére. Június 10-én Olaszország is hadat üzent Franciaországnak és támadást indított az ország déli részén. Ezt követően a francia kormány Bordeaux-ba menekült. Június 14-én elesett Párizs, június 17-én pedig Philippe Pétain marsall bejelentette, hogy országa fegyverszünetért fog folyamodni, amit június 22-én írtak alá a compiègne-i erdőben, ugyanabban a vasúti kocsiban, amelyben 1918 novemberében a németek aláírták az első világháborút lezáró fegyverszüneti egyezményt.
A hadjárat a tengelyhatalmak döntő győzelmével zárult: Franciaországot két, északi és nyugati megszállási zónára osztották fel, délen az olasz csapatok tartottak megszállva egy kis részt, míg a maradékon – az ún. zone libre – megalakult a Vichy-kormány, amely elvileg polgári fennhatóságot gyakorolt mindhárom zónában. 1942 novemberében a német csapatok megszállták a zone libre-t is, és Franciaország német megszállás alatt maradt egészen 1944 júniusáig, amikor a szövetségesek partra szálltak Normandiában. Franciaország területének nagy része csak 1944 szeptemberére szabadult fel.
A Nagy-Britanniába menekült, illetve a tengerentúli gyarmatokon állomásozó francia csapatok azonban nem tették le a fegyvert, és Charles de Gaulle vezetésével a Szabad Francia Erők folytatták a harcot.

## Előzmények

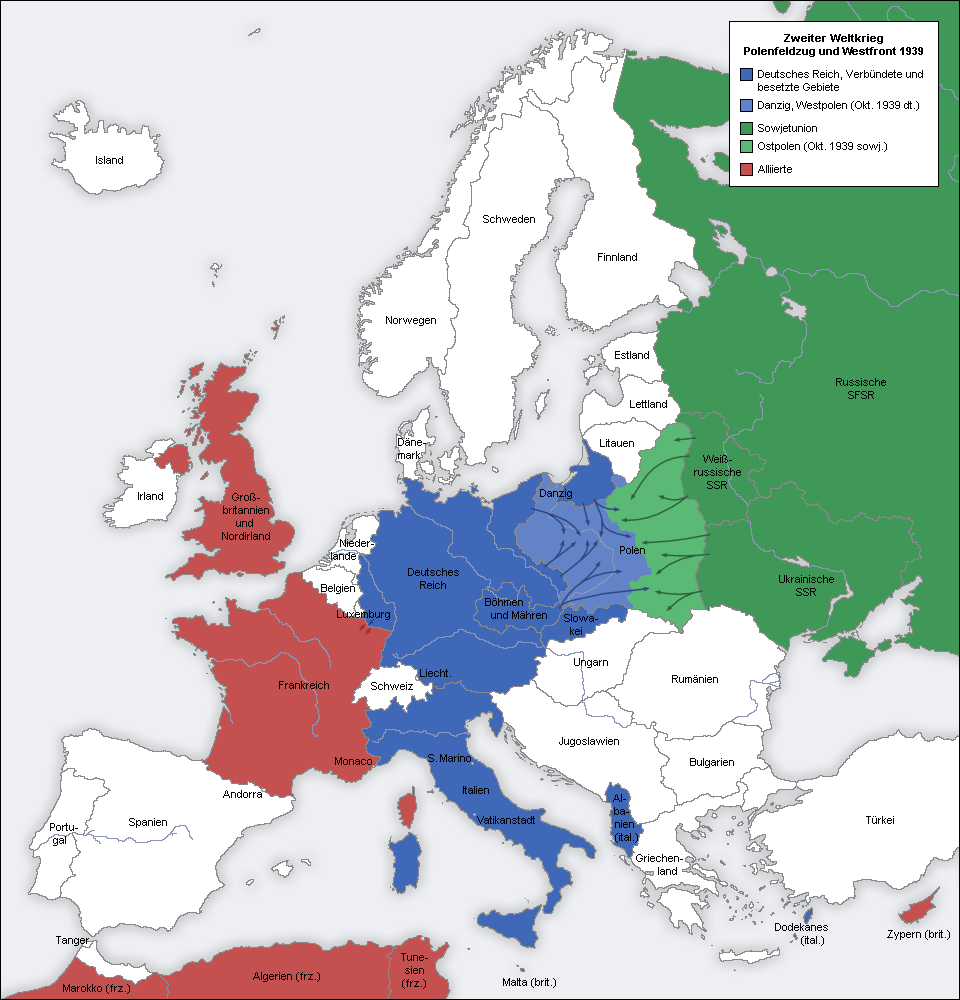
Európa 1939-ben, a lengyelországi hadjárat után.
Kék: Németország és szövetségesei
Piros: Franciaország és Nagy-Britannia
Zöld: Szovjetunió
Fehér: semleges országok

Az 1939. szeptember 1-jén megindított lengyel hadjárat következményeként mind Nagy-Britannia, mind Franciaország hadat üzent Németországnak, amire a lengyelekkel korábban kötött szövetségi szerződések kötelezték.
A furcsa háború („Phoney war”, „Sitzkrieg” vagy „Drôle de guerre”) időszakában közel 110 szövetséges hadosztály nézett szembe a Siegfried-vonalat tartó 23 német hadosztállyal.
Azonban egy félszívvel és igen korlátozott erőkkel (a francia hadsereg 102 hadosztályából 9 vett részt benne) végrehajtott támadás, a Saar-hadjárat kivételével sem a szövetségesek, sem a németek nem indítottak egymás ellen nagyszabású szárazföldi hadműveleteket, csak a tengeren és a levegőben történtek összecsapások.
Adolf Hitler eközben azt remélte, hogy a gyors lengyelországi győzelem jobb belátásra kényszeríti majd a szövetségeseket, és ezért 1939. október 6-án békeajánlatot tett nekik. Azonban még a (végül elutasító) választ sem tudták még megfogalmazni a britek és a franciák, amikor Hitler október 9-én kiadta 6. számú hadműveleti utasítását (Führer-Anweisung N°6), amelyben a Franciaország legyőzésére irányuló nyugati hadjárat („Westfeldzug”) terveinek kidolgozására utasította a Wehrmacht vezetését.

## Német hadműveleti tervezés
Hitler elképzelései alapján a nyugat-európai hadjárat fő célja az lett volna, hogy lehetőséget biztosítson a keleti irányú terjeszkedésre. Hitler úgy látta, hogy a francia és a német nép konfliktusát le kell zárni, hogy utána a német haderőt a keleti irányú terjeszkedésre tudja összpontosítani, és elkerülje a kétfrontos háborút.
Egészen addig, amíg a Németország és Franciaország közötti örök konfliktust a francia támadás elleni német védekezés jellemzi, ezt a konfliktus sosem lehet eldönteni, és egyik századról a másikra Németország egyik pozícióját veszti el a másik után… Németország nem lát mást Franciaország eltiprásában, mint egy eszközt, amely végre lehetővé teszi népünk számára, hogy más irányban terjeszkedjen.
Azonban a Führer-Anweisung N°6 még ennyire sem volt ambiciózus, mivel azzal számolt, hogy Németországnak még évekre lesz szüksége, hogy felfejlessze fegyveres erőit. Ezért Hitler utasítása lényegében azt célozta, hogy Németország stratégiai pozícióit megerősítse Nyugat-Európában, hogy sikeresen átvészelje a feltehetően elhúzódó háborút. Hitler parancsa Belgium és Hollandia, valamint az északi francia határterületek elfoglalására irányult, hogy megakadályozza a szövetségesek bevonulását és azt, hogy az itt települt szövetséges légierő fenyegesse a fontos ipari központnak számító Ruhr-vidéket. A hadművelet másik eredeti célja az volt, hogy megfelelő hátországot biztosítson a Nagy-Britannia elleni tengeri és légi hadműveletek végrehajtásához. Az utasításban nem volt szó Franciaország elleni közvetlen támadásról.
A Führer-Anweisung N°6 megírása során Hitler úgy hitte, hogy a német hadsereg néhány héten belül készen fog állni a hadművelet megkezdésére. Azonban még azon a napon, amikor kiadta a parancsot, értesítették, hogy a német csapatokat a vártnál jobban igénybe vette a lengyel hadjárat. A harckocsizó alakulatoknak és a gépesített lövészeknek időre volt szüksége, hogy megjavítsák járműveiket, ezen felül a hadsereg lőszerkészletei is vészesen alacsony szinten álltak.

### Az első hadműveleti tervek

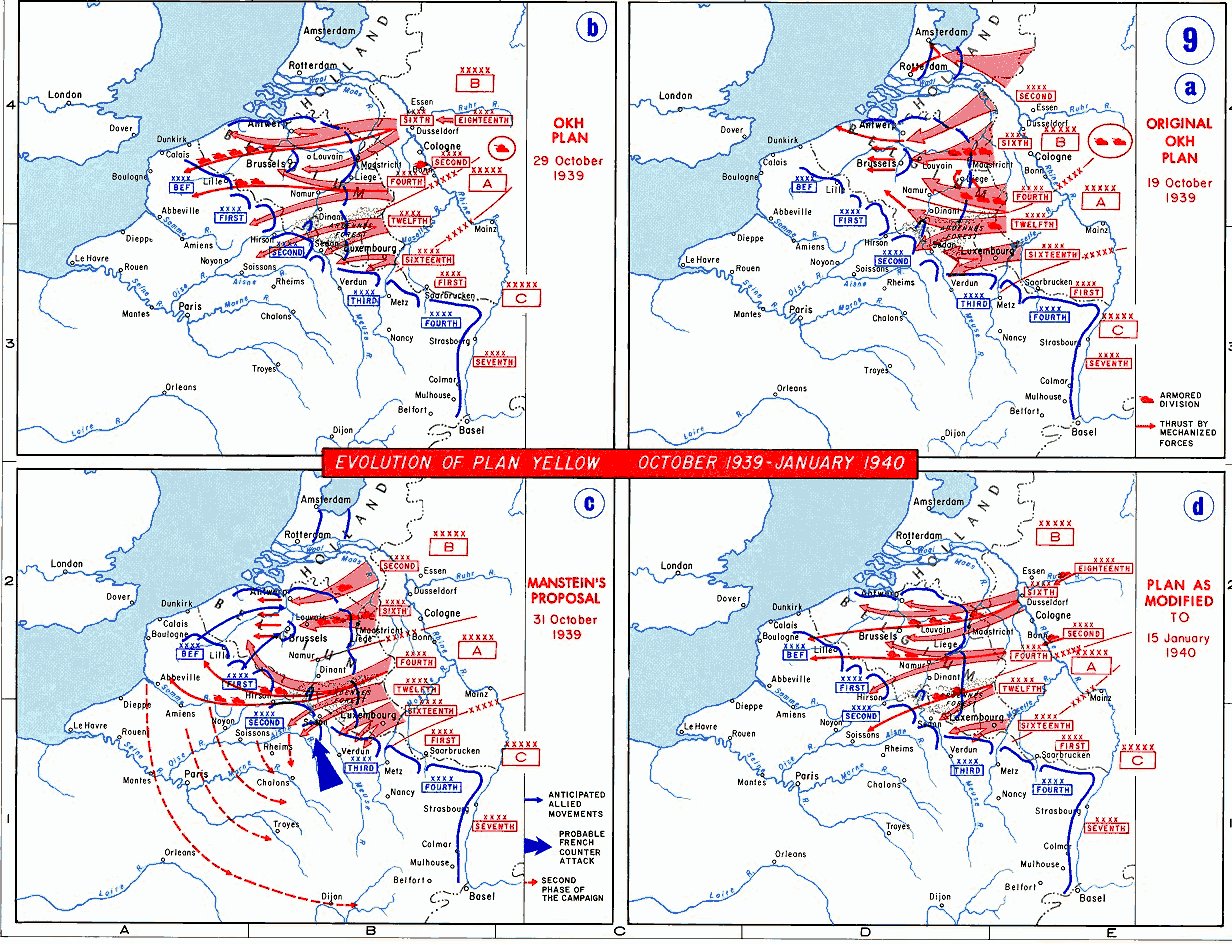
A Fall Gelb terveinek módosítása.
Jobbra fent: az eredeti, október 19-én elfogadott terv, amely egy Belgium ellen irányuló főcsapást vázolt fel.
Balra fent: az október 29-én elfogadott második változat.
Balra lent: Manstein terve, október 31.
Jobbra lent: az 1940. január 15-én kialakult végleges terv.

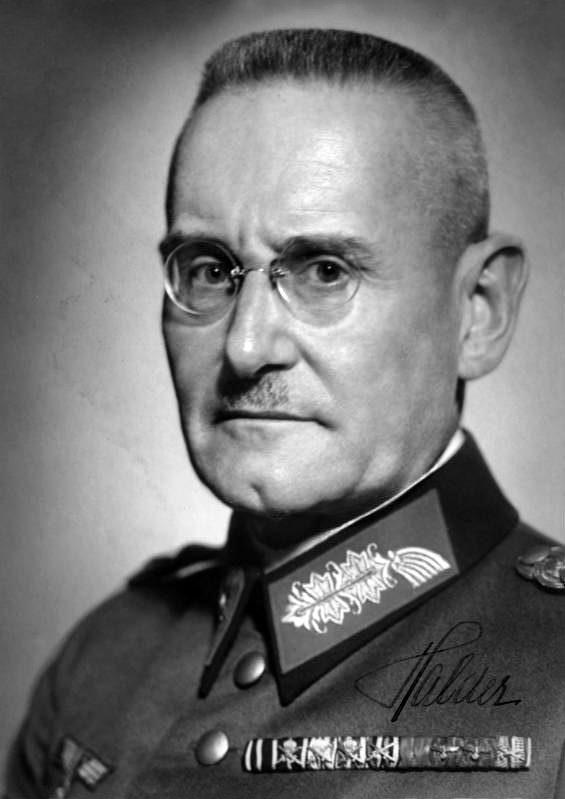
Franz Halder tábornok, 1942 szeptemberéig a szárazföldi hadsereg vezérkari főnöke

1939. október 10-én előbb a brit, majd 12-én a francia kormány utasította vissza Hitler békeajánlatát. Néhány nappal később, október 19-én Franz Halder, a német szárazföldi hadsereg vezérkari főnöke (Generalstabschef des Heeres) bemutatta a Fall Gelb fedőnevet viselő hadművelet terveinek első változatát. Az Aufmarschanweisung N°1, Fall Gelb az első világháborús Schlieffen-tervhez volt hasonló, és Belgiumon keresztül vázolta fel a német hadsereg főcsapását. Azonban a Schlieffen-tervtől annyiban tért el, hogy nem számolt stratégiai győzelemmel – a várt félmilliós német veszteségek árán azt kívánta elérni, hogy a szövetséges csapatokat visszaszorítsák a Somme folyó vonaláig. Mivel Németország nem volt felkészülve hosszú háborúra, a fő csapást csak 1942-re tervezték végrehajtani.
Hitler nagyon elégedetlen volt Halder tervével, és elhatározta, hogy a német hadseregnek – felkészült vagy sem – minél hamarabb támadnia kell, hogy meglepje a szövetségeseket, és ezáltal kényszerítse ki a győzelmet. Azonban a különböző szintű parancsnokok egymás után érték el, hogy a hadművelet megkezdését elhalasszák, különféle elhárítandó problémákra vagy éppen a rossz időjárásra hivatkozva. Hitler emellett a terveket meg akarta változtatni, de nem volt vele tisztában, mi lenne a megfelelő alternatíva. Az általa javasolt változások alapján készítette el Halder a terv második változatát (Aufmarschanweisung N°2, Fall Gelb), amely már egy másodlagos támadást is magában foglalt a semleges Hollandia ellen, majd november 11-én Hitler javasolta, hogy indítsanak további támadásokat a front déli részén francia célpontok ellen, ami a német hadsereg erejének szétforgácsolásával járt volna.
Hitler nem volt egyedül: számos német főtiszt ellenezte a tervet. Gerd von Rundstedt tábornok, az „A” hadseregcsoport parancsnoka sem találta megfelelőnek, de Hitlerrel ellentétben – mivel hivatásos katona volt – világosan látta, hogy hol kellene módosítani. Rundstedt szerint a terv alapvető problémája az volt, hogy nem vette figyelembe a német hadsereg egyik alapvető harcászati doktrínáját, a mozgó hadviselést (Bewegungskrieg), nem törekedett az ellenséges frontvonal áttörésére és átkaroló hadműveletekkel az ellenség fő erőinek felszámolására. Rundstedt szerint erre ideális hely lett volna Sedan város környéke, amely éppen Rundstedt „A” hadseregcsoportjának kijelölt támadási irányába esett. Október 21-én Rundstedt és vezérkari főnöke, Erich von Manstein altábornagy megegyeztek, hogy egy alternatív hadműveleti terv kidolgozásába kezdenek.

### Manstein és Guderian terve

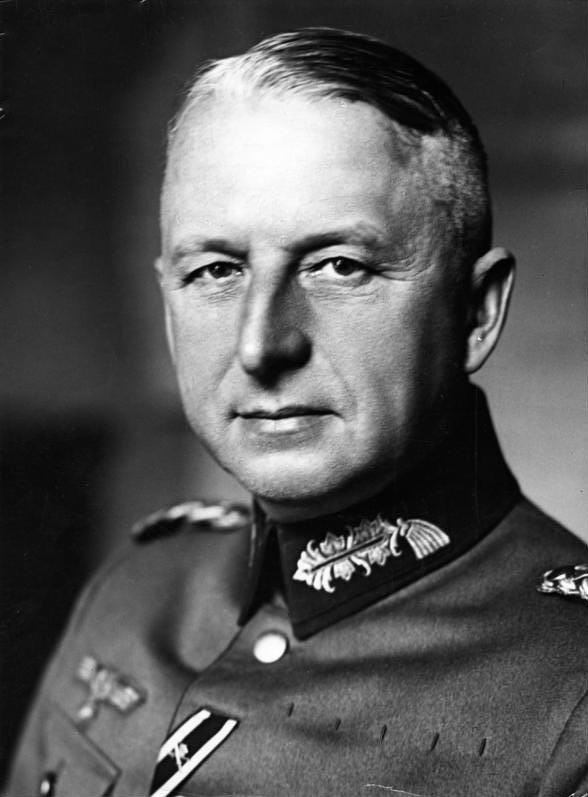
Erich von Manstein tábornok, Von Rundstedt vezérkari főnöke, a franciaországi hadjárat terveinek kidolgozója

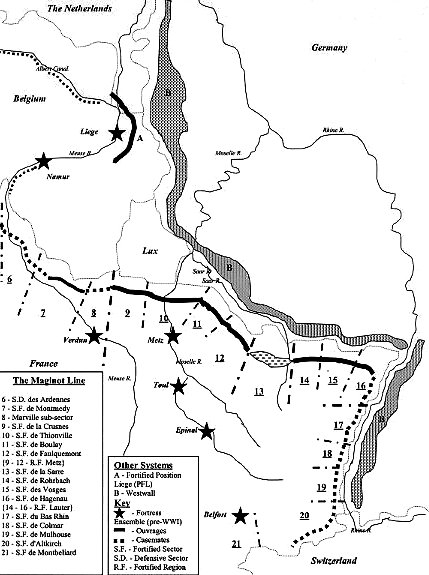
A francia Maginot-vonal vázlata. A legjobban kiépített rész a francia–luxemburgi határtól a francia–német határig húzódott. Az Ardennek térségében lévő 6., 7. és 8. szektorokat csak kismértékben építették ki.

Miközben Manstein az új hadműveleti terven dolgozott Koblenzben, a vezérkar székhelyén, Heinz Guderian altábornagy, az egyik legelitebb páncélos alakulat, a XIX. hadtest parancsnoka éppen a városban tartózkodott egy közeli hotelben. Ekkor Mansteinnek még az volt az elképzelése, hogy a német főcsapás Sedan térségéből északra, a szövetséges csapatok hátországába irányul. Amikor Guderiant meghívta egy közvetlen, nem hivatalos megbeszélésre, egy új és radikális elképzelés merült fel. Guderian ugyanis nem csak a parancsnoksága alatt álló hadtestet, hanem lényegében a teljes német páncélos haderőt (Panzerwaffe) Sedan térségében akarta koncentráltan bevetni. Ezt követően az összevont páncélos csapatok nem északi, hanem nyugati irányban támadtak volna, egy gyors, mély és önálló csapást hajtva végre a La Manche-csatorna irányába anélkül, hogy megvárták volna a lényegesen lassúbb lövészcsapatokat. Guderian szerint ez a csapás, amennyiben sikeres, az ellenség ellenállásának összeomlásához vezet, és elkerülhetővé teszi az ellenséges főerőkkel való, feltehetően jelentős veszteségekkel járó, közvetlen összecsapást (Kesselschlacht). A páncélos csapatok ilyen önálló, meglehetősen kockázatos alkalmazását a háború előtt széles körben megvitatták a német katonai teoretikusok, de sosem vált a német hadsereg elfogadott doktrínájává, és a német vezérkar nem bízott abban, hogy egy ilyen hadművelet az akkori körülmények között sikeres lehetett volna. Guderian azonban behatóan ismerte a terepet, hiszen 1914-ben és 1918-ban is harcolt itt.
Manstein október 31-én készítette el első memorandumát, amelyben felvázolta az alternatív hadművelet alapjait. Ekkor még nem merte megemlíteni sem Guderian nevét, sem annak elképzelését az önálló páncélos ékekről, mivel nem akart túl nagy felzúdulást kelteni a vezérkarban. Hat további memorandumot dolgozott ki október 31. és 1940. január 12. között, amelyek egyre radikálisabb elképzeléseket tartalmaztak. Azonban a szárazföldi csapatok vezérkara (Oberkommando des Heeres) mindet elutasította, és egyik sem érte el Hitlert.

### A Mechelen-incidens

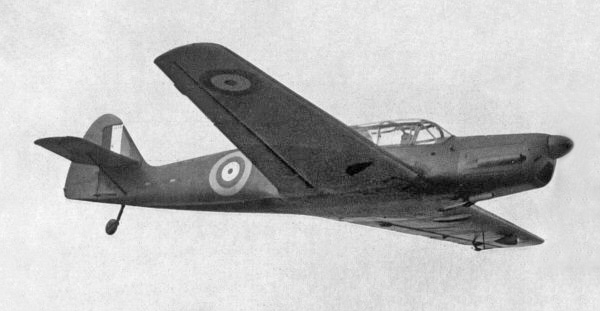
Bf 108-as repülőgép

1940. január 10-én egy német Bf 108 típusú repülőgép kényszerleszállást hajtott végre Belgium területén, Maasmechelen város közelében. A repülőgép pilótája Hoenmanns őrnagy, utasa pedig a Luftwaffe egyik tisztje, Helmuth Reinberger őrnagy volt, aki az éppen aktuális hadműveleti terv (Aufmarschanweisung N°2) egyik példányát vitte magával Kölnbe, a Luftwaffe egyik vezérkari ülésére. A kényszerleszállás után Reinberger megkísérelte, de már nem volt lehetősége megsemmisíteni a terveket, amelyek végül eljutottak a belga katonai hírszerzéshez, és rajtuk keresztül a szövetségesekhez. Korábban azt feltételezték, hogy ez az incidens váltotta ki a tervek nagyszabású módosítását. Azonban a január 30-án kiadott új változat, az Aufmarschanweisung N°3, Fall Gelb lényegében megegyezett a korábbi tervekkel. Viszont a szövetségesek ezt követően meg voltak győződve arról, hogy a német főcsapás Belgium és Hollandia felé fog irányulni, és saját hadműveleti terveiket is ennek megfelelően alakították ki: a német támadás megindulása után a legjobban felszerelt francia hadseregeknek belga és holland területen kellett volna felvenni a harcot a német csapatokkal.

### Manstein tervének elfogadása

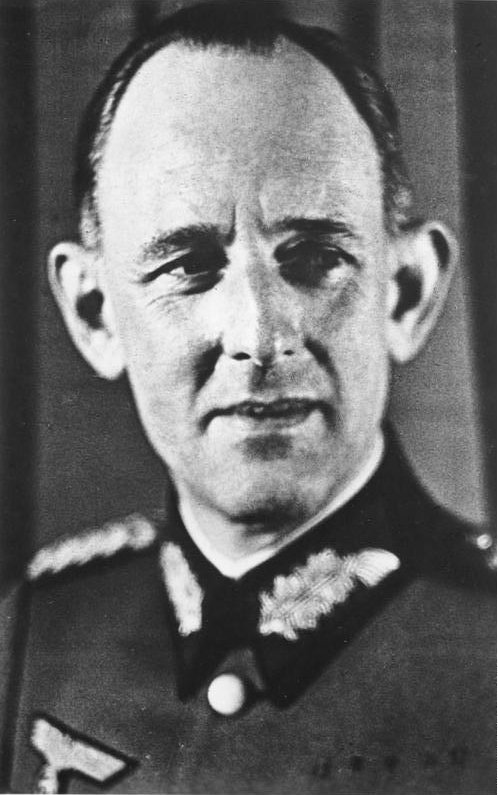
Rudolf Schmundt tábornok, a német hadsereg személyzeti főnöke. 1944-ben a Hitler elleni merénylet következményeként vesztette életét.

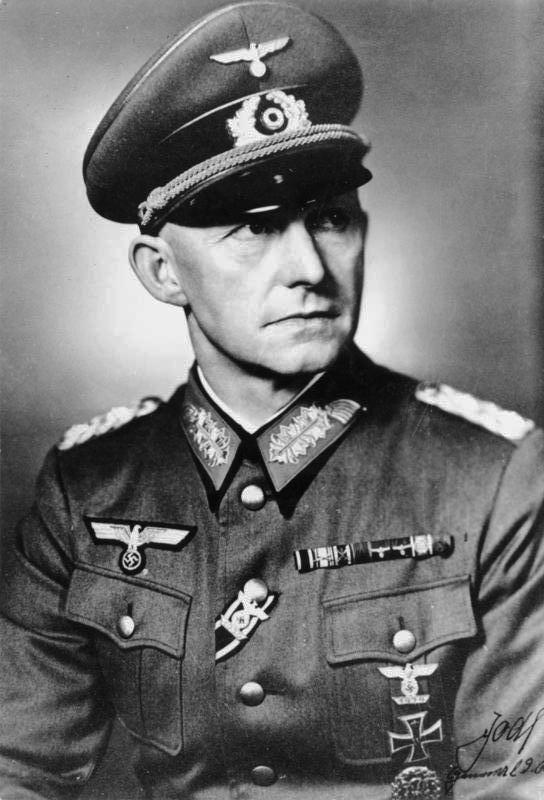
Alfred Jodl tábornok, a német fegyveres erők vezérkarának hadműveleti vezetője (Chef des Wehrmachtsführungsstabes)

A Fall Gelb végső hadműveleti terve, amelyben a páncélos ékek végső célpontja a La Manche-csatorna

Január 27-én Mansteint felmentették az „A” hadseregcsoport vezérkari főnökének posztjából, és egy porosz területen állomásozó hadtest parancsnokságát vette volna át február 9-től. A lépést Halder kényszerítette ki, aki ezzel akarta csökkenteni Manstein befolyását a hadművelet tervezésére. Von Manstein kollégái azonban egyenesen Hitlerhez folyamodtak.
Hitler már korábban javasolta, hogy a német támadást Sedan ellen kellene irányítani, de a vezérkar tisztjei lebeszélték erről az általuk kockázatosnak tartott elképzelésről. Február 2-án Hitlert értesítették Manstein terveiről, és február 17-én maga elé rendelte Mansteint, Rudolf Schmundt tábornokot (a német haderő személyzeti főnökét) és Alfred Jodl tábornokot, a német fegyveres erők vezérkarának (Oberkommando der Wehrmacht, OKW) hadműveleti főnökét. A megbeszélésen Hitler csak ült és hallgatta az általuk felvázolt terveket, anélkül, hogy félbeszakította volna őket, és végül Manstein minden javaslatát elfogadta. A következő napon Hitler utasítást adott a hadműveleti tervek teljes átdolgozására Manstein elképzelései alapján, mivel ezek legalább azzal kecsegtettek, hogy a németek ki tudják vívni a végső győzelmet a nyugati fronton. A La Manche-csatorna felé irányuló csapás és a szövetséges csapatok bekerítése, amennyiben sikeresen hajtják végre, igen kedvező stratégiai helyzetet teremtett volna.
Halder vezérkari főnök még most sem tartotta elfogadhatónak, hogy az „A” hadseregcsoport hat páncélos hadosztálya önálló hadműveleteket hajtson végre mélységben, ezért ez az elképzelés először teljesen kimaradt az új tervekből – Guderian legnagyobb megdöbbenésére. Az 1940. február 24-én kiadott Aufmarschanweisung N°4, Fall Gelb nem is utalt ezekre az elképzelésekre, később azonban Halder meglepő módon megváltoztatta nézeteit, és szabad utat adott Guderiannak. Ezért éppen úgy kritizálták, mint korábban Mansteint, és a német tisztikar nagy része a páncélos csapatok sírásójának tartotta.
Még a hagyományos elképzelésekhez jobban alkalmazkodó terv is megrökönyödést váltott ki a német tábornokokból, akik teljesen felelőtlennek tartották a páncélos csapatok ilyen arányú összevonását. Nem tartották ugyanis elképzelhetőnek, hogy a német hadsereg logisztikai rendszere el tudná látni utánpótlással a gyorsan előrenyomuló páncélosokat, főleg akkor nem, amikor a várható szövetséges ellentámadás elvágja a gyalogsági támogatás nélkül előrenyomuló páncélos ékek utánpótlási vonalait. Márpedig ha ez bekövetkezik, akkor a fényes siker helyett teljes megsemmisülés, a katasztrófa várt volna a legjobb német egységekre.
A tábornokok ellenkezését azonban Halder lesöpörte az asztalról, mondván, hogy Németország stratégiai helyzete amúgy is reménytelen, úgyhogy még mindig jobb a siker reményével kecsegtető kockázatos terv, mintha nem csinálnak semmit és biztosan vereséget szenvednek.

### Unternehmen Weserübung

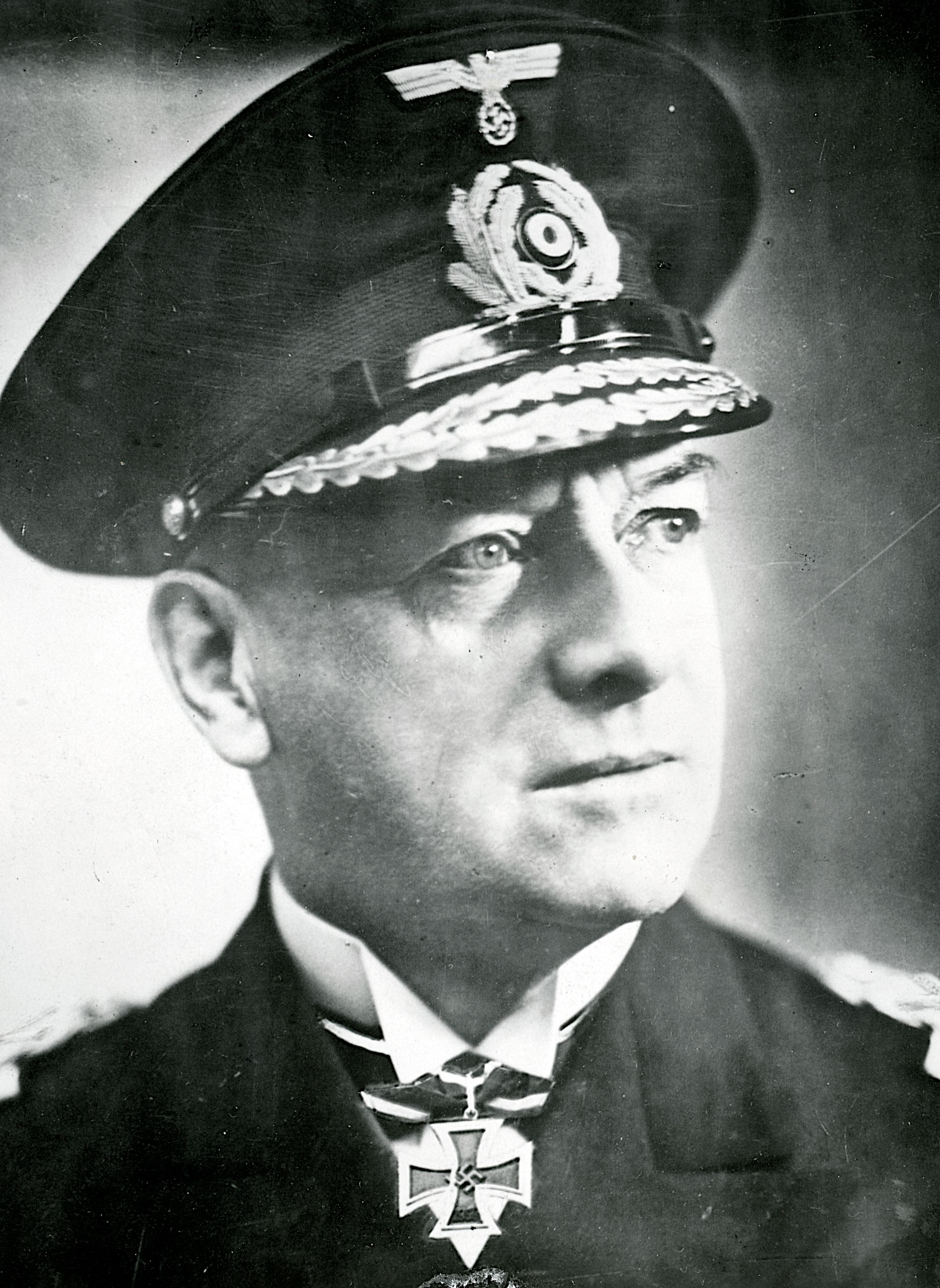
Erich Raeder admirális

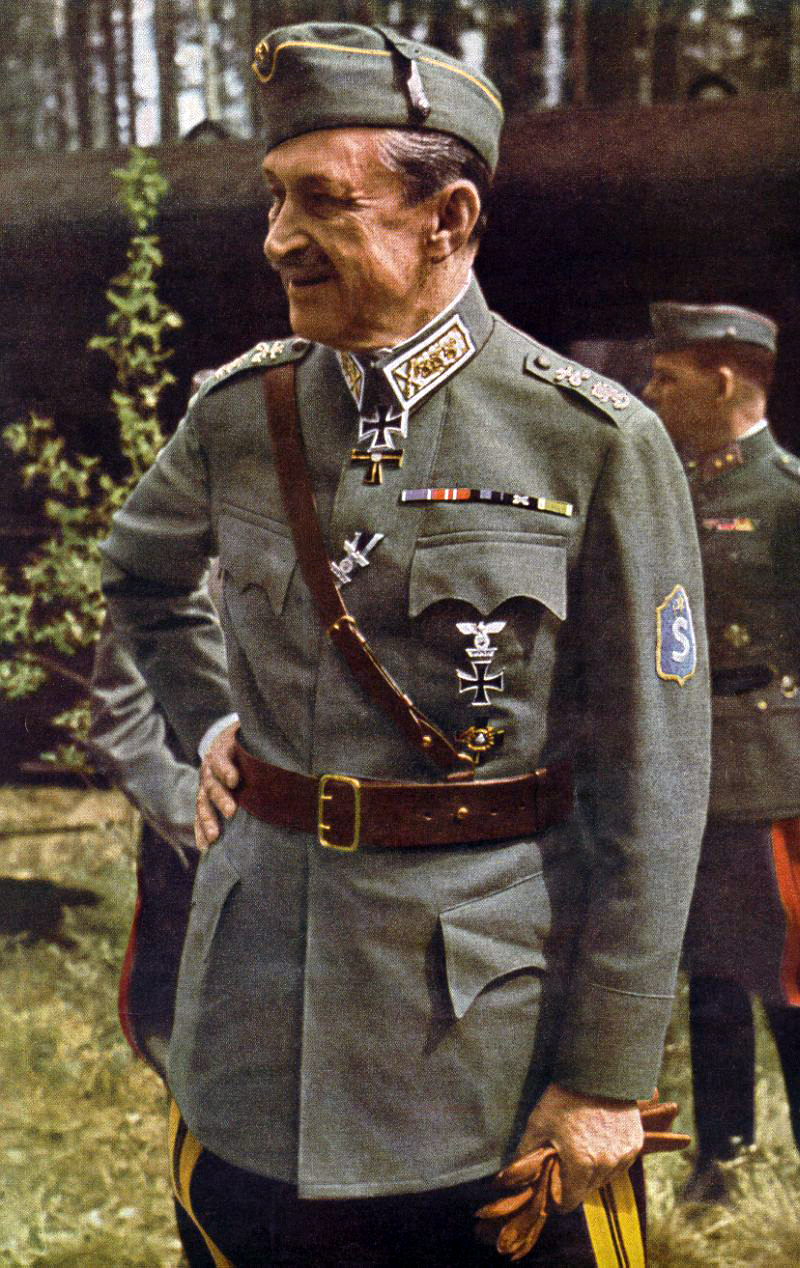
Carl Gustaf Emil von Mannerheim finn marsall

1939 tavaszától kezdve a brit admiralitás a közelgő háború egyik hadműveleti színterének tartotta a skandináv országokat. A britek el akarták kerülni az elhúzódó szárazföldi hadműveleteket a németekkel szemben, és tengeri blokáddal akarták térdre kényszeríteni a Harmadik Birodalmat. Mivel a német hadiipar jelentős mértékben az észak-svédországi bányákban kitermelt vasércre támaszkodott, a britek egyik célpontja a norvég Narvik kikötőváros volt, mivel ezen keresztül szállították a vasércet télen.
1939 októberében a német Kriegsmarine főparancsnoka, Erich Raeder admirális felvetette Hitlernek, hogy a várható brit támadás előtt kellene elfoglalni a norvég tengerparton található haditengerészeti támaszpontokat, azonban a Wehrmacht többi fegyverneme ekkor még nem volt érdekelt egy norvég támadásban. Novemberben Winston Churchill, aki a brit háborús kabinet tagja volt, felvetette, hogy a norvég parti vizeket el kellene aknásítani, és ezzel megakadályozni a vasérc szállítását vagy a nyílt tengerre kényszeríteni a szállítóhajókat, ahol a Királyi Haditengerészet lecsaphatott volna rájuk. Churchill tervét azonban leszavazták.
Decemberben a britek és a franciák komolyan fontolóra vették egy esetleges norvég partraszállás ötletét, mivel katonai segítséget szándékoztak küldeni a téli háborúban elkeseredett küzdelmet folytató finneknek. A terv szerint a brit-francia expedíciós haderő Narvikban szállt volna partra, és ellenőrzése alá vonta volna mind a bányavidékeket, mind pedig a vasérc szállításában fontos szerepet játszó vasútvonalat. Azonban a tervet az akkor még semleges Norvégia és Svédország is élesen elutasította, de az egész elvesztette fontosságát, amikor Finnország 1940 márciusában békét kért a szovjetektől.
Hitler 1939. december 14-én adott parancsot Studie Nord fedőnévvel a norvég támadás terveinek kidolgozására. Dánia csak mint előretolt támaszpont volt fontos a németek számára, illetve a Luftwaffe ragaszkodott ahhoz, hogy vadászgépeinek szüksége van a dán repülőterekre. Április 9-én indult meg a támadás Dánia és Norvégia ellen, Dánia hat órán belül kapitulált, és április végére megszűnt a norvég ellenállás is. Az invázió biztosította a németek számára a vasércbányákat, kiszorította a skandináv térségből a briteket és szabad kezet biztosított számukra a hamarosan meginduló nyugati hadjárathoz.

## Szövetséges előkészületek

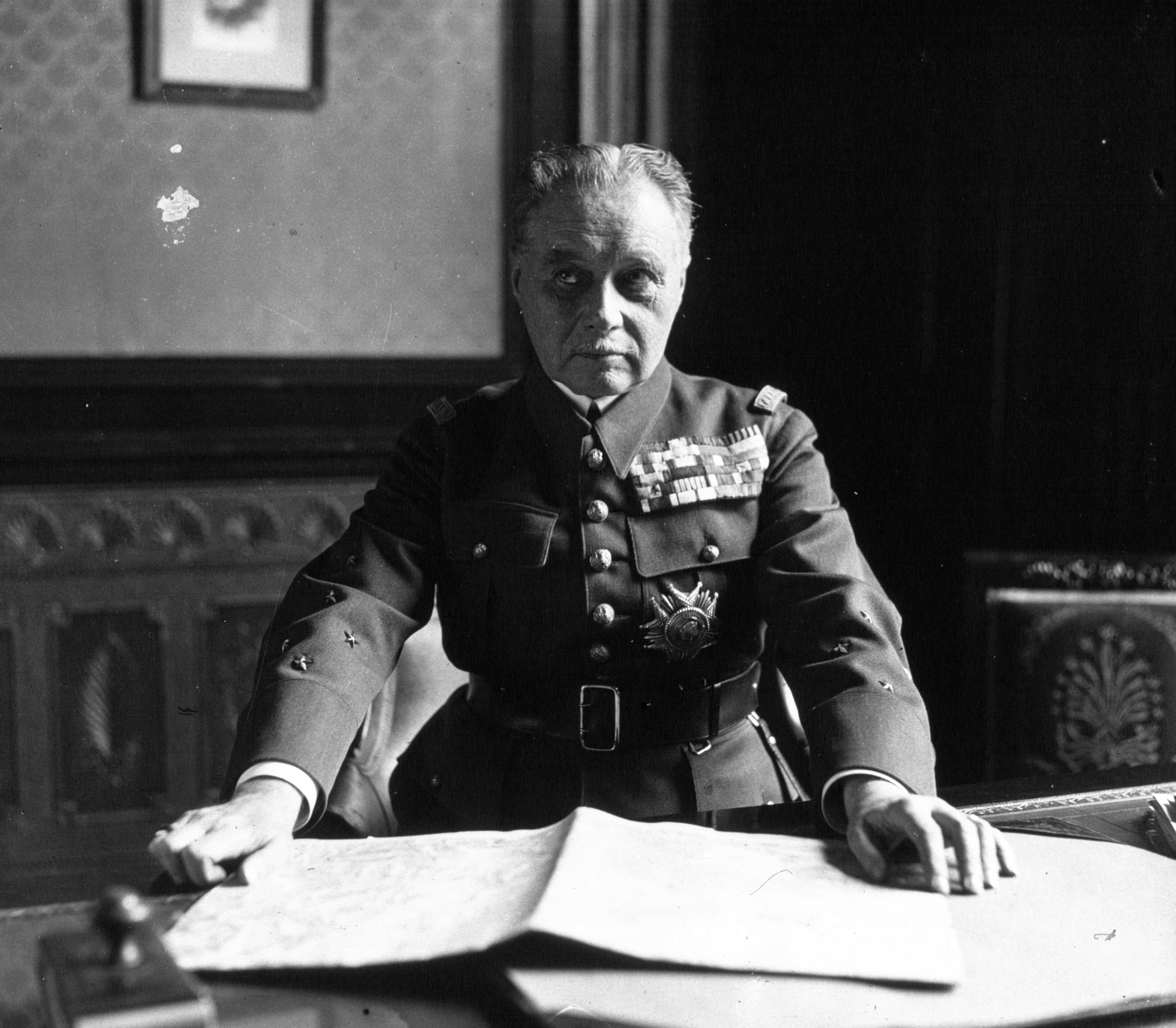
Maurice Gamelin tábornok, a szövetséges brit-francia erők főparancsnoka

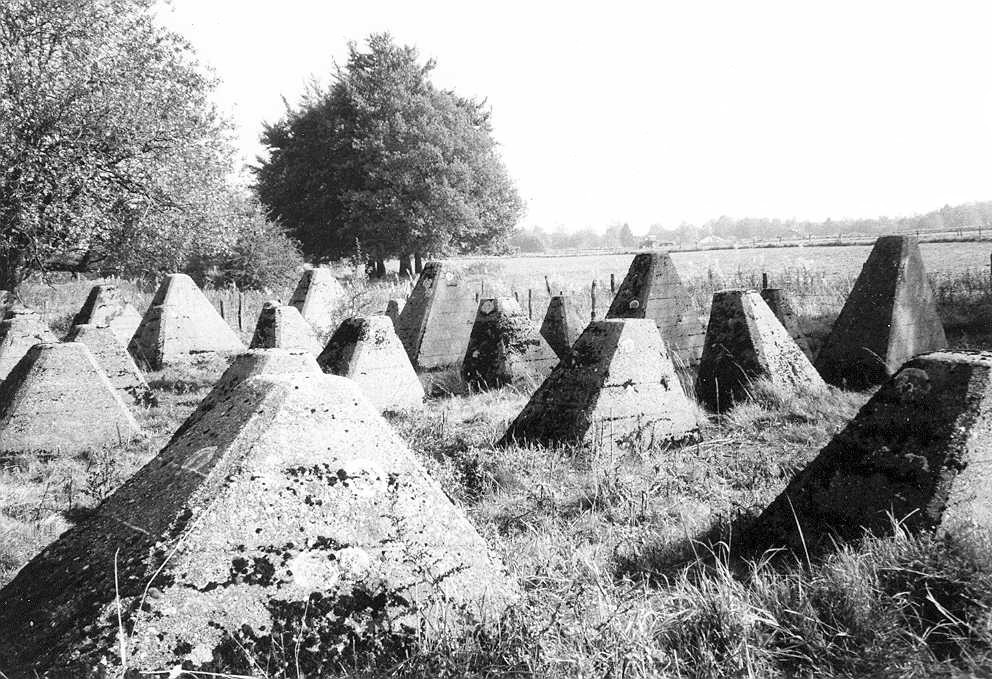
„Sárkányfogak” – harckocsicsapdák a Siegfried-vonal mentén

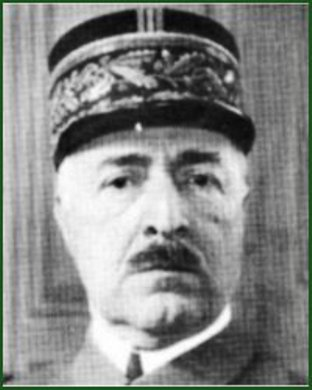
Gaston Bilotte tábornok

1939 szeptemberében a hivatalosan semleges Belgium és Hollandia – feltehetően az első világháborús tapasztalatokon okulva – felvették a kapcsolatot a szövetségesekkel és együttműködést ajánlottak arra az esetre, ha Németország megtámadná őket. Ekkor a francia hadsereg főparancsnoka, Maurice Gamelin tábornok felvetette, hogy a szövetségeseknek Németalföldön keresztül kellene Németország ellen támadást indítani, amíg utóbbi erőinek nagy részét a lengyel hadjárat befejezése kötötte le. Azonban Gamelin javaslatát már a francia kormány sem fogadta el.
A háború előtt megkötött védelmi szerződéseknek megfelelően szeptember 7-én a francia hadsereg támadást indított Németország ellen – az ún. Saar-hadműveletet. A jelentős számbeli fölényben lévő francia csapatok kb. 30 kilométeres fronton nyomultak be Németország területére Saarbrücken térségében, elfoglaltak pár kiürített falut, de a támadást leállították, amikor elérték a Siegfried-vonalat. Bár a franciáknak minden esélyük meg lett volna arra, hogy áttörjék a csak gyengén védett erődítményrendszert, de a támadást szeptember 13-án leállították, majd októberben a francia csapatokat visszavonták kiindulási állásaikba. Ezzel véget ért a furcsa háború egyetlen jelentősebb hadmozdulata.

### A Dijle-terv
Hadászati okokból – és részben a Mechelen-incidens alapján megismert német elképzelések hatására – a szövetséges brit-francia főparancsnokság úgy döntött, hogy Belgium területén kísérli megállítani a várt német támadást. A brit kormány ragaszkodott ahhoz, hogy a belga tengerpartot ne foglalják el német csapatok és ne veszélyeztessék a Királyi Haditengerészetet. Francia részről viszont igyekeztek elkerülni, hogy a háború és az azzal járó pusztítás a francia területeket érintse. Gamelin tábornok, a francia hadsereg főparancsnoka tisztában volt az igazi okkal is, miszerint a francia-brit hadsereg nem lett volna képes felvenni a harcot a németekkel, amennyiben azok kiérnek az észak-francia térségbe és teljes mértékben ki tudják használni páncélos egységeik mobilitását. Belgiumban sokkal nagyobb eséllyel tudták volna felvenni a harcot a német csapatokkal. Ezért Gamelin javasolta, hogy egy német támadás esetén a szövetségesek a Dijle folyó mentén védekezzenek, ami megakadályozta volna azt is, hogy a dél-belgiumi ipari területek német kézre kerüljenek.
A „Plan D” néven ismert tervet Gamelin javaslata alapján annyiban módosították, hogy a francia csapatok egészen a holland Scheldt folyóig nyomultak volna előre. A terv alapján a francia 1. és 9. hadseregek tartották volna megszállva a Wavre és Givet közötti frontot, a francia 7. hadsereg tartotta volna a Scheldt folyó mentén kiépített állásokat, a holland csapatokkal együttműködésben. A belga hadsereg feladata lett volna a Gent–Antwerpen vonal védelme, míg a brit expedíciós haderő Brüsszeltől keletre, Wavre és Leuven között védekezett volna.
Gamelin haditerve azon a teljesen reális elképzelésen alapult, hogy a német hadsereg feltehetően a páncélos csapatok összevonásával kísérli meg az áttörést. Ezt azonban nem tartotta kivitelezhetőnek a jól kiépített és megerősített Maginot-vonal mentén, sem pedig a Belgiumban összevont szövetséges csapatok frontvonalán. A front középső részén a Meuse folyó jelentett szinte áthatolhatatlan akadályt a német harckocsiknak, amelyek csak nehezen tudták volna leküzdeni a folyó mentén kiépített erődítményeket. Azonban Namur városnál a Mause élesen kelet felé fordult, és jelentős rés alakult ki a Meuse és a Dijle folyók között. A Gembloux-rés néven ismert térség, amely ideális terepet jelentett a mobil hadviseléshez, a szövetséges állások egyik leggyengébb pontja volt, és Gamelin úgy határozott, hogy a rendelkezésre álló páncélos tartalékok felét ide vonja össze. Gamelin ekkor úgy vélte, hogy a németek feltehetően megpróbálnak valahol átkelni a Meuse folyón, és remélte, hogy a belga hadsereg meg tudja akadályozni ezt, vagy legalábbis lelassítja a támadás menetét. Arra azonban egyáltalán nem gondolt, és nem is készített terveket arra az esetre, ha a németek Belgiumtól délre kísérlik meg az áttörést, ami szükségessé tette volna a szövetséges csapatok azonnali kivonását Belgiumból.
Gamelin tervét élesen bírálták beosztottjai, többek között Gaston Billotte tábornok (a francia 1. hadseregcsoport parancsnoka) és Alphonse Joseph Georges tábornok (az Északkeleti Front parancsnoka, amely magában foglalta az 1. és 2. hadseregcsoportokat) fogalmazott meg kritikákat. Georges rámutatott Gamelin vakfoltjára, vagyis arra, hogy csak azzal számolt, hogy a németek Belgium vagy Hollandia területén kísérlik meg az áttörést. Véleménye szerint Gamelin engedi magát csapdába csalni, és még azt is felvetette, hogy a Belgium elleni német támadási tervek csak elterelik a szövetségesek figyelmét a fő támadásról. Ebben az esetben, amikor a szövetséges főerők Belgiumban állomásoznak és „az ellenség fő támadására középen, a Meuse és a Moselle közötti fronton kerülne sor, akkor nem állna rendelkezésünkre az az erő, amely azt visszaverhetné.”
A szövetséges haditervek kidolgozásában a fő szerep a franciáknak jutott, mivel a britek – a kontinensen állomásozó expedíciós haderő ellenére – csak alárendelt szerepet játszhattak mellettük.

### Felderítési információk
1939–1940 telén a Kölnben állomásozó belga konzul hírszerzési jelentések alapján megsejtette Von Manstein tervének fő vonalait. A belgák rájöttek, hogy a németek csapatokat vonnak össze a belga és luxemburgi határ mentén, és meg voltak győződve arról, hogy a német főcsapás iránya az Ardenneken keresztül a La Manche-csatorna lesz, azzal a céllal, hogy bekerítsék a Belgiumban és Franciaország északi részén állomásozó szövetséges csapatokat. A belgák arra is rájöttek, hogy a németek ejtőernyős és siklórepülős csapatokat akarnak ledobni a szövetséges vonalak mögé, hogy elfoglalják a főbb belga erődítményeket. Azonban figyelmeztetéseiket sem a franciák, sem a britek nem vették figyelembe.
1940 márciusában a svájci hírszerzés hat vagy hét német páncélos hadosztályt jelenlétét észlelte a német–belga–luxemburgi határ mentén. További gépesített hadosztályok is a térségben tartózkodtak, és erről a franciákat is értesítették.
A francia hírszerzés légi felvételek elemzése során kimutatta, hogy a németek az Our folyó mentén számos helyen pontonhidakat kezdtek építeni. A Bernben tartózkodó francia katonai attasé április 30-ára keltezett jelentésében arra figyelmeztette feletteseit, hogy a német támadás fő iránya a Meuse folyó mentén, Sedan város környékén lesz, valamikor május 8. és 10. között.
Ezek és az ehhez hasonló jelentések azonban már nem változtatták meg Gamelin elképzeléseit.

## A szemben álló erők 1940 májusában
| Hadviselő fél      | Hadosztályok | Tüzérségi eszközök | Harckocsik | Repülőgépek |
| ------------------ | ------------ | ------------------ | ---------- | ----------- |
| Franciaország      | 86           | 10 700 (a)         | 3700       | 1400        |
| Nagy-Britannia (b) | 10           | 1300               | 310        | 460         |
| Belgium            | 22           | 1400               | 100        | 250         |
| Hollandia          | 9            | 700                | 1          | 175         |
| Luxemburg          | 1            | ?                  | ?          | ?           |
| Lengyelország      | 2            | ?                  | ?          | ?           |
| Szövetségesek      | 145          | 14 100             | 4111       | 2285        |
| Németország        | 141          | 7000               | 2550       | 4020 (c)    |

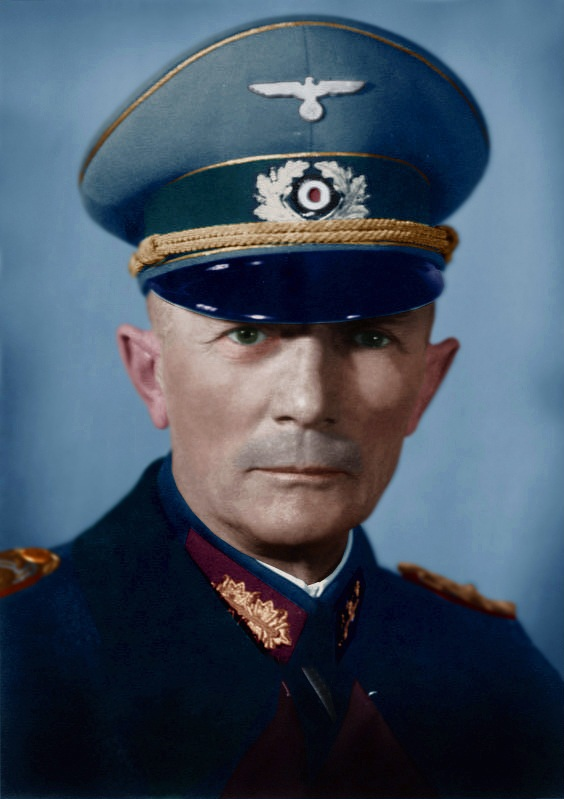
Fedor von Bock tábornok, a „B” hadseregcsoport parancsnoka. Július 18-án Hitler tábornaggyá léptette elő.

(a) 1939. szeptember és 1940. május között a francia hadiipar teljesítménye jelentősen felfutott, a mozgósításnak köszönhetően. Ennek ellenére a legyártott harckocsik és tüzérségi eszközök jelentős része nem jutott el a harcoló csapatokig, kb. 700 modern harckocsi maradt raktáron a német támadás megindulásakor. Ennek ellenére a franciáknak legalább 3700 korszerű harckocsi állt rendelkezésükre, igaz ezeket szétszórták a lövészcsapatok támogatására, és nem vonták össze önálló páncélos alakulatokba.

(b) Csak a Brit Expedíciós Erő fegyverzete és állománya.

(c) Csak a ténylegesen bevethető repülőgépek.

### Német erők

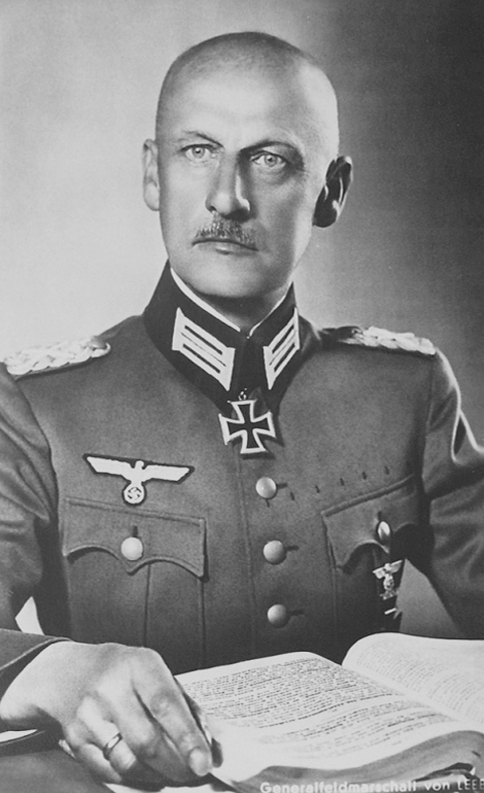
Lovag Wilhelm von Leeb tábornok, a „C” hadseregcsoport parancsnoka. Hitler őt is tábornaggyá tette a győzelem után.

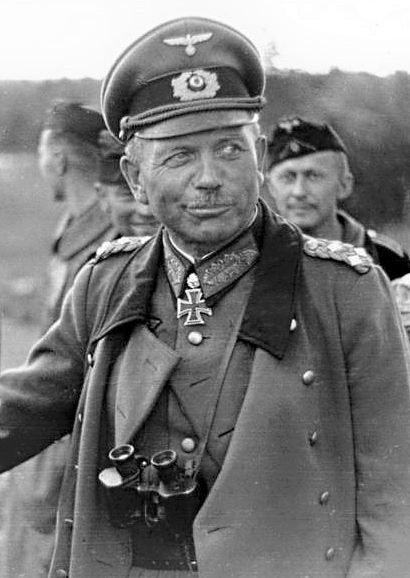
Heinz Guderian tábornok, a XIX. páncélos hadtest parancsnoka. Nagyrészt Guderian érdeme, hogy a német páncélos csapatokat önállóan vetették be a szövetséges csapatok bekerítésére.

1940-re Németországban összesen 4 200 000 fő szolgált a szárazföldi haderőben (Heer), 1 000 000 fő a Luftwaffe kötelékében, 180 000 fő a haditengerészetnél (Kriegsmarine) és 100 000 fő a Waffen-SS alakulatainál. A Lengyelországban, Dániában és Norvégiában is lekötött alakulatokat figyelembe véve kb. 3 000 000 fő állt rendelkezésre a nyugati hadjárat végrehajtására, összesen 157 hadosztályba szervezve. A támadás végrehajtására 135 hadosztályt vontak össze, ebből 42 tartalékos hadosztály volt.
1940. május-június hónapban a németeknek összesen 2439 harckocsi és 7378 tüzérségi eszköz állt a rendelkezésére, beleértve a hadászati tartalékokat is. 1939–40-ben a haderő személyi állományának 45%-a legalább 40 éves volt, és a sorkatonák fele alig néhány hét kiképzés után került a frontra. A „Blitzkrieg ” mítoszával ellentétben nem minden német egység volt gépesített, a csapatok mintegy 10%-a rendelkezett robbanómotoros szállítóeszközzel, összesen 120 000 jármű állt rendelkezésükre (ezzel szemben a francia hadseregnek 300 000 járműve volt). Még a brit erők is jobban fel voltak szerelve szállítójárművekkel, mint a németek, ahol az utánpótlás nagy részét lóvontatású járművek szállították.
A német harckocsicsapatok állománya 1939. szeptember 1-jén és 1940. június 10-én
| Típusok               | Számuk 1939. szeptember 1-jén | Számuk 1940. június 10-én |
| --------------------- | ----------------------------- | ------------------------- |
| Pz I                  | 1445                          | 523 (523)                 |
| Pz II                 | 1223                          | 955 (955)                 |
| Pz III                | 98                            | 349 (398)                 |
| Pz IV                 | 211                           | 278 (280)                 |
| Skoda.35 (t)          | 0                             | 166 (118)                 |
| Skoda.38 (t)          | 0                             | 228 (228)                 |
| Parancsnoki harckocsi | 0                             | 135 (135)                 |
| Összesen              | 2977                          | 2634 (2637)               |

1940-re a nyugati hadszíntéren tartózkodó német csapatoknak csak mintegy 50%-a érte el a teljes harckészültséget, számos alakulat alacsonyabb színvonalon volt felfegyverezve, mint a szemben álló brit vagy francia csapatok, vagy akár az 1914-es német hadsereg. A német haderőt a kis létszámú elit alakulatok (páncélos és gépesített lövész), illetve a nagyobb számú, de csak második vagy harmadik vonalbeli alakulatok keveréke jellemezte 1940-ben.

#### Hadrend
A Fall Gelb végrehajtására kijelölt alakulatokat három hadseregcsoportba szervezték. Az „A” hadseregcsoport parancsnoka Gerd von Rundstedt tábornok volt, alárendeltségébe pedig 45½ hadosztály, közte hét páncélos hadosztály, tartozott. A hadseregcsoport feladata volt a végleges tervek alapján végrehajtani a döntő csapást, a „Sarlóvágást” („Sichelschnitt”), amely keresztülvágott a szövetséges vonalakon Sedan térségében.
A hadseregcsoport alárendeltségébe a 4., 12. és 16. hadseregek tartoztak, illetve három önálló harckocsizó hadtest. Ezek közül a XV. Panzerkorps a 4. hadsereg kötelékében harcolt, de a másik kettő – a XXXXI. (Reinhardt) és a XIX. (Guderian) hadtestek – a XIV. hadtest két gépesített lövész hadosztályával egy önálló magasabbegységet alkottak (Panzergruppe Kleist).
A „B” hadseregcsoport parancsnoka Fedor von Bock tábornok volt, állományába 29½ hadosztály (közte három páncélos) tartozott, és feladata a Belgium és Hollandia elleni megtévesztő támadás kivitelezése, a szövetséges csapatok északra vonása volt. Alárendelt egységei a 6. és a 18. hadseregek voltak.
A „C” hadseregcsoport parancsnoka lovag Wilhelm von Leeb tábornok volt, aki az alárendelt 18 hadosztállyal azt a feladatot kapta, hogy akadályozza meg a Maginot-vonalból kiinduló francia ellentámadást, illetve indítson kisebb támadásokat a vonal erődítményei ellen, hogy megakadályozza a francia erők átcsoportosítását. A hadseregcsoport kötelékébe az 1. és a 7. hadsereg tartozott.

#### Hírközlés

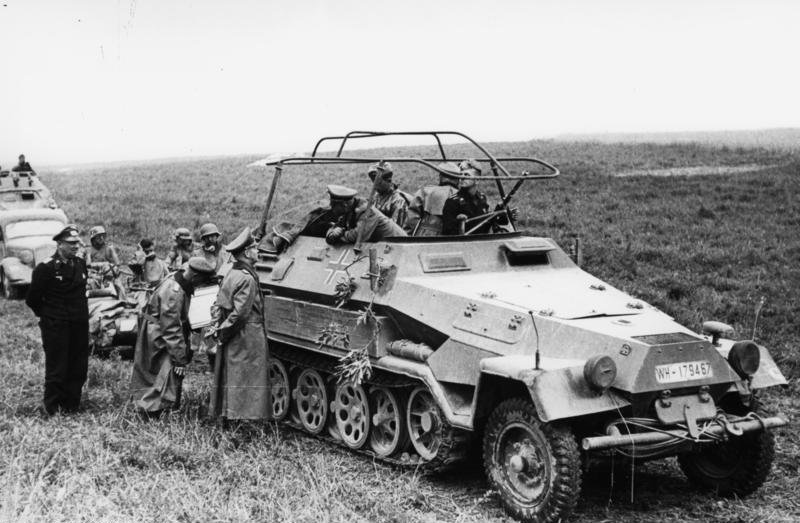
Heinz Guderian tábornok egy Sd.Kfz. 251/3 parancsnoki járműben. A jármű mellett Adolf Kuntzen tábornok, a 8. páncélos hadosztály parancsnoka áll.

A német hadsereg sem kiképzés, sem felszerelés, sem szállítóeszközök tekintetében nem múlta felül a szemben álló szövetséges csapatokat, viszont rádió állt a rendelkezésükre. A német harckocsik mindegyike rádiókapcsolatban állt az alegység többi harckocsijával, a parancsnokkal és a szomszédos egységekkel is. Ez az állandó (és megbízható) kapcsolat lehetővé tette számukra, hogy aránylag gyorsan reagáljanak a harctéren kialakult helyzetekre, rugalmasan változtassanak taktikájukon vagy alakzatukon. Egyes német parancsnokok a rádiókapcsolatot tekintették az legfontosabb fegyverüknek. A rádiókapcsolat nemcsak az alegységek irányítását tette lehetővé, hanem az egyes páncélos és lövészegységek közötti koordinációt is, és lehetőséget teremtett arra, hogy a harckocsik egy adott pillanatban egy célpontra összpontosítsák tüzüket, akár támadás, akár védekezés esetén. Mivel a szemben álló francia páncélos egységeket szétszórva vetették be, és a parancsokat szájról szájra, futár útján kellett továbbítani, a rádió biztosította gyors kommunikáció a német páncélos egységek egyik legnagyobb előnyét jelentette a hadjárat során.
A hírközlési rendszer nemcsak a harckocsik közötti összeköttetést tette lehetővé, hanem bizonyos mértékben hozzájárult a szárazföldi csapatok és a légierő tevékenységének összehangolásához is. A páncélos hadosztályokhoz ún. Fliegerleittruppen (harcászati vagy előretolt légi irányító) csapatok tartoztak, akik az Sd.Kfz. 251 parancsnoki járművön keresztül állandó kapcsolatban álltak a Luftwaffe egységeivel, és szükség esetén közeli légi támogatást kérhettek, amennyiben a harckocsik vagy a tábori tüzérség tűzereje nem volt elegendő. Guderian páncélos hadosztályának villámgyors előrenyomulását többek között az tette lehetővé, hogy általában csak 15–20 percet kellett várniuk a légi támogatás megérkezésére. Az „A” hadseregcsoport támogatására a VIII. légi hadtest (Fliegerkorps) egy Junkers Ju 87 zuhanóbombázó és egy vadászrepülő-századot állandó készenlétben tartott, hogy azonnal tudjon reagálni a hadtest felől érkező légi támogatási kérésekre, és átlagosan 45–75 percen belül a célpont felett voltak.

#### Harcmodor

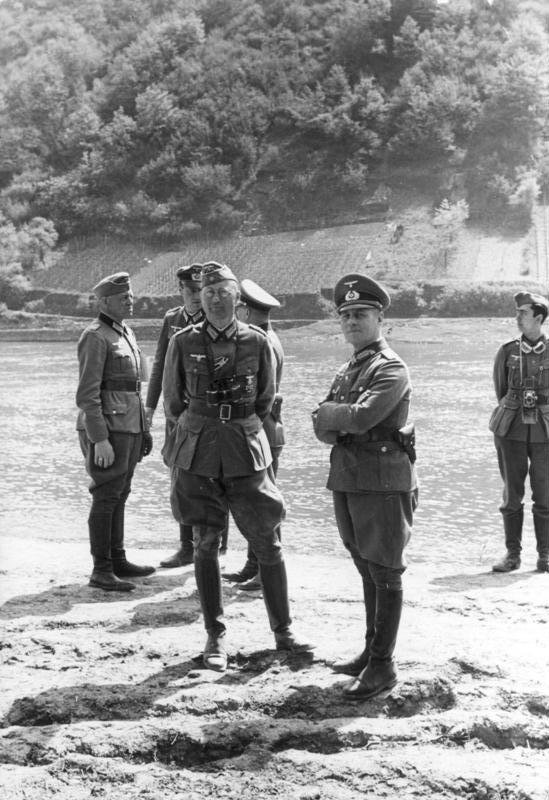
Erwin Rommel tábornok és Julius von Bernuth, a 7. páncélos hadosztály vezérkari főnöke a Mosel folyó partján tartottak terepszemlét 1940 tavaszán

A német csapatok harcmodorát az összhaderőnemi együttműködés jellemezte: a Panzer hadosztályokba magasan kiképzett, jól felszerelt harckocsizó, gépesített lövész, tábori tüzér és utászcsapatok tartoztak, amelyek állandó rádiókapcsolatban álltak egymással. Ezek a csapatok igen hatékonyan tudták összpontosítani és koordinálni tüzüket, és aránylag könnyen át tudták törni a számukra kijelölt védelmi vonalat, mielőtt az ellenségnek lehetősége lett volna átcsoportosítani erőit vagy felvonultatni tartalékait. A páncélos hadosztályok önállóan voltak képesek kivitelezni a harcfelderítést, felderíteni az ellenség gyenge pontjait, és azonnal kihasználni azokat, ellentámadás esetén pedig képesek voltak megtartani az elfoglalt területet, ahonnan újabb támadást tudtak indítani. Az elfoglalt területek megtartását a gépesített lövész egységekre bízták, akiket az utászok és a tábori tüzérség is támogatott.
Bár az 1940 elején hadrendben álló német páncélosokat még nem a harckocsik elleni harcra tervezték (sem páncélzatuk, sem lövegjeik nem voltak erre alkalmasak), igen hatásosan tudtak fellépni az ellenséges gyalogság ellen, míg az ellenséges harckocsikat a saját gyalogság által elfoglalt állások elé tudták vonni, ahol a páncéltörő ágyúk tüze megsemmisítette azokat. A páncélos hadosztályok emellett mindennel fel voltak szerelve, ami 3–4 napra biztosította az önálló tevékenységüket.
A német haderőnek nem álltak rendelkezésére olyan nehéz harckocsik, mint amit a franciák már rendszeresítettek, és számbeli hátrányban is voltak a szövetségesekhez viszonyítva. A német páncélosok viszont gyorsabbak, jobban manőverezhetők, megbízhatóbbak voltak, és volt egy elsőre nem nyilvánvaló előnyük: a harckocsik személyzete öt főből állt: parancsnok, lövegkezelő, töltő, vezető és szerelő. Mivel ezeket a feladatokat külön személyek végezték, mindenki teljes mértékben a saját feladatára tudott koncentrálni. A francia harckocsik személyzete 3–4 fő volt, és a parancsnoknak kellett kezelni a löveget is. Emiatt nem tudta hatékonyan irányítani a harckocsit és leküzdeni a felderített célokat.
A német harckocsizó és gépesített lövész csapatokat az Auftragstaktik végrehajtására képezték ki, vagyis az alakulat tisztjeitől és beosztottjaitól elvárták, hogy a kapott parancsok végrehajtása mellett alkalmazkodjanak a harctéren kialakult helyzethez, használják kezdeményezőkészségüket, és meg is volt a lehetőségük arra, hogy igénybe vegyék más fegyvernemek támogatását.

#### Légierő

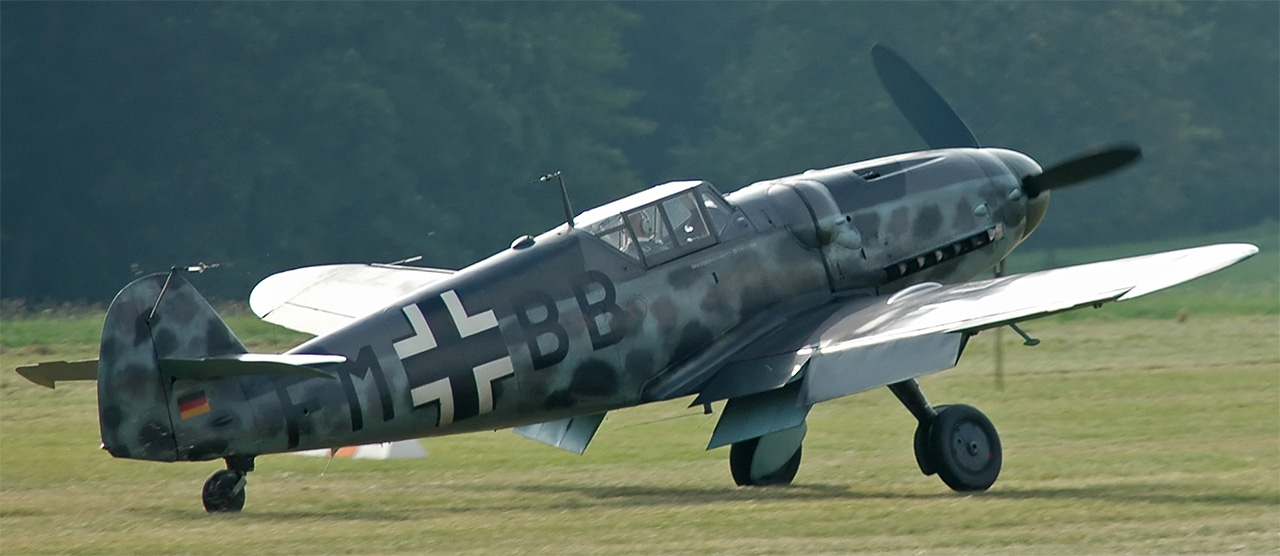
Messerschmitt Bf 109 vadászgép

A német hadsereg sikereiben nagy szerepet játszott a Luftwaffe és az általa biztosított légi támogatás. A nyugati frontra összevont repülőcsapatokat két csoportra osztották fel: 1815 harci repülőgép, 487 szállító és 50 siklórepülőgép támogatta a „B” hadseregcsoportot a Belgium és Hollandia elleni támadás kivitelezésében, a többi, 3286 harci repülőgép pedig az „A” és a „C” hadseregcsoportot támogatta.
A hadseregcsoportokhoz beosztott repülő erők legfontosabb feladata a szárazföldi csapatok légi harctámogatása volt, amelyet a közepes bombázó és zuhanóbombázó repülőgépek hajtottak végre. 1940-ben a Luftwaffe olyan szervezetet alakított ki, amely egyformán volt képes a légi szembenállási, stratégiai és a felszíni erők elleni légi hadműveletek végrehajtására. A légierő erőforrásait nem egy jól behatárolt doktrína alapján fejlesztették, hanem képesnek kellett lennie a hadászati és harcászati műveletek végrehajtására is. Az 1940-es években a szövetséges légierőt jórészt még a szárazföldi csapatok közeltámogatására használták, míg a Luftwaffe könnyedén tudott váltani a légi fölény kivívása után a stratégiai bombázási feladatokra, vagy az ellenséges szárazföldi erők elleni műveletek végrehajtására – a szárazföldi csapatok szükségleteinek megfelelően. Ez és a szárazföldi csapatokkal fenntartott rádiókapcsolat tette lehetővé, hogy a Luftwaffe eredményesen tudta támogatni a páncélos ékek előrenyomulását annak ellenére, hogy erejének alig 15%-át fordította erre.

### Szövetséges erők
| Típus              | Löveg / Páncélzat mm-ben | Darab    |
| ------------------ | ------------------------ | -------- |
| Nagy-Britannia     |                          |          |
| Mark II Matilda    | 40 / 80                  | kb. 160  |
| Cruiser Mark IIA   | 40 / 30                  | kb. 240  |
| Cruiser Mark IIIA  | 40 / 14                  | kb. 240  |
| Franciaország      |                          |          |
| Renault FT–17      | 37 / 30                  | 278      |
| Renault AMR–33–AMC | 7,5–47 / 13–40           | 450      |
| FMC–36             | 37 / 40                  | 100      |
| Renault R35        | 37 / 45                  | 900      |
| Hotchkiss H–39     | 37 / 45                  | 770      |
| D1&D2              | 47 / 40                  | 145      |
| Somua S35          | 47 / 55                  | 300      |
| Char B1            | 47+75 / 60               | 274      |
| Belgium            |                          |          |
| T13/T15            | 47 / 60                  | 270      |
| Hollandia          |                          |          |
| Landverk           | – / –                    | 900      |
| Összesen           | – / –                    | kb. 4200 |

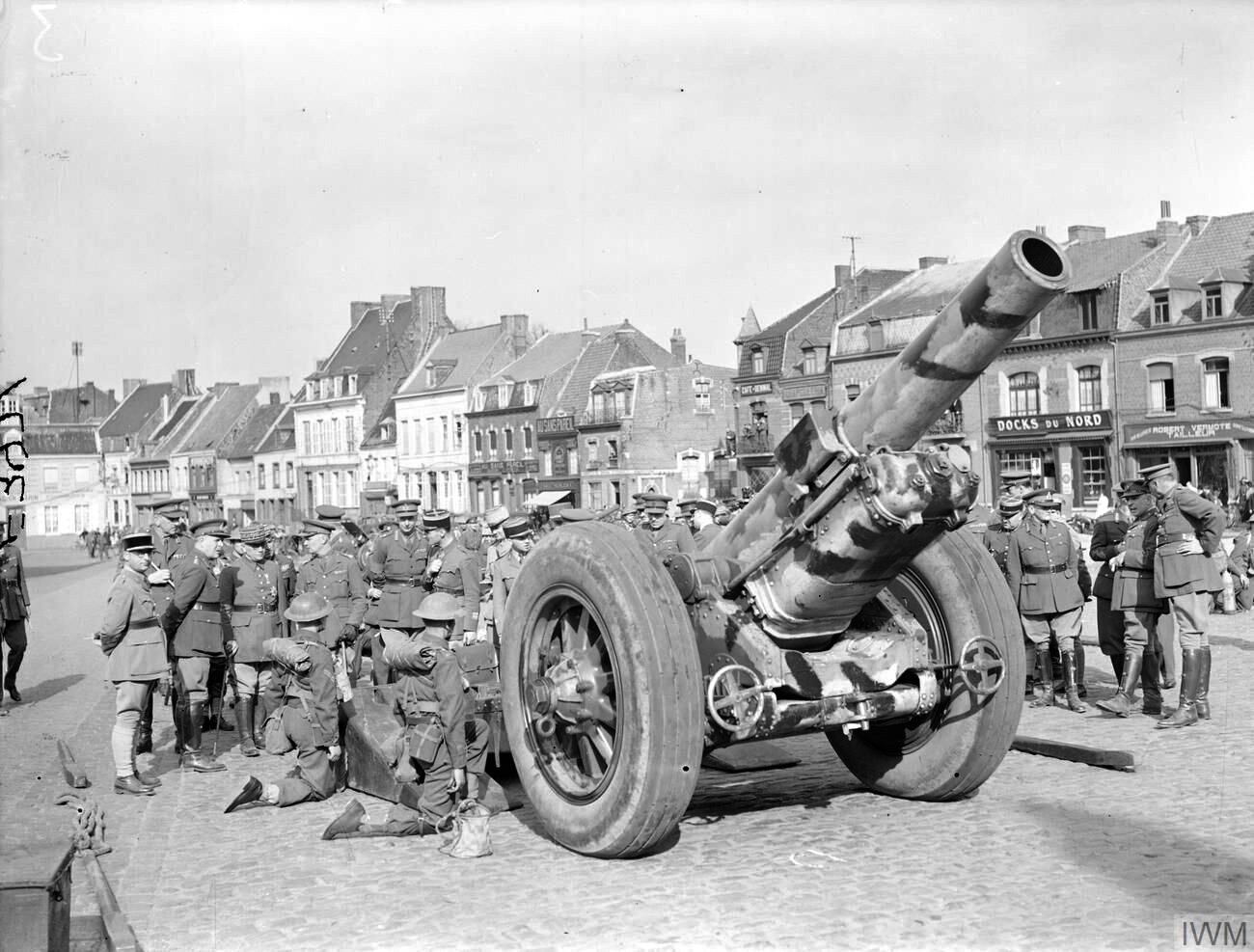
A brit hadsereg egyik 8 hüvelykes tarackját a francia Alphonse Georges tábornok szemlézi, 1940. április 23-án Béthune városában

Az első világháború és a rákövetkező világválság hatására Franciaországban évek óta viszonylag alacsony volt a születési ráta, és a teljes lakossága is csak mintegy fele volt Németország háború előtti lakosságának. Ennek ellenére, a 20 és 45 év közötti férfi lakosság harmadának mozgósításával a francia hadsereg teljes létszáma elérte az 5 000 000 főt. Közülük azonban csak kb. 2 240 000 fő állomásozott Franciaország északi részén és vett részt a harcokban, jelentős részük a Maginot-vonal erődítményeiben volt lekötve.
A Brit Expedíciós Erő létszáma 1939 szeptemberében 152 000 fő volt, majd a további erősítésekkel 1940 júniusára 394 000 főre emelkedett – igaz ezek közül 150 000 fő a hátországban tartózkodott és lényegében semmilyen katonai kiképzéssel nem rendelkezett. A teljes brit haderő létszáma 1940 júniusában 1 650 000 fő volt. A holland és a belga hadsereg létszáma 400 000 és 650 000 fő volt.

#### Hadrend

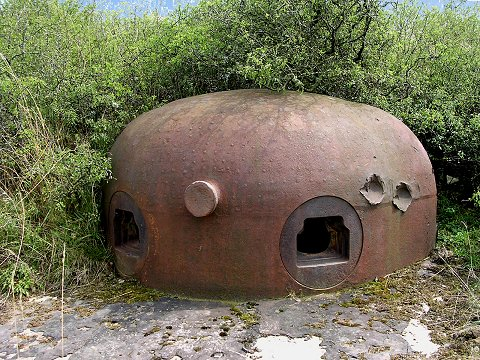
Egy ún. vegyes fegyverzetű páncéltorony (Cloche d'arme mixte) a Maginot-vonal Welschhof erődjéből. Nevét onnan kapta, hogy a toronyból lehetséges volt géppuskával és 25 mm-es páncéltörő ágyúval is tüzelni. A páncélkupola jobb oldalán két közvetlen találat nyoma figyelhető meg.

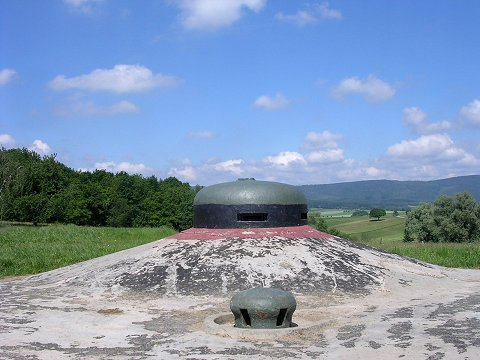
A Maginot-vonal Schoenenbourg erődjének megfigyelőtornya. A kép előterében látható kisebb páncélkupola az erőd egyik szellőzőjáratát takarja.

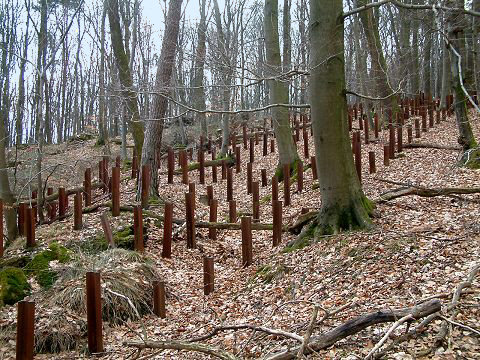
A Haguenau megerősített szektorban (Secteur Fortifié de Haguenau) harckocsik ellen földbe ásott sínek

A francia hadsereg összesen 117 hadosztályból állt, ezek közül 104 hadosztály (11 tartalékban) védelmezte az ország északi részét. A britek összesen 13 hadosztályt vonultattak fel, de ebből három még nem volt teljesen harcra kész, amikor megindult a német támadás. Emellett 22 belga, tíz holland és két lengyel hadosztály alkotta a szövetséges haderőt.
A tüzérségi eszközök tekintetében a briteknek volt 1280 ágyújuk, míg a belgáknak 1338, a hollandoknak 656 és a franciáknak 10 700 darab. A brit, belga és holland hadseregnek alig volt harckocsija, azonban a francia hadseregben addigra 3254 harckocsit állítottak hadrendbe.
A szövetséges csapatokat északon három hadseregcsoportba szervezték. Ezek közül a 2. és 3. hadseregcsoport feladata volt a Maginot-vonal védelme, míg az 1. hadseregcsoport (Gaston-Henri Billotte tábornok parancsnoksága alatt) északnyugaton állomásozott, és feladata volt Belgium területén feltartóztatni a német támadást.
A francia tengerparthoz közel állomásozó 7. hadsereg, amelyet egy könnyű páncélozott hadosztállyal erősítettek meg, kapta a feladatot, hogy Hollandia területére vonuljon Antwerpenen keresztül. A hadrendben ezután a BEE hadosztályai következtek, amelyek a Dijle-vonal megtartását kapták feladatul, a belga és a francia hadsereg között. A két könnyű páncélozott hadosztállyal megerősített 1. francia hadsereg feladata volt a Gembloux-rés védelme Wavre és Namur között. A 9. francia hadsereg kapta a feladatot, hogy Namur és Sedan között tartsa a frontot. Jobbszárnyán a francia 2. hadsereg az előre kialakított védelmi állásokban, francia területen védekezett, és végül itt érte a német páncélos ékek támadása. Szerencsétlen módon, mivel állóháborúra készült, a 2. hadseregnek nem volt elegendő embere, légvédelmi és harckocsi-elhárító tüzérsége, légi támogatása és csak öt hadosztály állt rendelkezésére, amelyek közül kettő tartalékosokkal, míg egy szenegáli katonákkal volt feltöltve. Emellett relatíve hosszú frontszakaszt kellett tartaniuk, és végül a francia hadrend gyenge pontjának bizonyultak.

#### Harcmodor
A francia hadsereg is meglehetősen vegyes képek mutatott 1940 elején: egyes, békeidőben is létező egységei magas színvonalon voltak kiképezve és felszerelve, különösen a könnyű és nehéz páncélozott hadosztályok (Division Légère Mécanisée, DLM és Division cuirassée, DCR). A hadosztályok nagy részét azonban rosszul felszerelt, alig kiképzett tartalékos katonákkal töltötték fel. Általánosan jellemző volt a francia hadosztályokra, hogy nem volt megfelelő a légvédelmi tüzérségük, a harckocsik ellen használható tüzérségük, illetve nem voltak rádióik.
A francia harcászati elképzelések is idejét múltak voltak: a harckocsikat nem vonták össze olyan egységekbe, amelyekkel támadó hadműveleteket lehetett végrehajtani. Bár egyes fiatal tisztek, mint például de Gaulle, az 1930-as években megpróbálták rávenni a katonai felsővezetést, hogy hozzanak létre önálló, légierővel és gépesített gyalogsággal támogatott páncélos magasabbegységeket, a vezérkar konzervativizmusa megakadályozta ennek kivitelezését. A francia főparancsnokok legnagyobb problémája az volt, hogyan állítsák meg a németeket és tartsák meg a frontot. Ez határozta meg, hogy a harckocsikat elosztották a frontvonalon, hogy a gyalogságot inkább védelmi harcra, semmint támadó hadműveletek végrehajtására képezték ki, hogy jelentős erőket kötöttek le a Maginot-vonal erődjeiben, és még az 1939-es lengyel hadjárat után sem fordítottak kellő figyelmet a nagy mozgékonyságú német csapatokkal szemben eredményes harcmodor gyakorlására.

#### Légierő

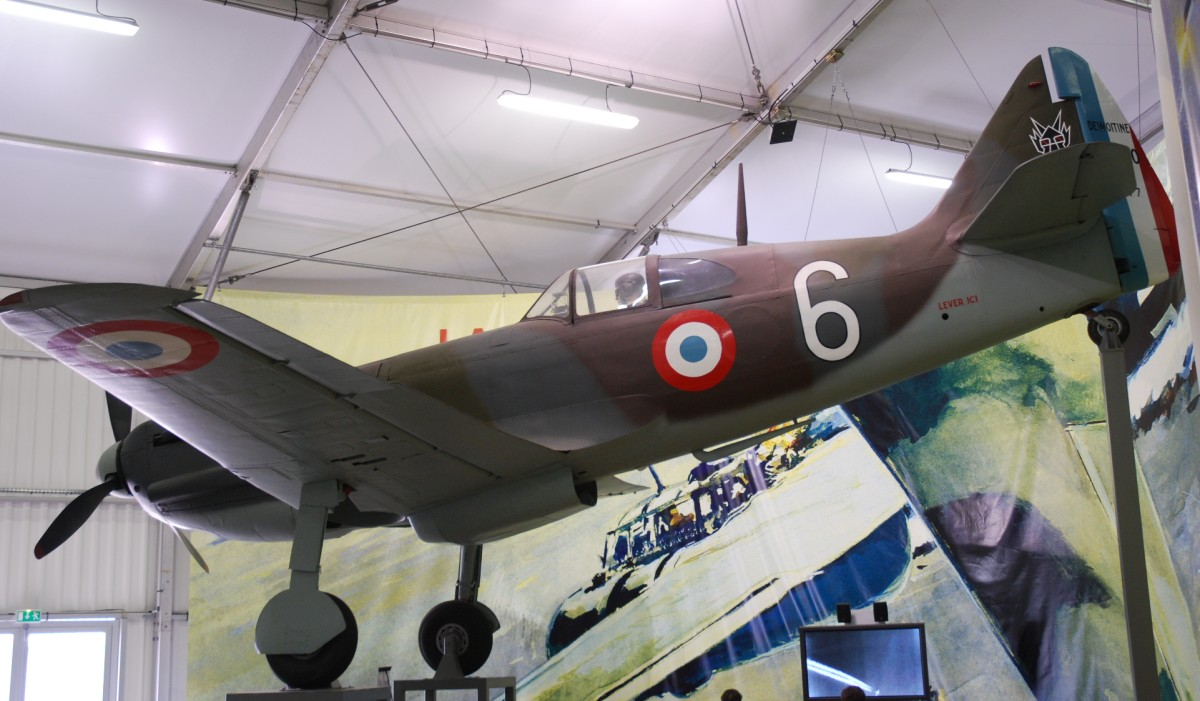
Dewoitine D.520

A szövetséges légierő számbeli fölényben volt a Luftwaffével szemben: a francia Armee de l’Air 1562, a RAF Fighter command 680, míg a RAF Bomber Command 392 repülőgéppel rendelkezett a hadjárat megkezdése előtt. A számok mögött a valóság más volt: a legtöbb szövetséges repülőgéptípus, mint például a francia Morane–Saulnier MS.406, elavultnak számított. A vadászrepülőgépek között csak a brit Hawker Hurricane és a francia Dewoitine D.520 vehették fel a versenyt a német Messerschmitt Bf 109 vadászokkal. Azonban a hadjárat első napjaiban a franciák csak 36 darab Dewoitine D.520-at vezényeltek a frontra, ezeket is egy repülőszázadban.
Bár a szövetségesek repülőgépgyártása is jelentősen felpörgött 1940 májusa előtt, és jelentős tartalékokkal rendelkeztek, a frontrepülőket jelentősen hátráltatta a rendelkezésre álló alkatrészek hiánya: becslések szerint a szövetséges légierő alig harmada (599 repülőgép) volt bevetésre alkalmas állapotban, ezek közül is 170 bombázórepülő volt. Mindezek együttesen az jelentették, hogy a német légierő egyértelmű légi fölényben volt a hadművelet első napjától kezdve.

## Fall Gelb– 1940. május 10.

### Harcok az északi hadszíntéren
A német hadvezetés 1940. május 10-ére tűzte ki a Fall Gelb terv végrehajtásának kezdetét. Az ezt megelőző este, május 9-én a német külügyminisztérium diplomáciai jegyzéket küldött a belga és holland nagykövetnek, amelyben azt követelték, hogy a rákövetkező napon hajnali 5.45-től szabad átvonulást adjanak a német csapatoknak, ellenkező esetben úgy veszik, hogy Németország ellenségeit támogatják, és a Reich teljes katonai erejével garantálni fogják országuk semlegességét. Még 9-én a német csapatok bevonultak a semleges Luxemburg területére, majd az éjszaka folyamán a „B” hadseregcsoport megindította támadását Hollandia és Belgium ellen.

#### Hollandia elfoglalása

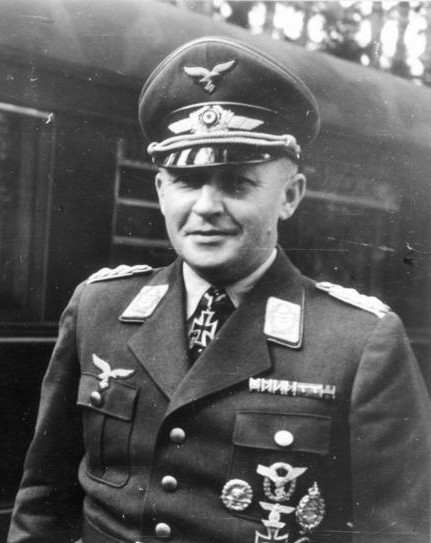
Kurt Student tábornok, az ejtőernyős csapatok parancsnoka 1941-ben

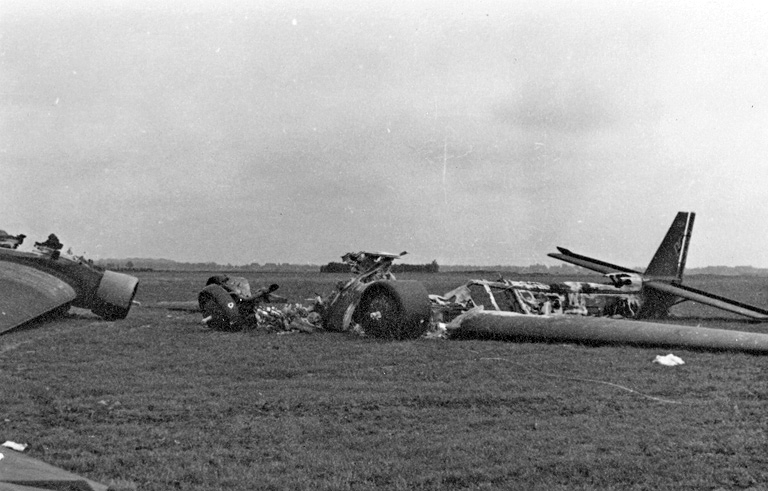
Kiégett Junkers Ju 52 szállítógép egy holland mezőn

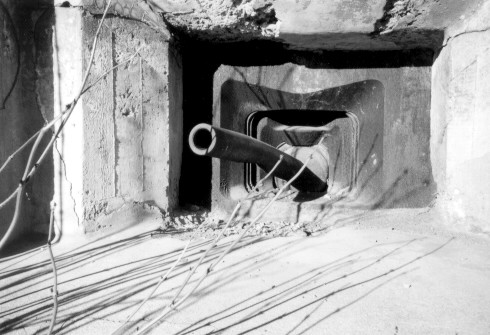
A Fort d'Ében-Émael erőd egyik ágyúja. Az ágyú csövét egy közvetlen találat hőhatása ferdítette el.

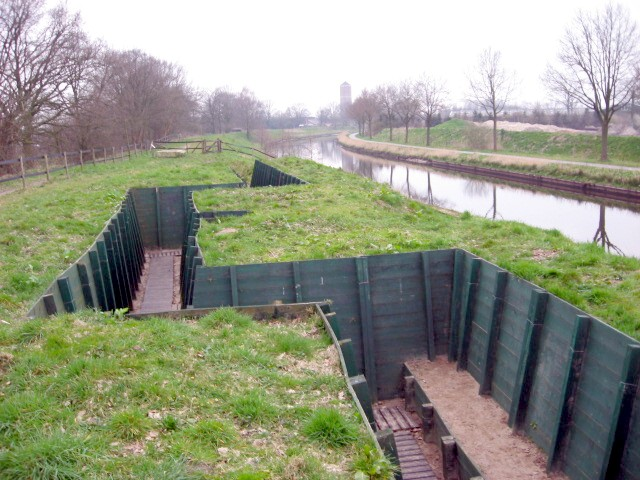
A Grebbe-vonal egy helyreállított szakasza Scherpenzeel közelében

1940. május 10-én a reggeli órákban a német 1. ejtőernyős hadosztály (Fallschirmjäger) és a 22. légiszállítású hadosztály (22. Luftlande Infanteriedivision) katonái Kurt Student vezetésével támadást indítottak Hága, Rotterdam és a belga Eben-Emael erőd ellen, hogy lehetővé tegyék a „B” hadseregcsoport főerőinek támadását.
A Luftwaffe a kezdetektől fogva uralta az eget Hollandia felett számbeli fölényének köszönhetően: a „B” hadseregcsoportot 247 közepes bombázó, 147 vadászrepülőgép, 424 Ju 52 szállítógép és 12 He 59 hidroplán támogatta. A Holland Légierő (Militaire Luchtvaartafdeling, ML) ezzel szemben összesen 144 repülőgéppel rendelkezett, és az első napon ezek több mint a felét el is vesztette. A többi repülőgép szétszóródott, és csak néhány Luftwaffe repülőt tudtak lelőni. Összességében az ML 332 bevetést hajtott végre a hadjárat alatt, és összesen 110 repülőgépet veszített.
A német 18. hadsereg a terveknek megfelelően elfoglalta a holland csatornákon és folyókon átvezető legfontosabb hidakat, amelyek megnyitották az utat Rotterdam felé. A hollandok által kiépített vízi akadályokat délről kerülték meg. Ennek ellenére a Luftwaffe egyedül kísérelte meg elfoglalni a holland kormány székhelyét, Hágát, de kudarcot vallott. A Hága környékén található repülőtereket (Ypenburg, Ockenburg és Valkenburg) súlyos veszteségek árán, de elfoglalták (miközben 96 szállítógépet veszítettek). Az ejtőernyős csapatok célba juttatása sem ment könnyen: 125 darab Ju 52 megsemmisült, további 47 megrongálódott. Az ejtőernyős csapatok is súlyos veszteségeket szenvedtek: 8000 főből 2800 halott és sebesült, 1200 hadifogoly (akiket a hollandok brit területre evakuáltak).
A francia 7. hadsereg beavatkozása sem tudta megakadályozni, hogy a német 9. páncélos hadosztály egységei május 13-án elérjék Rotterdamot. Ugyanezen a napon a grebbebergi csata során a holland ellentámadás kudarcot vallott, és a hollandoknak fel kellett adni a Grebbelinie védelmi vonalat. A jelentéktelen veszteségeket szenvedett holland hadsereg másnap, május 14-én kapitulált, miután a Luftwaffe bombatámadást hajtott végre Rotterdam ellen. Az 54. bombázóezred (Kampfgeschwader 54) He 111 bombázói lerombolták a belvárost, és mivel a hollandok stratégiai helyzete reménytelennek tűnt, a további bombázásokat elkerülendő a holland kormány a megadás mellett döntött. A holland kapitulációt május 15-én írták alá, ennek ellenére kisebb holland erők folytatták a küzdelmet Zeeland tartományban, illetve a holland gyarmatokon. Vilma királynő és családja Nagy-Britanniába menekült, míg a francia 7. hadsereg Belgium területére vonult vissza, hogy Brüsszel körül vegyen fel védelmi állásokat.
A négy napig tartó harcok során a hollandok vesztesége 2357 fő volt, és további 2559 polgári személy is életét vesztette.

#### Belgium elfoglalása

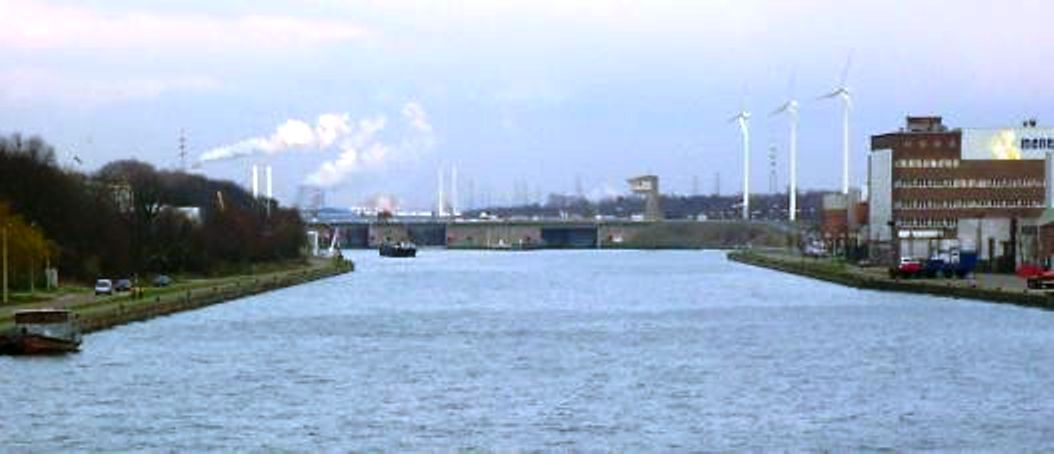
Az Albert-csatorna napjainkban

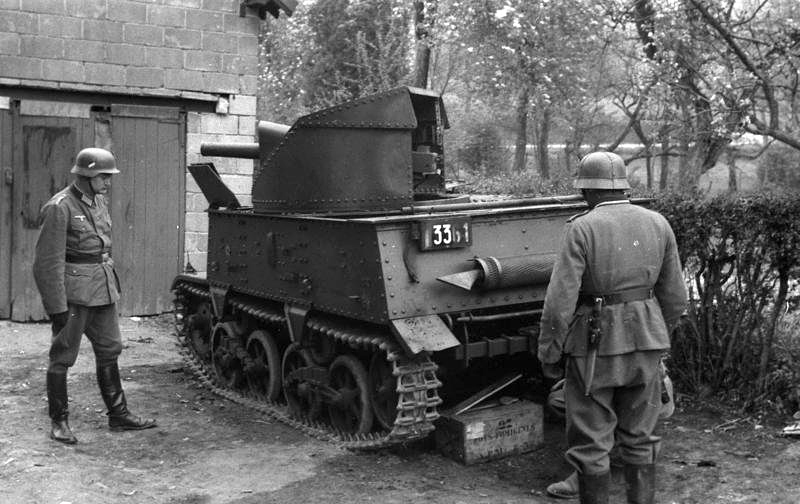
Két német katona egy elhagyott belga harckocsit vizsgál, 1940. május

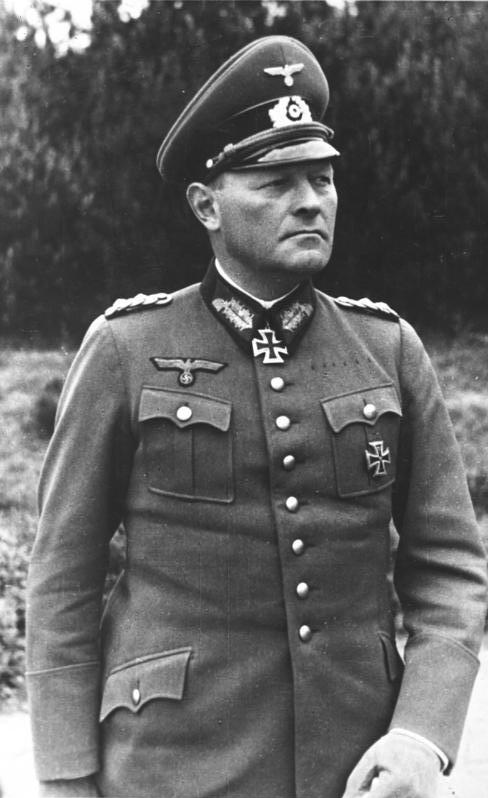
Eric Hoepner tábornok, a Gembloux környékén támadó német XVI. hadtest parancsnoka

A Belgium ellen május 10-én meginduló német támadás során a Luftwaffe jelentős légi fölényben volt. A háború előtti alapos légifelderítésnek köszönhetően a belga légierő (Aeronautique Militaire) 179 repülőgépéből 83 az első 24 órában megsemmisült. Ennek ellenére a belgák 77 bevetést hajtottak végre a Luftwaffe ellen, de igazából nem tudtak jelentős eredményt elérni – a Luftwaffe ellenőrizte a légteret az ország felett.
Mivel az első tervektől eltérően a „B” hadseregcsoport lényegesen gyengébb erőkkel hajtotta végre támadását, a német 6. hadsereg elterelő hadművelete kudarccal fenyegetett: az Albert-csatorna mentén létesített belga védelmi állások ugyanis heves ellenállást fejtettek ki. A belga védelmi vonalat csak a Eben-Emael erőd elfoglalása után lehetett megközelíteni, ami akkoriban Európa legmodernebb erődjének számított, és teljes mértékben ellenőrizte az Albert-csatorna és a Meuse folyó találkozását. Mivel a legkisebb késlekedés is veszélybe sodorhatta a teljes hadjárat sikerét, a németek szokatlan eszközökhöz folyamodtak az erőd elleni támadás során. Május 10-én a kora reggeli órákban DFS 230 vitorlázó-repülőgépek értek földet az erőd közelében, a gépekből kiszálló német rohamcsapatok pedig felrobbantották az erőd fő lövegtornyait, míg az Albert-csatornán átívelő legfontosabb hidakat német ejtőernyősök foglalták el. Az elkeseredett belga ellentámadásokat a Luftwaffe légi támogatásának segítségével hárították el. A belga főparancsnokságot sokkolta a védelmi rendszer legfontosabb és legerősebbnek hitt láncszemének elesése és a tervezettnél öt nappal hamarabb visszavonta a belga csapatokat a második védelmi állásba, a Dijle-vonalba (Dijle-line vagy KW-linie, Koningshooikt és Wavre között húzódott).
A Maastricht környékén, a Maas folyón átívelő hidak elleni hasonló támadások azonban kudarcot vallottak, a németeknek csak egy vasúti hidat sikerült épségben elfoglalni, a többit a holland utászok felrobbantották. Ez azt jelentette, hogy a kezdeti sikerek ellenére a német páncélos csapatok egy része megrekedt.
Ez azonban csak időleges haladékot jelentett: a Brit Expedíciós Haderő és a Belgiumba bevonuló francia csapatok még nem tudták kiépíteni védelmi állásaikat, és a belgák visszavonulása jelentős veszélybe sodorta őket. A szövetséges haditerv arra a feltételezésre épült ugyanis, hogy a belgák legalább pár hétig fel tudják tartóztatni a németeket, amíg a britek és a franciák Gembloux térségében beássák magukat. Amikor Erich Hoepner tábornok XVI. páncélos hadteste (a 3. és 4. német páncéloshadosztály) megindult Gembloux ellen, a szövetséges hadvezetés biztosra vette, hogy ez lesz a német támadás súlypontja, mivel Gembloux a Wavre és Namur közötti sík, harckocsi-hadviselésre kiválóan alkalmas területen feküdt. Hogy időt nyerjen, René Prioux tábornok, a francia 1. hadsereg lovassági hadtestjének parancsnoka a 2. és 3. könnyű páncélos hadosztályt (2e Division Légère Mécanique és 3e Division Légère Mécanique) küldte harcba a németek ellen. A két hadosztály ideig-óráig fel tudta tartóztatni, illetve le tudta lassítani a német támadást és időt adott a francia 1. hadseregnek, hogy kiépítse védelmi állásait.

#### Harcok Hannut és Gembloux térségében

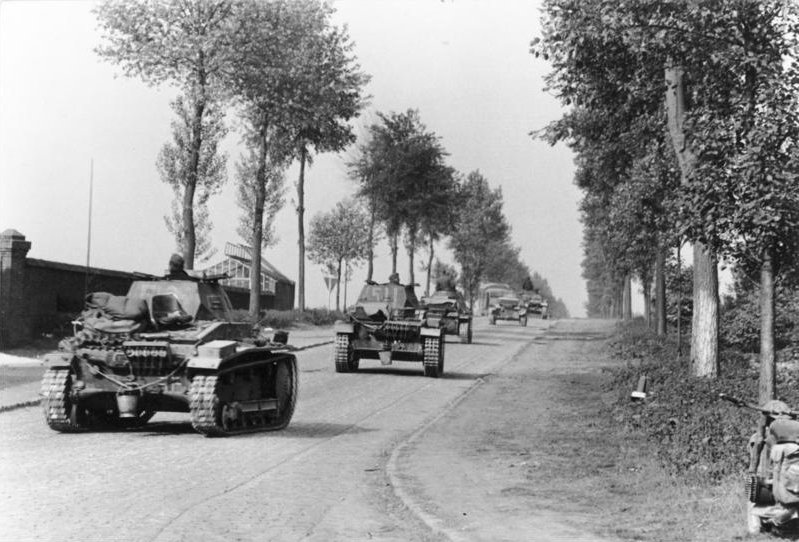
Német harckocsik menetben Belgium területén. Gembloux környékén ideális volt a terep a harckocsik támadásához.

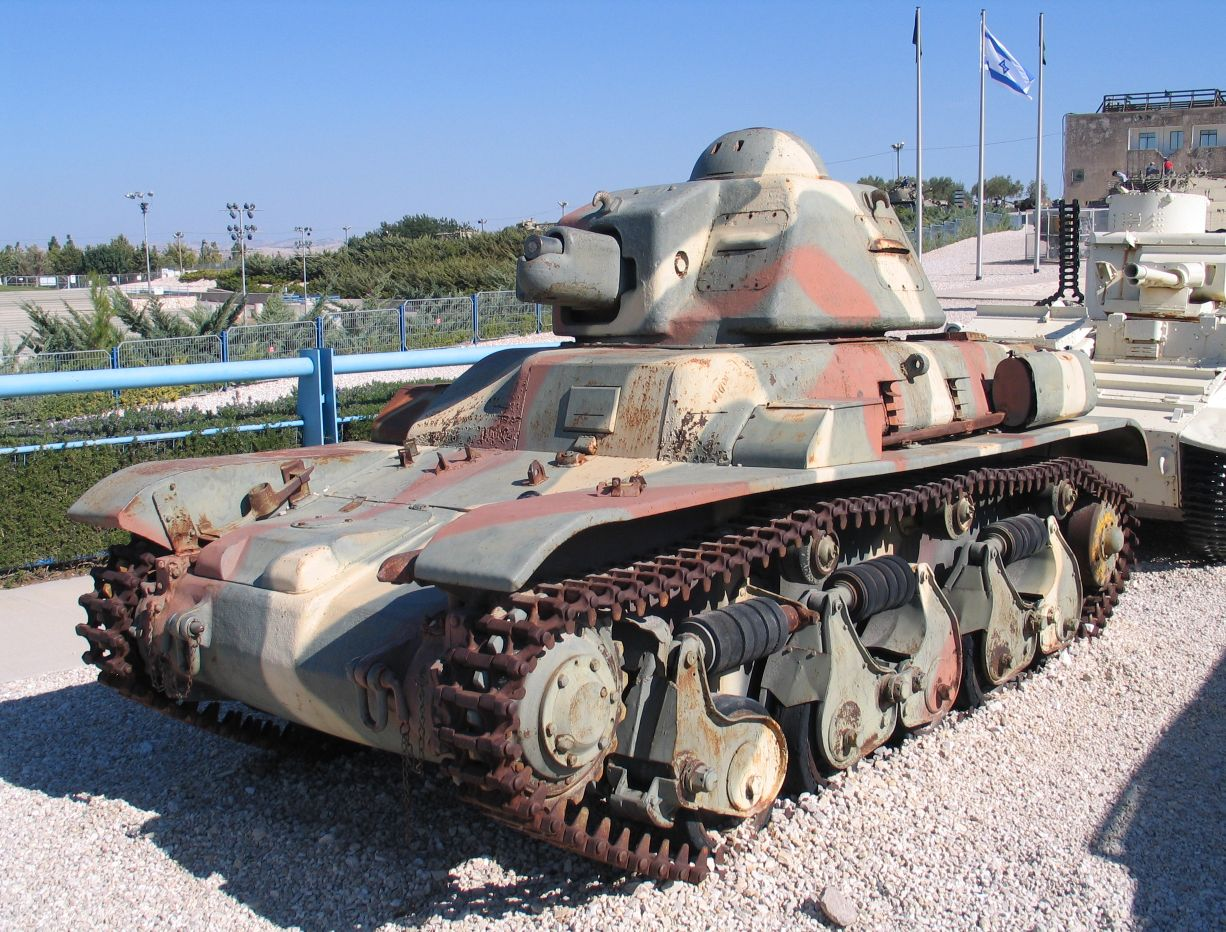
Francia Renault R35 típusú könnyű harckocsi. A német Panzer I és Panzer II harckocsikat felülmúlta, de nem tudta felvenni a harcot a korszerűbb és jobban felfegyverzett Panzer III és Panzer IV-esekkel.

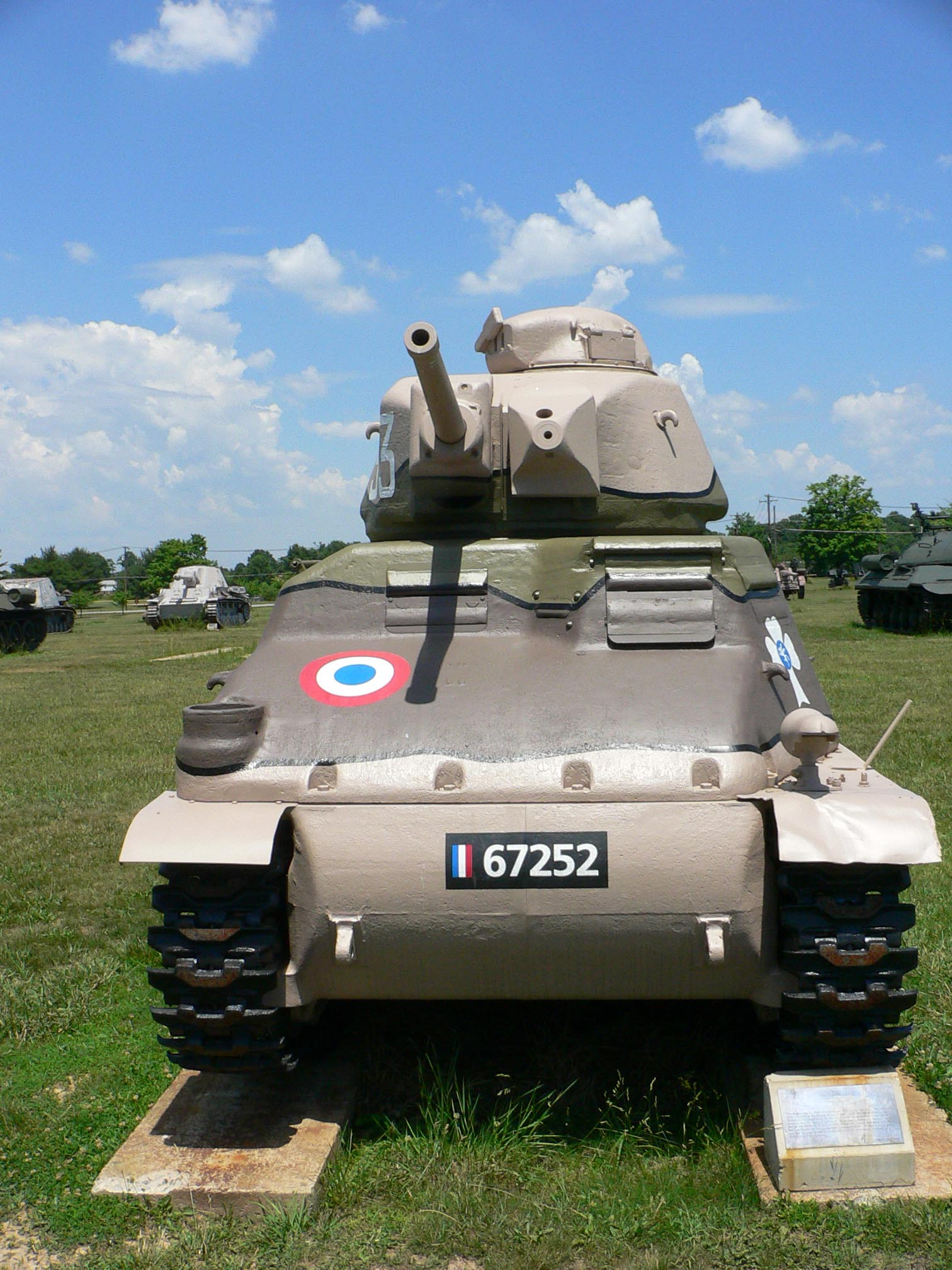
Somua S35 harckocsi

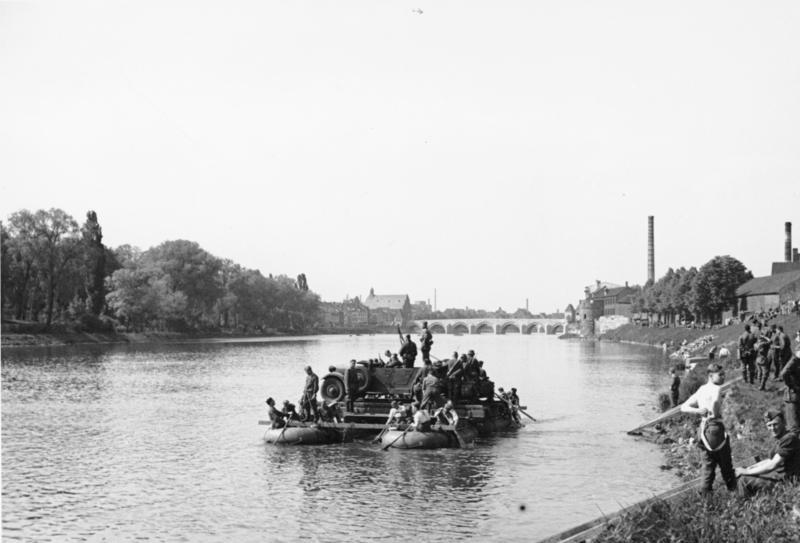
A németek átkelnek a Meuse folyón 1940. május 10.

A május 12–13-án vívott hannut-i csata az egyik legnagyobb harckocsiütközet volt a második világháború során, összesen 1500 harckocsi részvételével. A franciák körülbelül 160 német harckocsit lőttek ki, míg ők 91 Hotchkiss H35 és 30 Somua S35 harckocsit vesztettek. A csata után a franciák visszavonultak, és a németek el tudták foglalni a harcmezőt, ami lehetővé tette számukra, hogy a kilőtt vagy lerobbant harckocsik nagy részét megjavítsák, így véglegesen csak 49 harckocsit vesztettek (20 Panzer III és 29 Panzer IV).
Ennek ellenére a német támadás megakadt és a francia 1. hadsereg időt nyert, vagyis Prioux elérte célját. A németek ugyan megakadályozták, hogy a francia 1. hadsereg Sedan felé vonuljon, de nem tudták megsemmisíteni a francia erőket, amelyek két hét múlva eredményesen avatkoztak bele a Dunkerque körül harcokba.
Május 14-én a hannut-i csatát követően Hoepner megkísérelte a francia vonalak áttörését a gembloux-i csatában. A hadjárat során ez volt az egyetlen alkalom, amikor német páncélos egységek frontális támadást indítottak megerősített állások ellen. A 4. német páncélos hadosztály támadását a franciák (elsősorban az 1. marokkói hadosztály – 1e Division Marocaine) visszaverték, a németek további 42 harckocsit vesztettek (26-ot nem is lehetett megjavítani). A következő napon a német 4. páncélos hadosztály további támadásokat indított a franciák ellen, amelyek során további kilenc Panzer I, kilenc Panzer II, hat Panzer III, nyolc Panzer IV és két parancsnoki harckocsit veszítettek, a hadosztály 314 harckocsijából eddigre csak 137 darab maradt (ebből húsz Panzer III és négy Panzer IV).
A francia ellenállás sikerét azonban beárnyékolta a középső frontszakaszon végrehajtott német áttörés.

### Harcok a középső frontszakaszon

#### Német áttörés a belga és francia Ardenneken keresztül

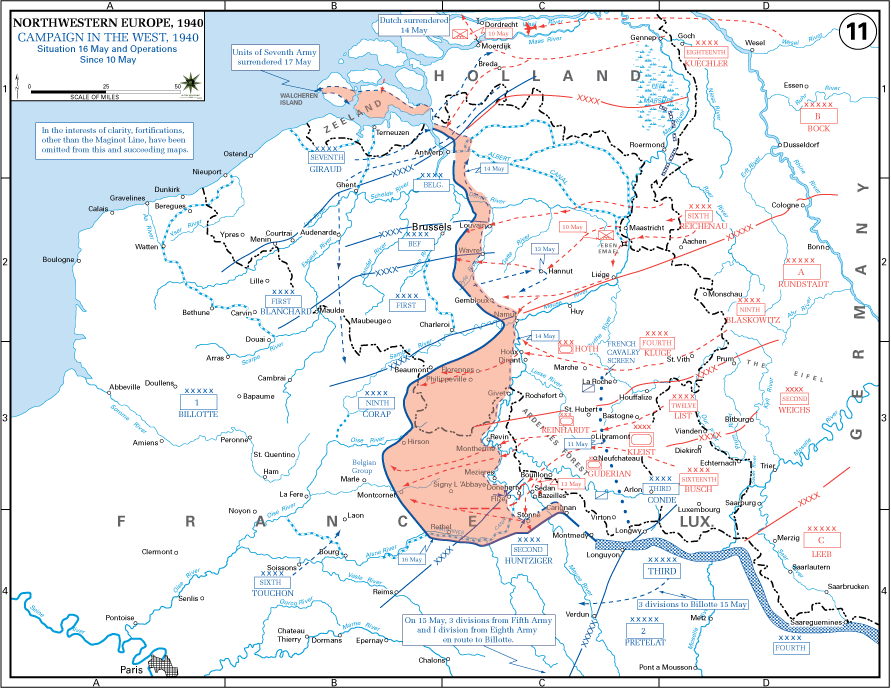
Német előrenyomulás 1940. május 10–16. között

A középső frontszakaszon a német „A” hadseregcsoport támadását a belga gépesített lövész és francia könnyű páncélos egységeknek (Divisions Légères de Cavalerie) kellett volna megállítani az Ardennekben felvett védelmi állásokban. Belga részről az 1. ardenneki hegyivadász ezred (1e Régiment de Chasseurs Ardennais) és a francia 5. könnyű lovas hadosztály vett részt a harcokban, de egyik egységnek sem voltak megfelelő eszközei a meglepően nagy számban felvonuló német harckocsik elhárítására, és aránylag gyorsan visszavonultak a Meuse folyó mögé. A német előrenyomulást leginkább az lassította, hogy túlságosan sok jármű és katona próbált felvonulni az Ardenneken keresztül – Kleist Panzergruppe-ja 41 000 járművel vonult fel, amelyeknek négy felvonulási útvonal állt rendelkezésre. A támadási tervben kitűzött határidőket lehetetlen volt betartani, és hamarosan óriási torlódást alakult ki, amely a Rajna folyó vonalánál kezdődött, és két hétig hátráltatta a német előrenyomulást. Az egy helyben álló német járművek ideális célpontot nyújtottak volna a szövetséges légierőnek, de nem került sor semmilyen támadásra. Gamelin francia főparancsnok ugyan tudott a németek szorongatott helyzetéről, de a térségben rendelkezésére álló erőkkel nem merte vállalni a támadást a Luftwaffe légifölényével szemben. A maastrichti csata során a francia légierő hiábavaló kísérletet tett a német páncélosok felvonulásának megakadályozására, és súlyos veszteségeket szenvedett: két nap alatt 135 bombázógépből 72-t elvesztettek.
Május 11-én Gamelin tábornok parancsot adott a tartalékban álló hadosztályoknak, hogy siessenek a Meuse szektor megerősítésére. Mivel a franciákkal szemben a Luftwaffe jelentős veszélyt jelentett a felvonuló francia csapatoknak, azok csak éjszaka tudtak előrehaladni, ami jelentősen lelassította felvonulásukat. Ez azonban nem zavarta a francia vezetést, mivel azt hitték, hogy a németek csak ugyanilyen lassan fognak a térségbe érkezni, tudatában voltak annak, hogy jelentős német páncélos és lövészegységek állnak szemben velük, de bíztak az előre kiépített erődítményekben és a tüzérségi támogatásban. A katonai felsővezetéssel szemben a katonák morálja és harckészsége azonban jelentősen megromlott.
A német erők május 12-én a délutáni órákban érték el a Meuse-vonalat és három széles hídfőállást létesítettek, hogy lehetővé tegyék az „A” hadseregcsoport átkelését Sedan, Monthermé és Dinant térségében. A térségbe érkező első német csapatok alig voltak fölényben, a rendelkezésükre álló elégtelen tüzérségi támogatást tovább korlátozta a tény, hogy lövegenként csak 12 gránát állt rendelkezésükre. Szerencséjükre a francia tüzérség is hasonló gondokkal küzdött, csak napi 30 lövedékük volt ágyúnként.

#### A sedani csata

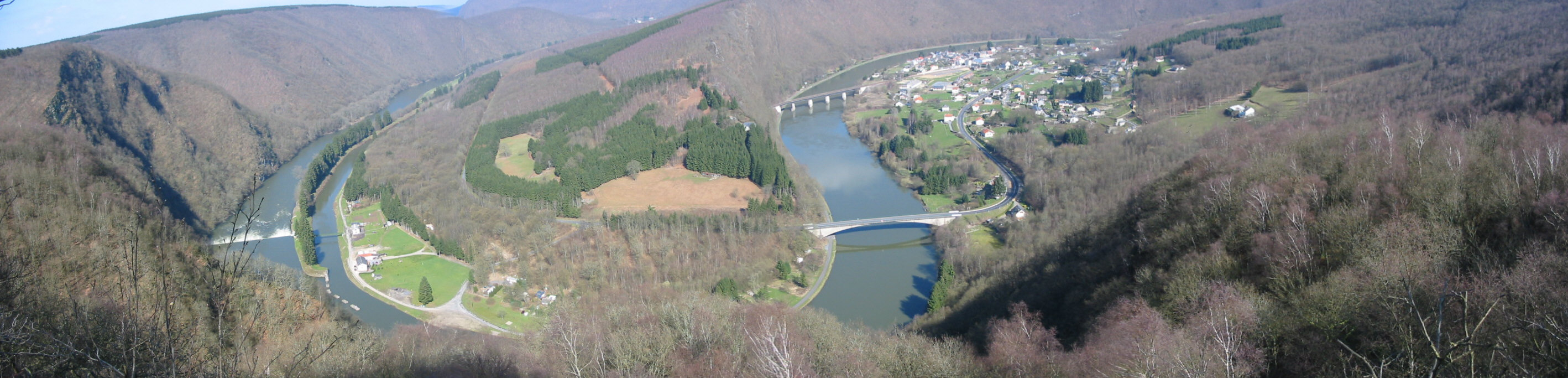
A Meuse folyó a Francia Ardennekben

Sedannál a Meuse-vonal 6 kilométer mélységben, a folyó völgyére néző lejtős terepen, 103 bunkerrel megerősített védelmi rendszer volt, amelyet a 147. gyalogezred szállt meg. A mélységben lévő állásokat a tartalékos 55. lövészhadosztály tartotta. Május 13-án reggel Sedantól keletre a frontra érkezett a 71. lövészhadosztály is, amely lehetővé tette az 55. hadosztálynak, hogy keskenyebb és mélyebb területen védekezzen. A francia erők jelentős tüzérségi fölényben voltak a németekkel szemben.
Német részről a XIX. hadtest három helyen kísérelte meg az átkelést a Meuse folyón, amelyeket az 1., 2. és 10. páncélos hadosztályok, illetve a Großdeutschland lövészezred hajtott végre. A franciák azt várták, hogy a németek tüzérségi tüze fogja előkészíteni a támadást, ehelyett a Luftwaffe bombázói szőnyegbombázással és egyedi célok elleni zuhanóbombázós támadásokkal semmisítették meg a francia védelmi állásokat. Hermann Göring személyesen ígérte meg Guderian tábornoknak, hogy különlegesen erős légi támogatást fog nyújtani 13-án a reggeli óráktól alkonyatig. A légitámadás rendkívül heves volt: a Luftwaffe két teljes zuhanóbombázó-ezredet (Sturzkampfgeschwader) vetett be a támadás során, amelyek összesen 300 bevetést hajtottak végre a francia állások ellen. Május 13-án a német bombázó repülőgépek összesen 3940 bevetést hajtottak végre.
Az első védelmi vonalak megerősített állásai jórészt átvészelték a légitámadásokat és sikerrel verték vissza a 2. és 10. páncélos hadosztály átkelési kísérleteit. Azonban a tartalékban álló 55. francia lövészhadosztály morálját megtörték a német légitámadások, és a francia tüzérséggel együtt visszavonultak. Éjfélre a németek 8 kilométer mélyen behatoltak a francia vonalakba, s ezt a sikert csak a német gyalogság töredéke, néhány rohamosztag érte el.
Sedantól kiindulva a francia állásokon végigsöpört a pánik. Május 13-án este hétkor az 55. hadosztály 295. ezrede, amely az utolsó kiépített állásokat foglalta el a folyótól 10 kilométerre, elmenekült, mivel a katonák körében elterjedt, hogy német harckocsik vannak a hátukban. A francia vonalakban rés keletkezett, mielőtt akár egyetlen német harckocsinak is sikerült volna átkelni a folyón. A pánik átterjedt a hadosztály tüzérezredére is, bár a németek csak másnap, május 14-én reggel 7.20 körül érték el állásaikat. A pánik azt is megakadályozta, hogy a franciák ellentámadást indítsanak a német hídfőállások felszámolására, pedig erre bőven lett volna lehetőségük.
A Sedan környékén kialakult helyzet súlyosságát felismerve Gaston-Henri Billotte tábornok, a francia 1. hadseregcsoport parancsnoka azt követelte, hogy azonnal bombázzák le a Meuse hídjait, mivel véleménye szerint ezeken múlik a győzelem vagy a vereség!. A szövetséges bombázók kísérletet is tettek erre, de egyik hidat sem sikerült komolyan megrongálni, miközben súlyos veszteségeket szenvedtek – a szövetséges légierő 44%-át semmisítették meg aznap.

#### Német áttörés és a Meuse-vonal összeomlása

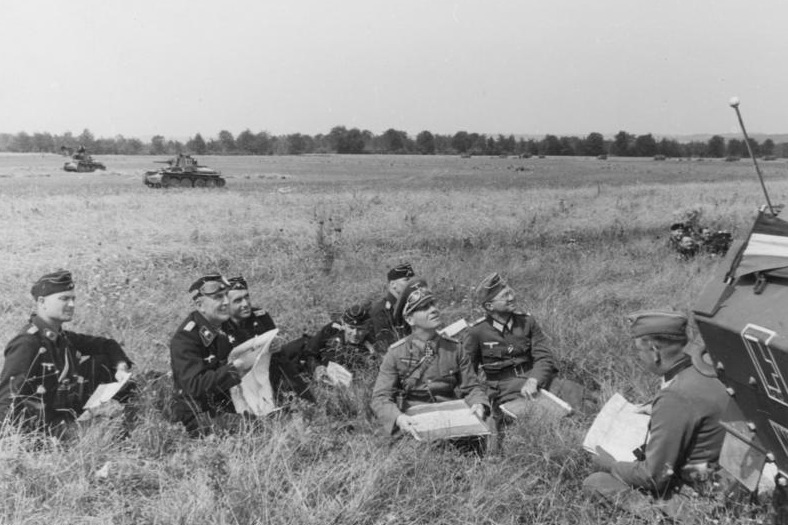
Rommel (középen, szürke egyenruhában) tisztjeivel, 1940-ben. Mind ő, mind Guderian figyelmen kívül hagyták a német vezérkar (OKW) utasítását, hogy állítsák meg a támadást az első áttörés után, és ez döntő fontosságúnak bizonyult a német siker szempontjából.

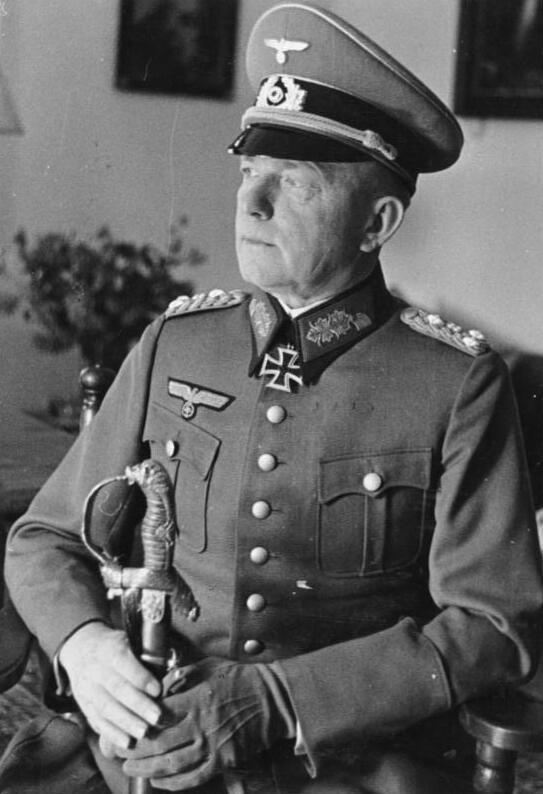
Ewald von Kleist tábornok

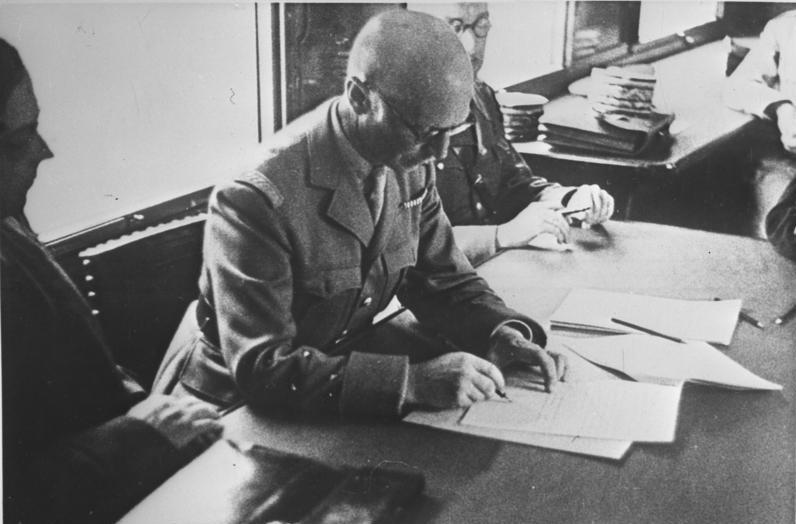
Charles Huntziger tábornok

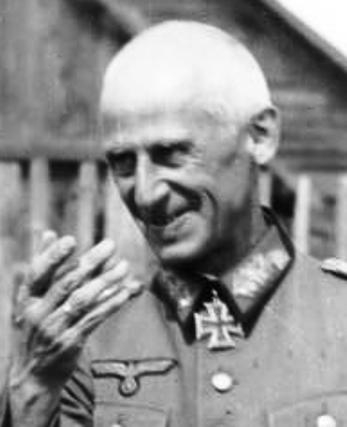
Hermann Hoth tábornok

Heinz Guderian tábornok, a Meuse folyónál áttörést végrehajtó XIX. hadtest parancsnoka már május 12-én jelezte feletteseinek, hogy a hídfőállást 20 kilométer mélyre ki akarja tolni. Azonban Ewald von Kleist tábornok, a Panzergruppe Kleist parancsnoka Hitler nevében elutasította kérését. Május 14-én 11.45-kor von Rundstedt megerősítette a korábbi parancsot, ami azt jelentette, hogy a páncélosoknak el kellett volna kezdeni beásni magukat. Guderian a lemondásával fenyegetőzve annyit elért Kleistnél, hogy engedélyt kapott további „harcfelderítésre", s a szándékosan homályos megfogalmazást kihasználva tovább folytatta az előrenyomulást.
Von Manstein eredeti terve szerint az áttörés után további elterelő támadásokat indítottak volna délkelet felé, a Maginot-vonal mögé, hogy ezzel is összezavarják a francia hadvezetést. Halder, a vezérkari főnök ezt később kivette a tervekből, de Guderian ragaszkodott az elképzeléshez, és a 10. páncélos hadosztályt és a Großdeutschland lövészezredet délre küldte, hogy a Stonne-fennsíkon keresztül támadják hátba a franciákat. A francia 2. hadsereg parancsnoka, Charles Huntziger tábornok éppen ebből az irányból próbált meg ellentámadást indítani a németek ellen a 3. tartalékos páncélos hadosztály (3e Division Cuirassée de Réserve) élén. A rákövetkező összecsapások sorozata május 15–17. között igen heves harcokat eredményezett, Stonne falu összesen 17-szer cserélt gazdát a két nap alatt. Amennyiben Huntzigernek sikerült volna elfoglalni a falut és visszahódítani Bulsont, a siker reményével tudta volna feltartóztatni a németek kitörését a sedani hídfőállásból. Azonban a németek kitartásának köszönhetően ez nem sikerült neki, és május 17-re beszüntette támadását.
Mindeközben Guderian az 1. és 2. páncélos hadosztályokat május 14-én élesen nyugat felé fordította, és erőltetett ütemben a La Manche-csatorna partja felé kezdett támadni. Május 15-én Guderian gépesített lövész alegységei szétszórták a Sedantól nyugatra újraszervezett francia 6. hadsereget, és végzetesen meggyengítették a francia 9. hadsereg déli szárnyát. A 9. hadsereg, amelynek nem volt ideje megerősített állásokat kiépíteni, szinte összeomlott, katonái tömegesen adták meg magukat, miután Erwin Rommel tábornok 24 óra alatt áttörte állásaikat. A 102. helyőrségi hadosztályt május 15-én kerítették be és számolták fel a németek, a Monthermé közelében elfoglalt hídfőállásból kiinduló támadásokkal a 6. és 8. német páncélos hadosztály harckocsijai. A francia 2. hadsereg is súlyos veszteségeket szenvedett, és nem tudott eredményesen részt venni a további harcokban. A francia ellenállás összeomlása után sem engedélyezett pihenőt Rommel katonáinak, és a 7. páncélos hadosztály élén mélyen benyomult a francia vonalak mögé: 24 óra alatt közel 50 kilométert tett meg. Rommel alakulatának a Szellemhadosztály nevet adták a szövetségesek, mivel sosem tudták, hol kell felbukkanására számítani.

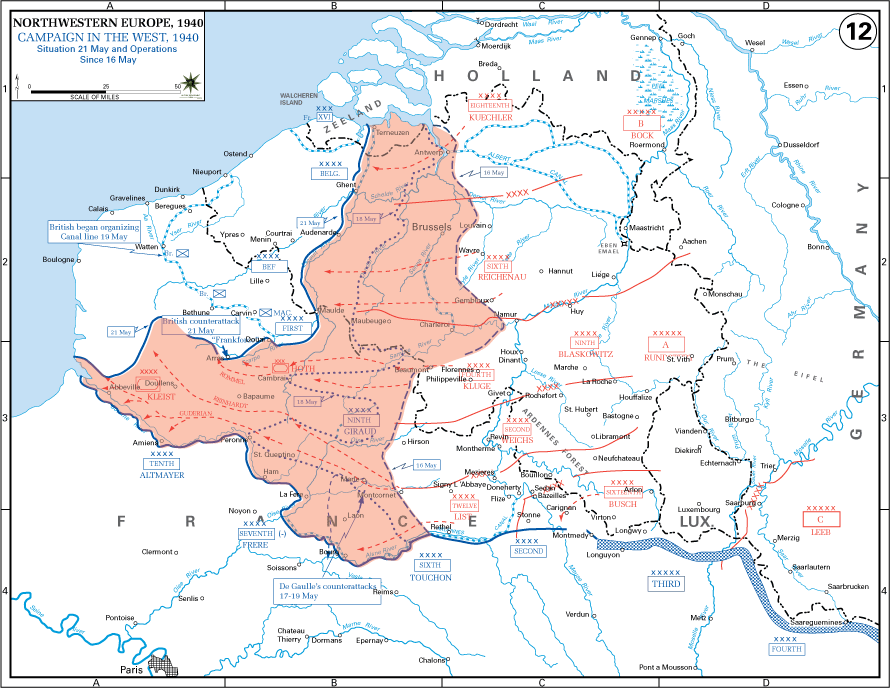
Német előrenyomulás 1940. május 16–21. között

Az előrenyomulás következtében Rommel összeköttetése megszakadt felettesével, Hermann Hoth tábornokkal, a 10. hadsereg parancsnokával. Rommel ezért büntetlenül hagyhatta figyelmen kívül korábbi utasításait, és nem várta meg, amíg a franciák kiépítik újabb védelmi állásaikat, hanem északnyugati irányban folytatta a támadást, Avesnes-sur-Helpe felé, kicsivel az 1. és 2. páncélos hadosztályok egységei előtt. Szerencséje is volt, mert a francia 5. gépesített hadosztály, amelyik éppen vele szemben volt, éjszakai nyugovóra tért, járműveit szépen felsorakoztatva az út mentén. A német 7. hadosztály harckocsijai lényegében átgázoltak a franciákon, akiket járműveik lassúsága, a harckocsik közötti kommunikáció hiánya és a kezelőszemélyzet elégtelensége is akadályozott. A franciáknak sikerült ugyan veszteségeket okozni a 7. hadosztálynak, de végül nem tudtak lépést tartani a német egységekkel, akik nagy sebességüknek köszönhetően utolérték, majd közvetlen közelről kilőtték a francia harckocsikat. A csata során a francia 1. páncélos hadosztály (DCR), amelynek csak 16 harckocsija maradt a belgiumi harcok után, szintén súlyos veszteségeket szenvedett, és csak három harckocsija maradt. A németek összesen 50 harckocsit veszítettek a csata során bevetett 500-ból. A csata után Rommel azt állította, hogy 10 000 hadifoglyot ejtett és csak 36 főt veszített.
Guderian elégedett volt a német sikerek nyomán, és további támadásokra biztatta a XIX. hadtestet (1., 2. és 10. páncélos hadosztály) a csatorna irányába, amíg el nem fogy az üzemanyaguk. A harctéri parancsnokok optimizmusa és bizakodása nem ért el azonban a legfelsőbb német katonai vezetésig: Hitler most azon kezdett el aggódni, hogy túlságosan gyors a német előrenyomulás. Halder vezérkari főnök azt jegyezte fel május 17-én naplójába, hogy „a Führer rettenetesen ideges. Saját sikerétől megijedve nem mer további kockázatot vállalni, és vissza akarja fogni a gyeplőt … állandóan a déli szárnnyal zargat minket. Dühöng és azt üvölti, hogy úton vagyunk a hadjárat teljes összeomlása felé.” Hitler félelmei ellenére, feletteseik félrevezetése és az ellenkező tartalmú parancsok figyelmen kívül hagyása révén a német harctéri parancsnokok folytatni tudták az előrenyomulást a csatorna partja felé.

#### Német páncélosok a La Manche-csatorna partján

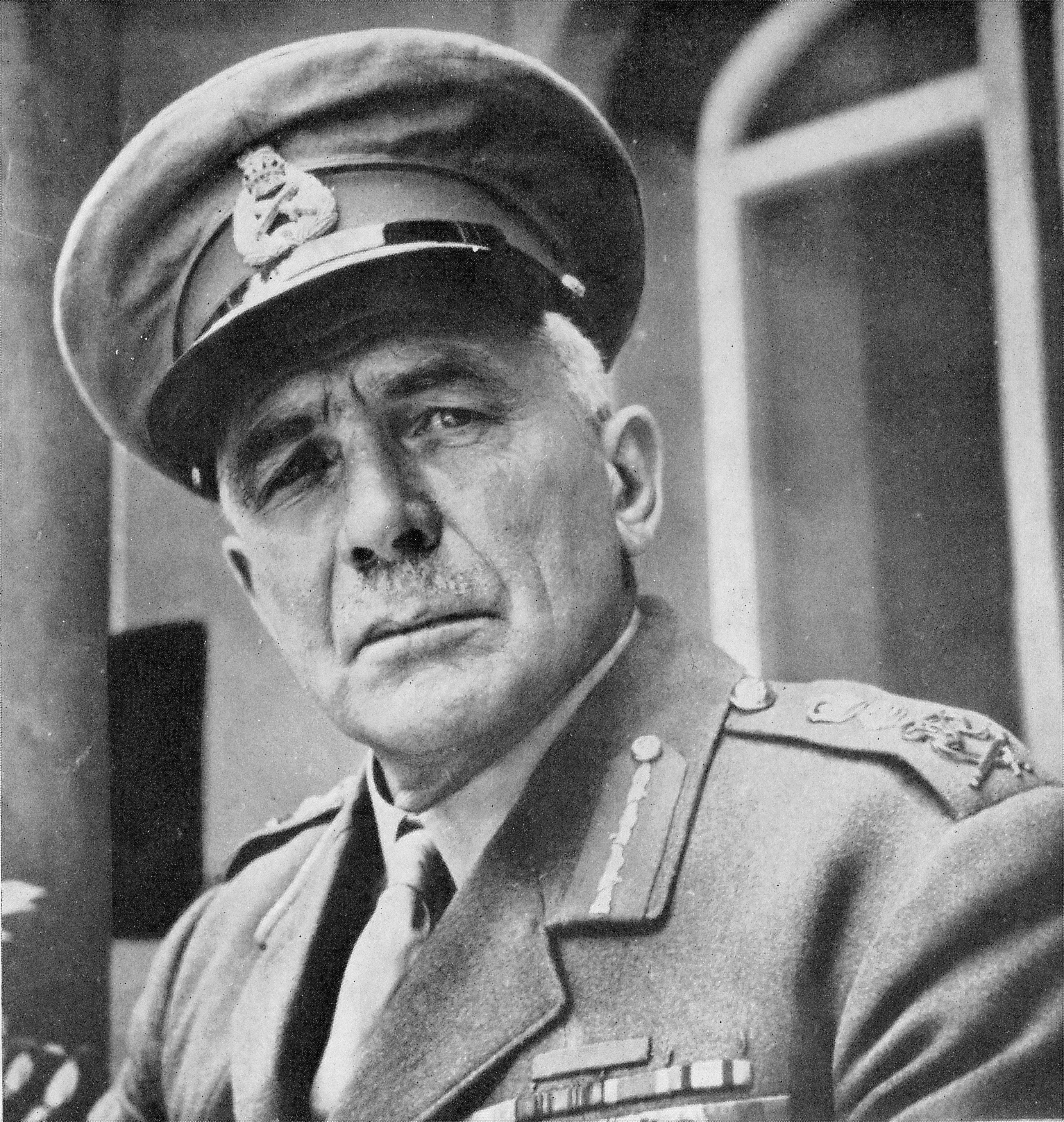
Edmund Ironside tábornok

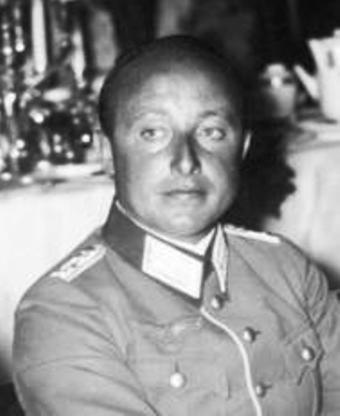
Hans Seidemann alezredes

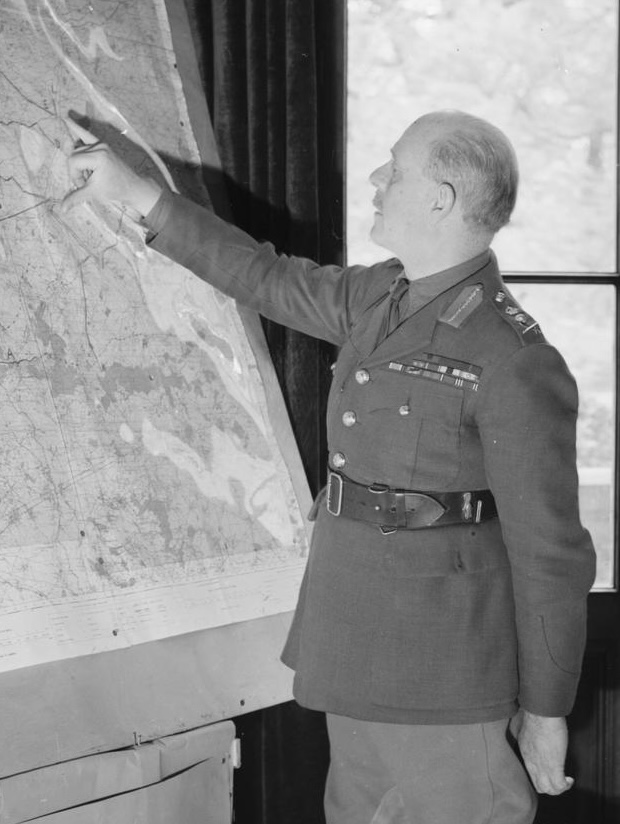
Lord Gort

A hadjárat első hetében a szövetségesek lényegében semmit nem tudtak tenni, hogy érdemben feltartóztassák a német páncélos hadosztályok előrenyomulását, veszélyeztessék szárnyaikat, vagy éppen megmentsék saját csapataikat az általuk jelentett fenyegetéstől. Május 17–18-án a németek megálltak ugyan, hogy pihentessék katonáikat és utánpótlással lássák el a harckocsikat, de már május 18-án Rommel egy színlelt támadással arra kényszerítette a franciákat, hogy adják fel Cambrai városát.
Május 19-én Edmund Ironside tábornok, a brit Birodalmi Vezérkar főnöke tanácskozást tartott Lord Gorttal, a Brit Expedíciós Erő parancsnokával Lens közelében. Ironside arra biztatta Gortot, hogy mentse meg a BEE maradékát egy Amiens felé irányuló támadással. Gort válasza az volt, hogy kilenc hadosztályából hét már harcban állt a Schelde folyó mentén, és csak két hadosztállyal tudna támadni. Ironside ekkor azt kérdezte, hogy kinek az utasításait követi a harcok során. Gort válasza: névleg Billotte tábornok, a francia 1. hadseregcsoport utasításait követi, de Bilotte már nyolc napja nem hallatott magáról. Ironside ekkor Bilotte főhadiszállására sietett, és elképedve látta, hogy a francia tábornok lényegében képtelenné vált bármilyen parancs kiadására. Ironside ekkor sietve visszatért Londonba, és a kormánynak sürgős invázióellenes intézkedéseket javasolt.
A rövid pihenő után a német csapatoknak ismét mozgásba kellett lendülni, hacsak nem akartak időt adni a szövetséges csapatoknak, hogy újjászervezzék a szétvert egységeket és kiépítsék állásaikat. Május 19-én Guderian engedélyt kapott, hogy megindítsa páncélosait, amelyet áttörték a brit 18. és 23. tartalékos hadosztályok által a Somme folyó mentén kiépített állásokat. A németek ezután bevették Amiens-t és elfoglalták a további előrenyomulást lehetővé tévő hidat Abbeville-nél. A határozott támadás elszigetelte az északon harcoló brit francia, holland és belga csapatokat a francia főerőktől. Május 20-án a német 2. páncélos hadosztály felderítő egységei elérték Noyelles-sur-Mer települést, amely 100 kilométerre volt a május 17-i pozíciójuktól. Innen már látták a Somme torkolatát és a La Manche-csatorna partját. A Belgiumban támadó német „B” hadseregcsoporttal együtt ekkor egy hatalmas katlant hoztak létre, amelyben a teljes 1. hadseregcsoport (a belga hadsereg, a brit BEE, valamint a francia 1., 7. és 9. hadsereg) csapdába esett.
A villámgyors német előrenyomulást részben a Luftwaffe által biztosított légi fedezet tette lehetővé. A VIII. Fliegerkorps (légi hadtest), Wolfram von Richthofen vezetésével biztosította a német páncélosok közeltámogatását. A Junkers Ju 87 (Stuka) zuhanóbombázók villámgyorsan tudtak reagálni a harckocsizók támogatási kéréseire, mivel közvetlen rádió-összeköttetésben álltak a harctéri parancsnokokkal, és utat vágtak a legjobban kiépített védelmi állásokon keresztül. A Stukák emellett létfontosságú szerepet játszottak a németek déli szárnya ellen irányuló ellentámadások felszámolásában, az elszigetelt erődök lerombolásában és a szövetséges utánpótlási vonalak szétzúzásában is. A szárazföldi csapatok és a Luftwaffe között kialakított kommunikációs rendszer, a rádiók és az előretolt légi irányítók segítségével a Stukák akár 10–20 percen belül a helyszínre értek és közvetlen csapást mértek a kiválasztott célpontra. Hans Seidemann alezredes, Richthofen vezérkari főnöke később azt mondta: „soha nem volt még ilyen simán működő rendszere a közös műveletek megbeszélésének és tervezésének”. Ez akkor is igaz volt, hogy ha a valóságban 45–75 percig tartott a Stukáknak a célpont fölé érni, de a Henschel Hs 123 zuhanóbombázók akár 10 perc alatt odaértek.

#### A francia összeomlás

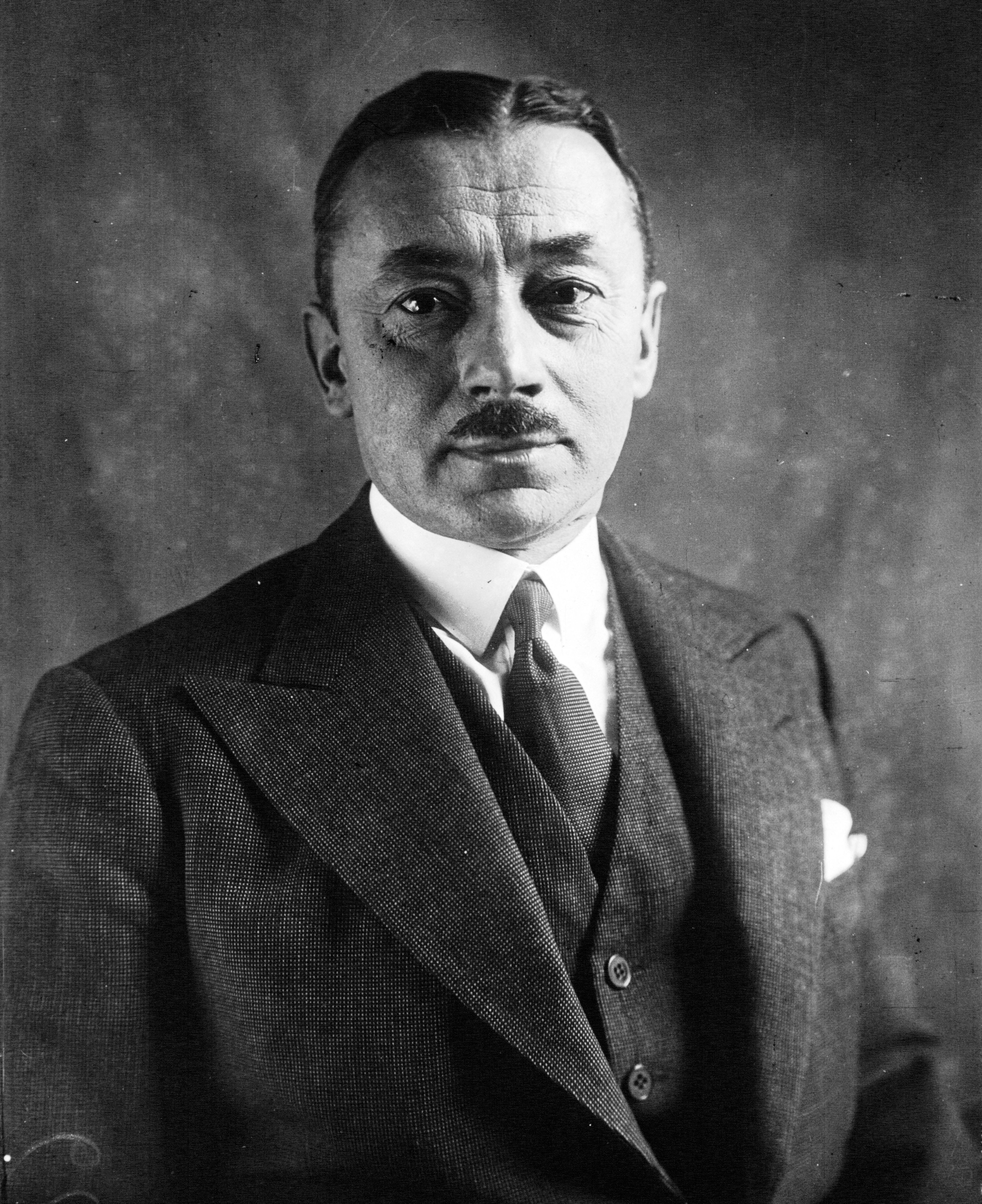
Paul Reynaud miniszterelnök

A Sedan környékén végrehajtott áttörés és a rákövetkező gyors előrenyomulás igen sebezhető helyzetbe hozta a német páncélos hadosztályokat: messze elszakadtak az őket támogató gyalogságtól és az utánpótlást szállító egységektől, saját vonalaik rendkívül megnyúltak, számos harckocsi lerobbant, a legtöbbnek alig volt üzemanyaga. Amennyiben a szövetségesek eltökélt ellentámadást indítottak volna a tartalékban álló gépesített hadosztályokkal, teljesen szétzúzhatták volna a németeket és sikeresen elháríthatták volna a német támadást. Erre azonban soha nem került sor. A francia hadvezetést ugyanis sokkolta a hirtelen, nagy erejű német támadás, illetve a francia védelmi vonalak áttörésének híre, és ekkor már nem bíztak abban, hogy meg tudják állítani a német támadást. Május 15-én reggel Paul Reynaud francia miniszterelnök felhívta Winston Churchillt, aki május 10-e óta volt brit miniszterelnök, és azt mondta: „Legyőztek minket. Megvertek minket, és elvesztettük a csatát.” Churchill megpróbált lelket verni Reynaudba, és emlékeztette, hogy hányszor fordult elő az első világháború során, hogy a németek nagy támadást indítottak a nyugati fronton és áttörték a vonalakat, de végül a szövetségesek mindig megállították őket. Reynaud azonban már túlságosan elkeseredett volt.
A kétségbeesett Churchill május 16-án Párizsba repült, hogy a helyszínen tájékozódjon, és azonnal felmérte, hogy mennyire válságos a helyzet – a francia kormány ekkor már felkészült a főváros kiürítésére, és a titkos dokumentumok megsemmisítésével volt elfoglalva.
Churchill találkozott a szövetséges erők főparancsnokával, Gamelin tábornokkal, akitől megdöbbenve hallotta, hogy a franciáknak nincsenek bevethető tartalékaik. Churchill később úgy emlékezett vissza erre a beszélgetésre, mint élete legsokkolóbb pillanatára. Mikor azt kérdezte a tábornoktól, hogy hol és mikor tervez ellentámadást indítani a németek ellen, Gamelin csak annyit válaszolt: „elégtelen létszám, elégtelen eszközök, elégtelen harcmodor”.

#### A szövetséges ellentámadások sikertelensége

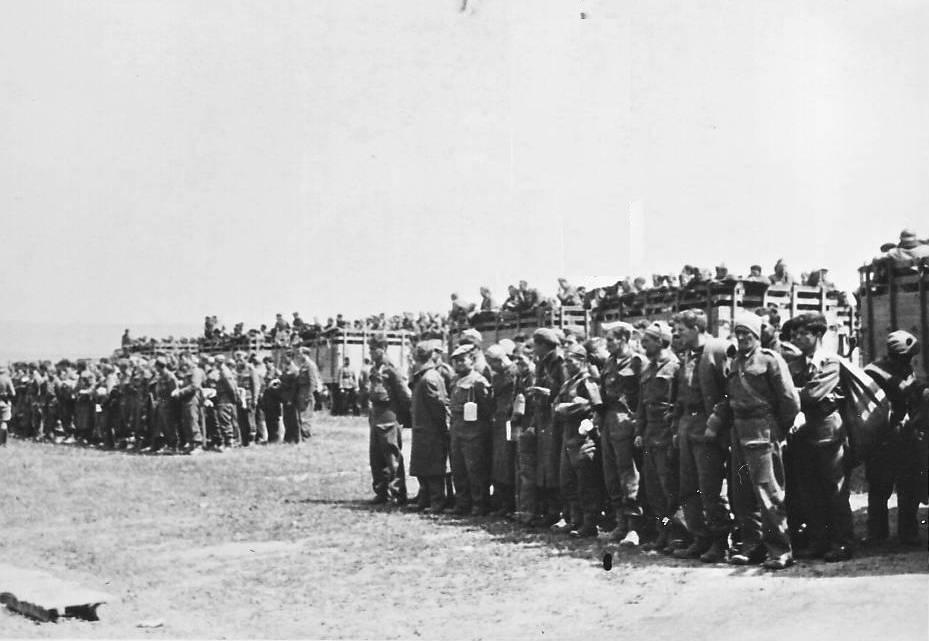
1940 májusa: francia hadifoglyok sorakozója

A Belgiumban állomásozó szövetséges csapatok jelentős része ekkor még csak kisebb összecsapásokban vett részt, és lehetősége lett volna ellentámadást végrehajtani a németek ellen. Ironikus módon, az első világháborús tapasztalatokból kiindulva a szövetséges vezérkar ragaszkodott ahhoz, hogy a hadászati tartalékot Franciaországban vonják össze, hogy a belga földön várt fő német támadást meg tudják fogni, és helyreállítsák a frontot északon.
Harckocsijaik számbeli fölénye ellenére a franciák nem tudták sikeresen felvenni a harcot a német páncélosokkal, nem is tudták veszélyeztetni a sebezhető szárnyakat. A németek ugyanis harckocsijaikat önálló magasabbegységekbe szervezték, míg a legtöbb francia harckocsit szétszórták a fronton állomásozó lövészegységek támogatására. Az 1. francia páncélos hadosztály május közepére lényegében megsemmisült, a 3-ikat Sedan környékén megállították a németek, így nem tudta felszámolni a hídfőállásokat. Az egyetlen, tartalékban lévő 2. francia páncélos hadosztály (2e division cuirassée) május 16-án Saint-Quentintől nyugatra támadott, de a parancsnok az alárendelt tizenkét századból csak héttel tudott kapcsolatba lépni, ezek is egy 80×60 kilométeres térségben voltak szétszórva. A német 8. páncéloshadosztály lerohanta és szétverte a franciákat, amíg azok a soraik rendezésével voltak elfoglalva.
Charles de Gaulle ezredes, a sebtében létrehozott 4. páncélos hadosztály (4e division cuirassée) parancsnoka Montcornet-től délre indított ellentámadást, ahol Guderian hadtestjének főhadiszállása és az 1. páncélos hadosztály ellátókörzete volt. A németek sebtében kialakított védelmi állásokat foglaltak el, míg Guderian a 10. páncélos hadosztályt vonultatta fel, hogy oldalba támadja De Gaulle-t. Az oldaltámadás veszélye és a Luftwaffe támadásai lényegében felőrölték a franciákat, akik május 17-én 32 harckocsit vesztettek (a német veszteségek nem ismertek). Május 19-én De Gaulle erősítést kapott és újabb támadást indított, amelynek során megmaradt 155 harckocsijából 80-at veszített. A támadás elhárításában nagy szerepet játszottak a VIII. Fliegerkorps Stukái, amelyek felvonulás közben tudták támadni a francia harckocsikat. De Gaulle kudarca és a Stukák támadásai következtében a francia 9. hadsereg lényegében összeomlott.

### A Weygand-terv kudarca

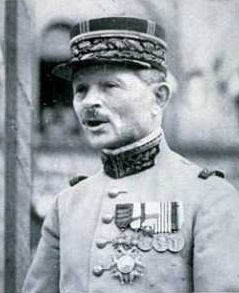
Maxime Weygand tábornok

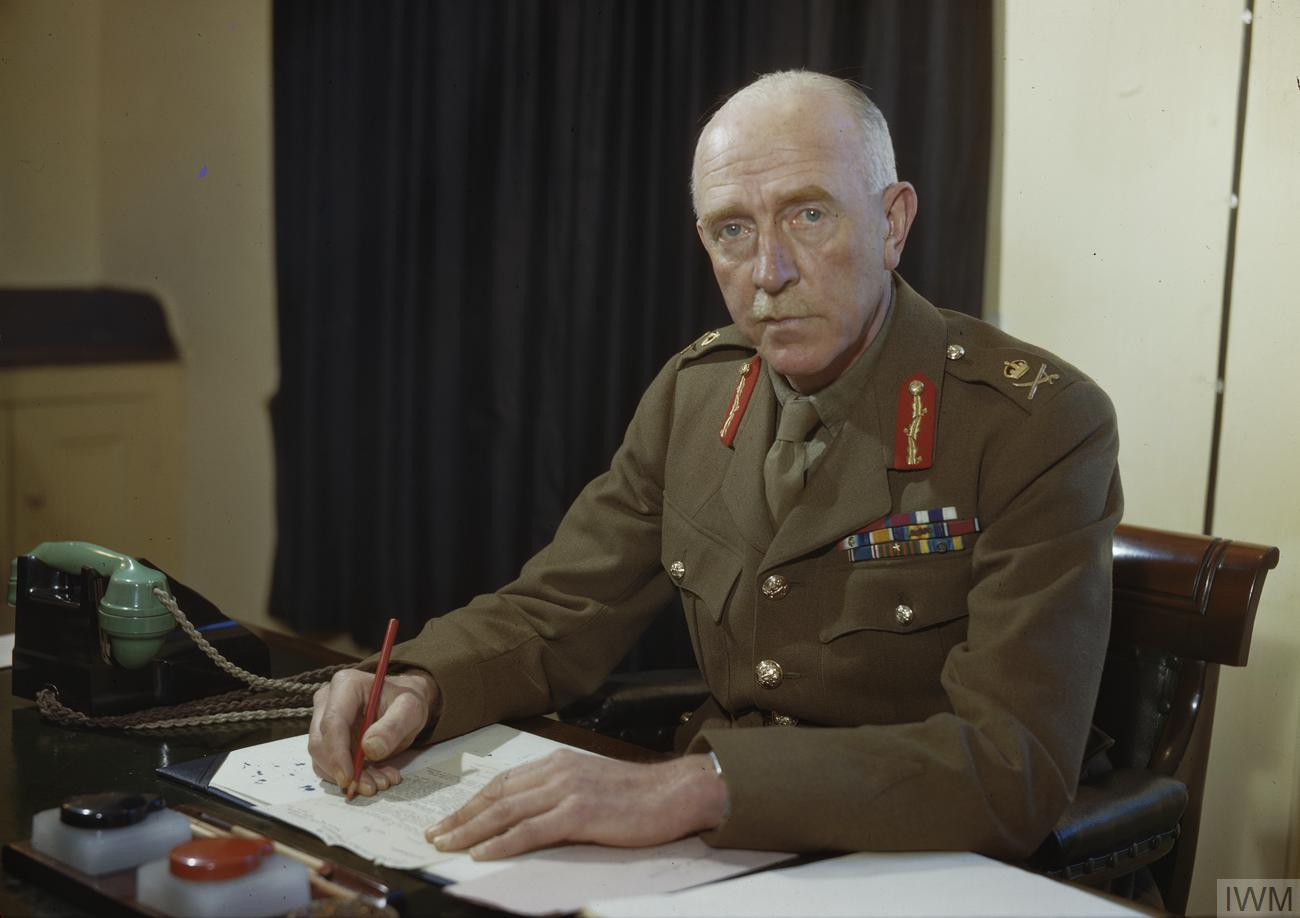
Harold Edward Franklyn vezérőrnagy

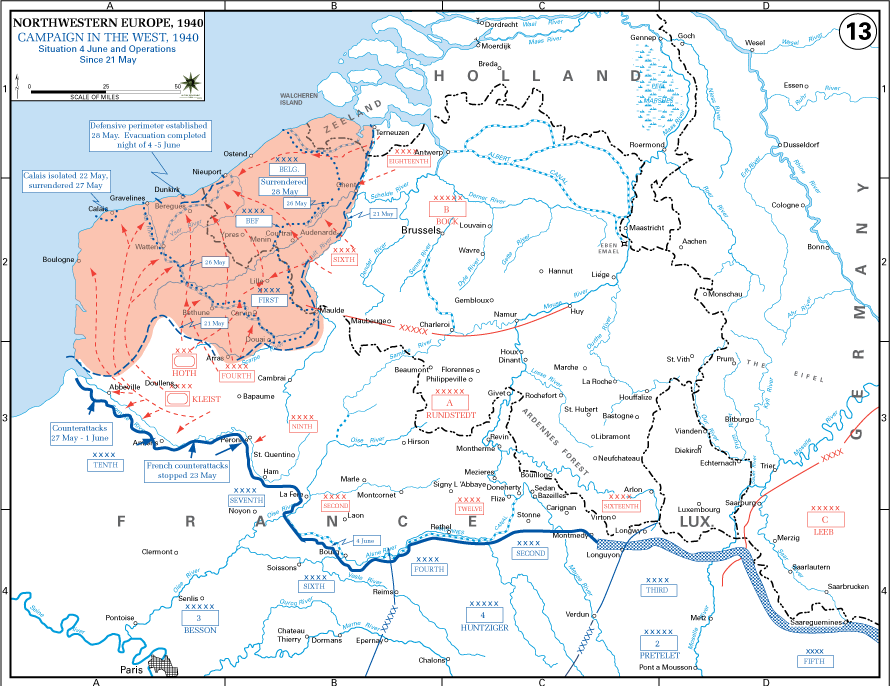
Német előrenyomulás május 21. és június 4. között, a dunkerque-i hídfőállás kialakulása

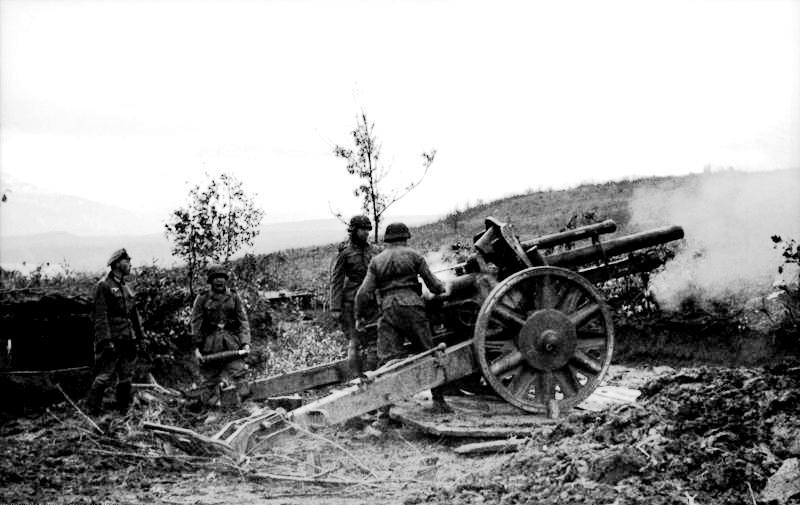
105 mm-es tábori ágyú tüzelés közben

Május 20-án reggelre Gamelin tábornok elérkezettnek látta az időt, hogy ellentámadást indítson. A Belgiumban és Franciaország északi részén rekedt csapatokat déli irányú támadásra utasította, míg a francia főerők a Somme folyótól kiindulva északi irányú támadással fejezték volna le a német páncélos ékeket. Mielőtt kiadhatta volna azonban a parancsot, május 19-én este Paul Reynaud miniszterelnök menesztette, mivel őt hibáztatta a német áttörésért, és helyére Maxime Weygand tábornokot állította, aki úgy érezte, hogy nem sürgeti az idő. Weygand, mint szövetséges főparancsnoknak az első cselekedete az volt, hogy jól kialudta magát, majd lefújta a Gamelin által tervezett támadást, és a rákövetkező két napon udvariassági látogatásokat tett Párizsban, elvesztegetve a rendelkezésére álló időt. Majd május 22-én lényegében ugyanazt tette, mint előtte Gamelin: összehangolt déli és északi irányú támadást rendelt el az északon bekerített csapatoknak, illetve a sietve létrehozott francia 3. hadseregcsoportnak (parancsnoka Antoine-Marie-Benoît Besson volt).
Május 22-én Weygand végre kiadta a parancsot a német ék elleni támadásra, ami papíron igen sikeresnek ígérkezett. Von Kleist két páncélos hadteste egy hosszú és keskeny folyosót foglalt el, és Weygandnak elméletileg elegendő erő állt a rendelkezésére: északon három könnyű páncélos hadosztály és a britek, míg délen De Gaulle 4. páncélos hadosztálya (vagyis ami megmaradt belőle). Azonban május 19. és 22. között a németek sikerrel vonták előre a lövészalakulatokat a páncélosok által tört résbe, és már korántsem voltak olyan hátrányos helyzetben, mint pár nappal korábban.
Május 21-én Weygand látogatást tett az északi erőknél és találkozott az 1. hadseregcsoport parancsnokával, Billotte tábornokkal, illetve III. Lipóttal, a belga főparancsnokkal. A belgák világosan elutasították a támadási tervet, mivel sem harckocsik, sem légierő nem állt a rendelkezésükre, és csak a jelenlegi pozíciójuk megtartásában bízhattak. A király nem gátolhatta meg a briteket abban, hogy támadjanak, de értésükre adta: ha eltávolodnak a belga hadsereg állásaitól, akkor az össze fog omlani. Lipót király ekkor javasolta, hogy a szövetségesek létesítsenek egy hídfőállást Dunkerque és a belga kikötők térségében, és kezdjék meg a csapdába esett katonák evakuálását. A maga részéről Lord Gort, a BEE parancsnoka nem tartotta hihetőnek, hogy a franciák bármilyen eredményt el tudnak érni a támadás során. Ennek ellenére Weygand kiadta az utasítást. A helyzetet tovább rontotta, hogy május 23-án Bilotte tábornok országúti baleset áldozata lett, pedig Weygand csak őt avatta be teljesen a támadási tervbe, és napokig nem volt parancsnoka az 1. hadseregcsoportnak.
Május 23-án a britek egyoldalúan elhatározták, hogy megpróbálják kimenteni a csatorna partján rekedt katonáikat, míg a nagy francia ellentámadás lényegében két, helyi jelentőségű offenzívára redukálódott: május 21-én Arras, 22-én Cambrai térségében volt két elszigetelt támadás. Arrasnál a brit Harold Edward Franklyn vezérőrnagy indított támadást két harckocsizászlóalj élén, miközben a francia hadsereg V. hadteste Cambrai térségben északi irányú támadásban kezdett. Szerencsétlen módon egyik sem tudott a másikról – Franklyn azt hitte, hogy csak az arrasi helyőrség felmentése a cél, és nem akarta az összes rendelkezésére álló erőt (az 5. és 50. lövészhadosztályt, illetve egy francia könnyű páncélos hadosztályt) bevetni. A meglepetésszerű támadás időleges nehézségeket okozott a németeknek az arrasi csata során, de így sem ért el sikert. A harckocsik és a gyalogság között semmilyen rádió-összeköttetés nem volt, és a sietve felállított német védelem (többek között a harckocsi-elhárító szerepben alkalmazott 88 milliméteres FlaK 18/36/37/41 légvédelmi ágyúk és a 105 milliméteres tábori ágyúk) segítségével sikerült megállítani az ellentámadást. A Luftwaffe ismét nagy szerepet kapott a brit támadás megállításában, a britek 88 harckocsija közül csak 28 maradt használható. Az V. hadtest támadása szintén sikertelen volt – a hadtest korábban Belgium területén harcolt és nem jelentett komoly fenyegetést a németeknek.
Bár a britek támadása egy kis időre meglepte a német vezérkart (azt hitték, hogy hamarosan brit harckocsik százai fogják szétzúzni legjobb egységeiket), május 22-én reggelre magukhoz tértek, és utasították Guderiant a La Manche-csatorna legfontosabb kikötőinek elfoglalására. Az 1. páncélos hadosztály Calais, a 2. Boulogne-sur-Mer, míg a 10. hadosztály Dunkerque felé támadott. Később az 1. és a 10. hadosztály célpontját felcserélték, az 1. hadosztály támadott Dunkerque ellen.
A szövetségesek folytatták próbálkozásaikat: május 24-én De Gaulle indított támadást Amiens ellen maréknyi páncélosával, sikertelenül. Május 27-én a sebtében francia földre vezényelt brit 1. páncélos hadosztály indított támadást Abbeville ellen, amit jelentős brit veszteségek mellett a németek visszavertek. A rákövetkező napon De Gaulle ismét próbálkozott és ismét kudarcot vallott, és ez lényegében megpecsételte az északon rekedt szövetséges erők sorsát.

### Harcok a La Manche-csatorna mentén

#### Német megtorpanás

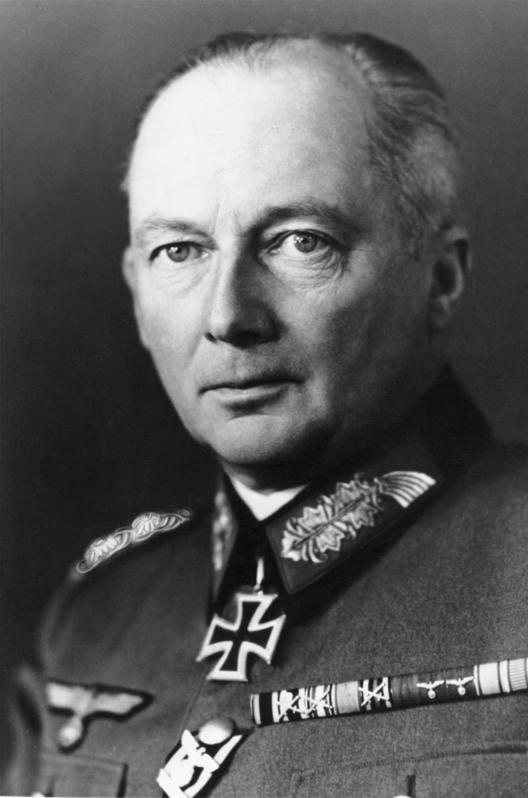
Günther von Kluge tábornok

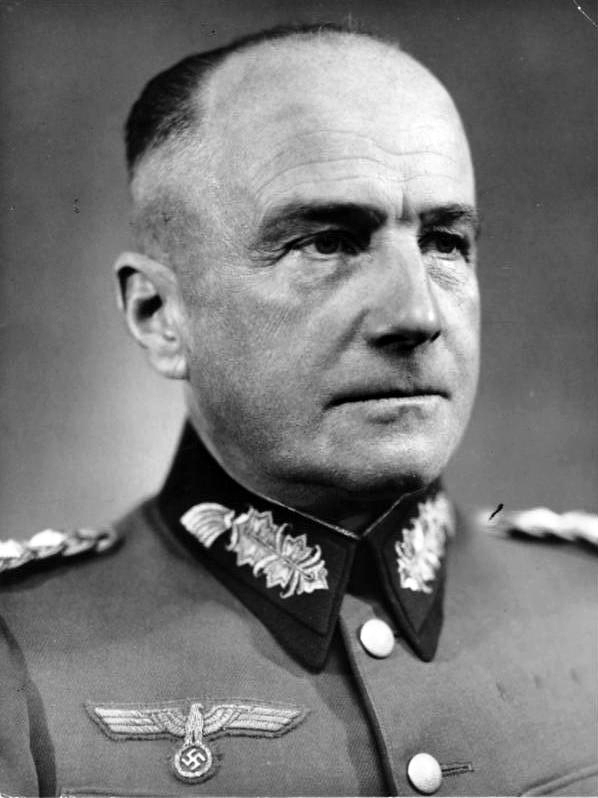
Walther von Brauchitsch tábornagy

Május 23-án Günther von Kluge tábornok javasolta, hogy a német 4. hadsereg, amelynek a Dunkerque elleni támadás volt a feladata, álljon meg és zárkózzon fel. Mivel a szövetségesek csapdába estek a városban, Gerd von Rundstedt altábornagy egyetértett von Klugével, és a 4. hadsereg május 24-én szünetet tartott. Walther von Brauchitsch tábornagy, a fegyveres erők főparancsnoka azonban mindenáron folytatni akarta a támadást (a német páncélosok ekkor már Dunkerque külterületén jártak), de Franz Halder vezérkari főnök ellenállt. A nézeteltérést végül Hitler döntötte el, aki egyetértett von Rundstedt és a Dunkerque elleni támadás szüneteltetésével. Bár erre csak utólag derült fény, a németek hibát követtek el, a briteknek pedig kiváló lehetőségük nyílt arra, hogy ez alatt a pár nap alatt rendezzék soraikat és megkezdjék a német kelepcébe esett csapatok kimenekítését. A harctéri parancsnokok többsége nem értett egyet a megállással.
Ugyanebben az időben a „B” hadseregcsoport parancsnoksága alól kivettek számos hadosztályt, beleértve a hadseregcsoport összes tartalékát és a légi támogatást adó repülőszázadokat. Állományába ekkor csak 21 hadosztály tartozott, míg az „A” hadseregcsoport összesen 70 hadosztállyal rendelkezett, beleérte az összes (10) páncélos hadosztályt. Pedig a német tervek szerint a „B” lett volna a „kalapács”, amely összezúzza a brit csapatokat az „A” hadseregcsoport „üllőjén”. Halder később azt állította, hogy Hitler kifejezett kívánsága volt, hogy a döntő csatát francia, és ne belga területen vívják.
Hermann Göring sikeresen győzte meg Hitlert arról, hogy a Luftwaffe meg tudja akadályozni a szövetséges katonák evakuálását, míg von Runstedt arra figyelmeztette, hogy a páncélos csapatok további bevetése még jobban elnyújtja a számukra szükséges pihenő hosszát. Amíg a németek május 24–27. között erről tanácskoztak, a szövetségesek kis időt nyertek és megerősítették védelmi állásaikat Dunkerque körül, amely az evakuálás legfontosabb kikötője volt.

#### Calais-i csata

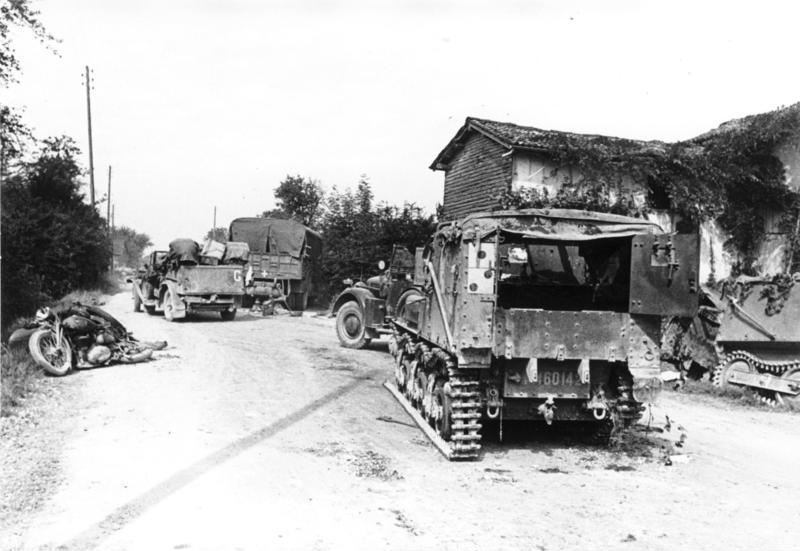
Egy francia település utcája kiégett, elhagyott szövetséges gépjárművekkel. Az evakuáció során a Brit Expedíciós Erők több, mint járművet voltak kénytelenek hátrahagyni.

Május 23-án a hajnali órákban Lord Gort, a brit csapatok főparancsnoka visszavonult Arrasból. Ekkorra a britek elvesztették reményüket a Weygand-terv sikerességében, és Weygand másik javaslatában, hogy a szövetségesek vonuljanak vissza a flamand tengerpart egy megerősített szakaszára, az ún. Reduit de Flandres-be („Flamand erőd”). Gort ugyanis látta, hogy az erőd ellátásához szükséges tengeri kikötők német támadás veszélyének vannak kitéve. Ugyanezen a napon, mintegy alátámasztva Lord Gort félelmeit, a német 2. páncélos hadosztály megtámadta Boulogne-sur-Mer kikötőt, amelynek brit helyőrsége május 25-én megadta magát, igaz a brit haditengerészetnek sikerült 4286 főt kimenekíteni. A német támadás alatt a RAF még tudott légifedezetet biztosítani a városban védekező csapatoknak.
Május 24-én indult támadásba Calais ellen a 10. páncélos hadosztály, a város az alig egy nappal korábban partra szállt brit 3. királyi harckocsizó ezred és a 30. lövészdandár katonái védték. A britek elkeseredetten védekeztek, mert a lehető legtöbb ideig próbálták lekötni a német erőket, elvonni azokat egy Dunkerque elleni támadástól. A védők ellenállása miatt a német támadás nem nagyon haladt előre, mire a frusztrált Guderian parancsot adott: ha május 26-án délután 2 óráig nem foglalják el a várost, akkor visszavonja a páncélosokat, és a Luftwaffét fogja felkérni a város elpusztítására.
Május 26-ra a védők szinte teljesen kifogytak lőszerkészletükből, és a németeknek végre sikerült betörni a városba, délután fél 2 körül. A brit katonák egy része egészen május 27-én a reggeli órákig védte a kikötői dokkokat, ami lehetővé tette további 440 fő evakuálását. Calais ostroma négy napig le tudta kötni a német csapatokat, amelyek csak ezután állhattak neki Dunkerque ostromának. Ezért az „eredményért” azonban súlyos árat fizettek: a védők közel 60%-a meghalt, megsebesült vagy fogságba esett.

#### A dunkerque-i evakuálás

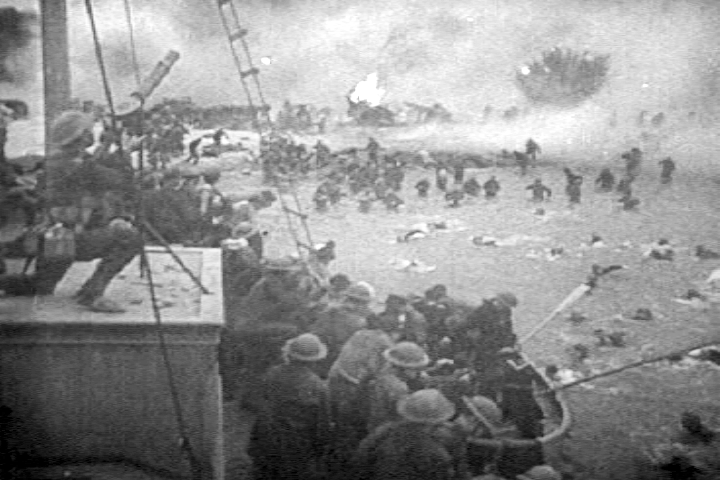
Káosz a dunkerque-i tengerparton: egyesek még a Luftwaffe zuhanóbombázói ellen harcoltak, amikor a katonák többsége már kisebb-nagyobb csónakokon, vagy egyenesen úszva próbálta elérni az evakuálást végző hajókat. A kép egy 1943-as amerikai propagandafilmből van (Divide and Conquer (Why We Fight #3)), amelyet Frank Capra készített archív anyagok, animációk, korabeli propagandaanyagok és színészek segítségével.

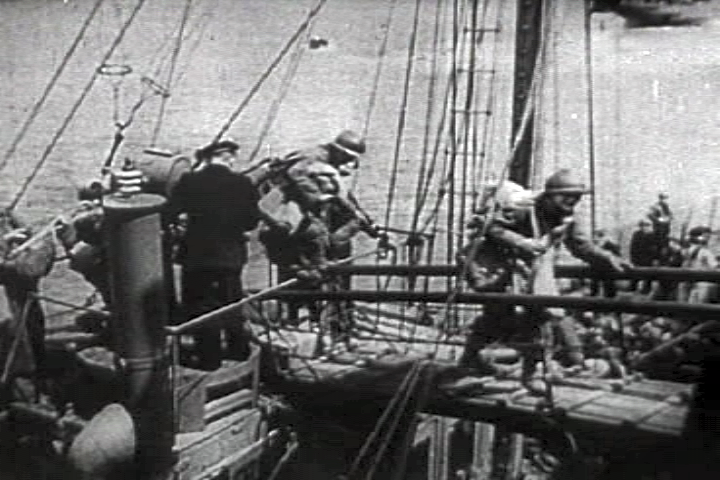
A dunkerque-i ostromgyűrűből kimentett francia katonák egy brit hajó fedélzetén

A szövetséges hadvezetés május 26-án indította meg a dunkerque-i bekerítésben rekedt brit, francia és belga katonák evakuálására irányuló Dinamó hadműveletet. A hadművelet első napján mintegy 7000 főt sikerült kimenekíteni. A hadművelet jórészt azt tette lehetővé, hogy a Lille-ben rekedt francia 1. hadsereg – amelyet Weygand „elfelejtett” visszavonni a többi francia egységgel együtt – egészen május 31-éig kitartott, bár ekkor a megmaradt 50 000 fő kapitulált a németeknek. Amíg az 1. hadsereg utóvédharcát vívta, további 70 000 szövetséges katona menekült meg Dunkirque-ből, míg a teljes partszakaszon összesen több, mint 160 000 főt szállítottak Nagy-Britanniába.
A szövetségesek helyzetét nagymértékben nehezítette, amikor május 27-én III. Lipót belga király kapitulált a németeknek, bár ténylegesen csak május 28-án szüntette be a harcot. A belga hadsereg kiesésével Ypres és Dixmude között rés keletkezett a szövetséges fronton, amit nagy nehézségek árán sikerült végül betömni. Május 31. és június 4. között további 20 000 brit és 98 000 francia katona menekült meg Dunkerque-ből, a Dynamo hadművelet során összesen 338 226 főt sikerült biztonságba helyezni. A sikerek ellenére is legalább 30–40 000 francia katona esett végül a németek fogságába Dunkerque-nél.
A dunkerque-i csata alatt a Luftwaffe mindent elkövetett, hogy megakadályozza a szövetségeseket – június 4-ig összesen 1882 bombázó bevetést és 1997 vadászbevetést hajtottak végre repülői. Bár a német légierőnek nem sikerült megakadályozni a szövetséges katonák evakuálását, de jelentős veszteségeket tudott okozni: összesen 89 kereskedelmi hajót süllyesztettek el (126 518 bruttó regiszter tonna), míg a Királyi Haditengerészet 40 rombolójából 29 süllyedt el vagy rongálódott meg súlyosan. A német légierő körülbelül 100 repülőgépet, míg a RAF összesen 106 vadászrepülőgépet és 60 pilótát vesztett.
A szövetséges hadvezetésben teljes zűrzavar uralkodott: alig fejeződött be a dunkerque-i evakuáció, amikor Bretagne-ban partra tették az 1. kanadai lövészhadosztály egységeit, akiket a francia fegyverletétel után sietve kellett kimenteni. A brit 1. páncélos hadosztály 1940 júniusában érkezett francia területre az 51. Highland lövészhadosztály katonáival. A britek – bár jelentős hátrányban voltak harckocsik terén és alig volt lőszerük – sikeres utóvédharcokat vívtak, Erwin Rommel tábornok később elismerően nyilatkozott a britek szívósságáról.

## Fall Rot– 1940. június 5.

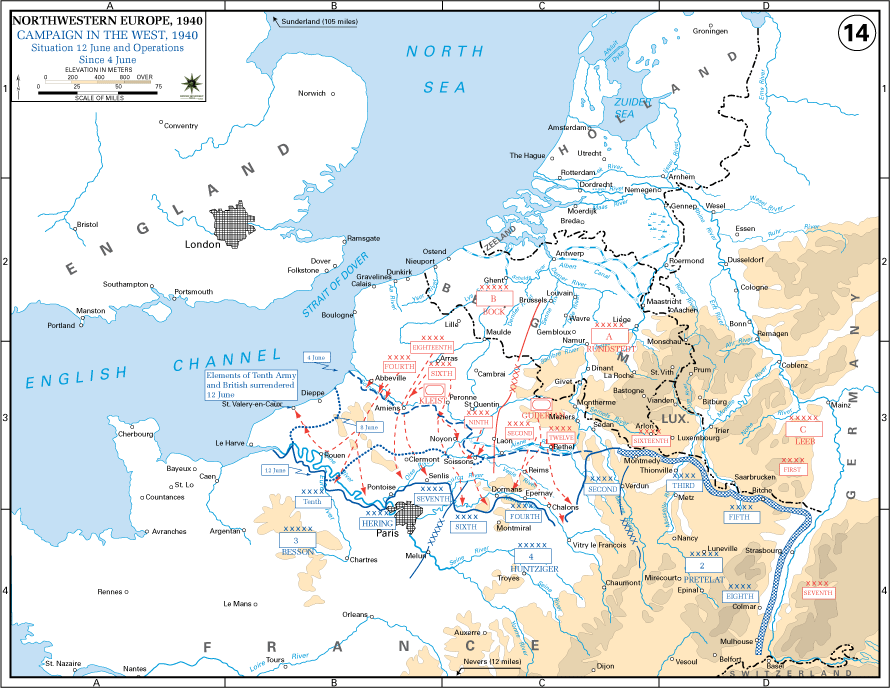
Hadműveletek 1940. június 4–12. között

A Fall Gelb során a legjobban felszerelt, kiképzett és vezetett francia hadseregek jelentős része megsemmisült, vagy szétverték a német páncélos alakulatok, vagy csapdába estek és megadták magukat. A veszteségek között volt a legtöbb harckocsizó alakulat és a nehéztüzérség jelentős része is. A szövetségesek összesen 61 hadosztályt vesztettek május 10. és június 4. között, és Weygandnak jelentősen megcsappant erőivel, szövetséges támogatás nélkül most egy közel 1000 kilométer hosszú, Sedantől a csatorna partjáig kialakult frontot kellett volna megvédeni. Weygandnak ekkor alig 61 francia és egy brit hadosztály állt a rendelkezésére, és a hosszú front miatt lényegében semmilyen tartaléka nem maradt a mélységben való védekezésre vagy a frontvonalban harcoló csapatok felváltására. A németeknek a támadás megkezdésekor 142 hadosztály állt rendelkezésre.

### A Weygand-vonal összeomlása

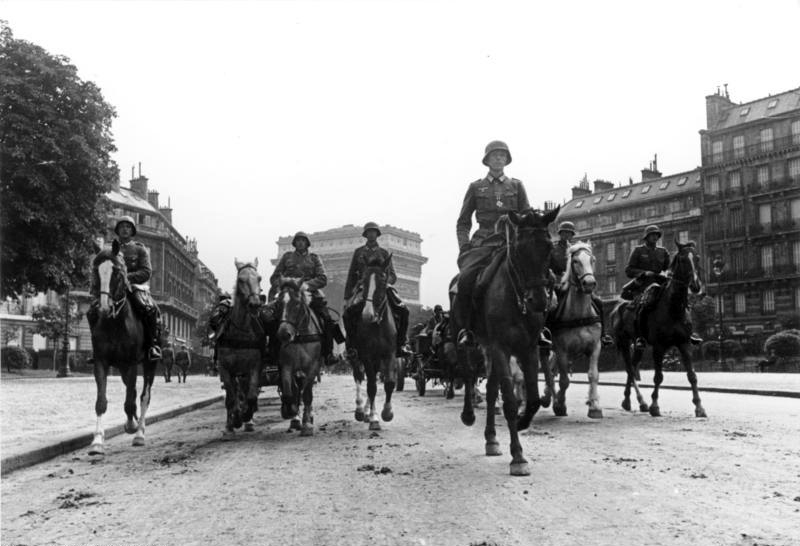
Német katonák bevonulnak Párizsba

A német hadvezetés június 5-én indította meg a Fall Rot névre keresztelt, második nagy támadást. A korábbi sikerek alapján arra számítottak, hogy könnyű dolguk lesz, de nagy meglepetésükre meglehetősen erős francia ellenállásba ütköztek. A franciáknak volt egy kis idejük összeszedni magukat, saját hazájukban harcoltak, előre előkészített raktárak várták őket a visszavonulás során, és a Dunkerque környékéről kimentett francia katonák közül 112 000 fő ismét harcba tudott szállni. A francia hadvezetés újjászervezte a 7. és 10. hadseregeket, az 1. és 2. páncélos hadosztályokat (1., 2. DCR), illetve pótolták De Gaulle egységének, a 4. DCR veszteségeit.
A francia sikereket magyarázza az is, hogy a harcokat túlélő tiszteknek már voltak tapasztalataik a németek harcmodoráról, illetve fel tudtak készülni a páncélosok elhárítására, sikeresebben tudták alkalmazni tüzérségüket, amely továbbra is felülmúlta a német tüzérséget, illetve kitapasztalták, hogyan tudják előnyükre fordítani a francia harckocsik jobb fegyverzetét és páncélzatát a csatában.

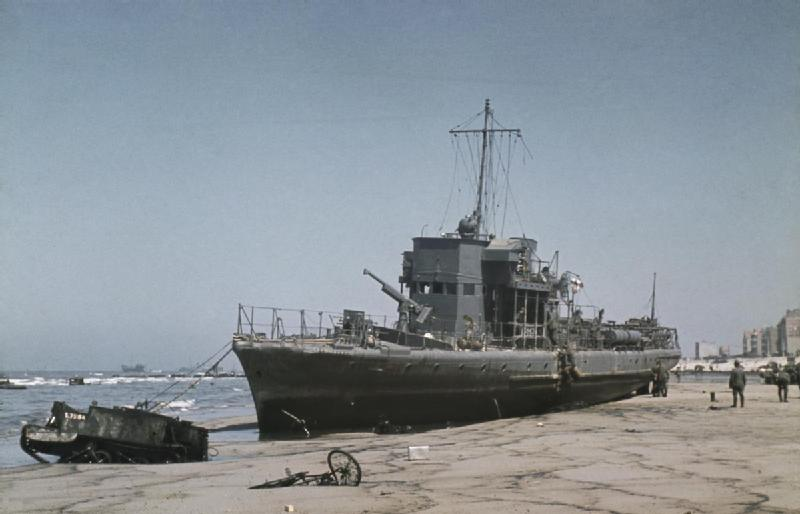
Dunkerque közvetlenül a német csapatok bevonulása után. A kép közepén egy partra vetett francia járőrhajó, baloldalt egy brit páncélozott szállító jármű.

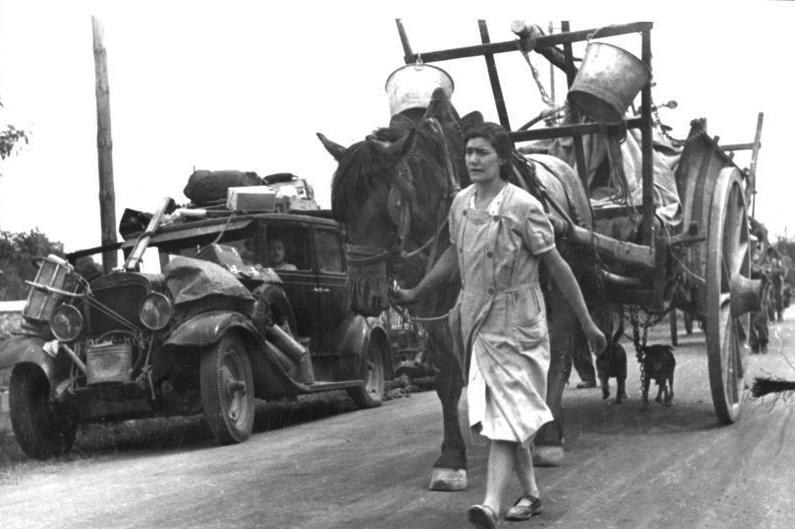
Francia lakosok menekülnek az előrenyomuló német csapatok elől, 1940. június 19.

Weygand most az ún. sündisznó-harcmodor alkalmazása mellett döntött. Ennek az volt a lényege, hogy minden kisebb-nagyobb települést megszállt és körkörösen megerősített, az utolsó emberig védekező helyőrségeknek pedig a lehető legnagyobb veszteséget és késedelmet kellett okozni a németeknek. Hátukban sorakoztatta fel az újjászervezett lövész és harckocsizó egységeket, amelyeknek a körbezárt csapatok felmentése, ellentámadás lett volna a feladata.
A „B” hadseregcsoport június 5-én 47 hadosztállyal indított támadás Párizstól nyugatra és keletre. A jelentős túlerőben lévő németek az első 48 óra alatt lényegében semmit nem haladtak előre. Az Aisne völgyében Erich Hoepner tábornok XVI. hadteste összesen 1000 páncélozott harcjárművet és két harckocsi-hadosztályt vetett be, de az előbbiekből gyorsan elveszített 80-at. A német 4. hadseregnek sikerült néhány helyen átkelni a Somme folyón, de az Aisne mentén bajban voltak. Weygand mélységben szervezte meg a védelmet, és meg tudta hiúsítani a német átkelési kísérleteket. Amiens térségében a francia tüzérség összpontosított tüze törte meg a német támadást. A kudarcok miatt a németek ismét csak a Luftwaffe támogatására szorultak, amely képes volt elhallgattatni a francia ágyúkat, és lehetővé tette, hogy a német gyalogság lépésről lépésre előrenyomuljon. Erre csak a támadás harmadik napján került sor, és a francia légierő még ekkor is kísérletet tett az Aisne-n létesített hídfőállások bombázására. Bár a Luftwaffe ezt megakadályozta, a csata német források szerint „kemény volt és jelentős veszteségekkel járt, az ellenség komoly ellenállást tanúsított, különösen az erdőkben és a facsoportokban folytatták az ellenállást, amikor csapataink már elhaladtak mellettük”.
Az elkeseredett francia ellenállás először Abbeville mellett tört meg, ahol Robert Altmayer tábornok 10. hadseregének (egy sebtében újjászervezett egység) vonalait a németek áttörték, és Rouen felé, a Szajna folyó mentén délre visszavonulásra kényszerítették. Ezt követően a francia ellenállás egyre gyengült. Rommel 7. páncélos hadosztálya átkelt a Szajnán, és Normandián keresztül nyugat felé támadva június 18-án elfoglalta Cherbourg kikötővárost. Útközben, június 12-én kikényszerítették a francia földön maradt utolsó brit egység, az 51. Highland hadosztály megadását. A hadművelet sikereihez megint nagymértékben hozzájárultak a Luftwaffe zuhanóbombázói, amelyek sikeresen törték meg a francia páncélos alakulatokat, a megerősített tüzérségi állásokat és védelmi vonalakat. A franciák nem merték összevonni és tömegesen bevetni harckocsijaikat, kis számban viszont nem tudták érvényesíteni a páncélzat és fegyverzet terén fennálló előnyüket.
Június 10-én a francia kormány nyílt várossá nyilvánította Párizst, bár a főváros felé vezető utakat megerősítették. A német 18. hadsereg ekkor a francia főváros ellen fordult, és több helyen sikerült áttörnie a francia védelmi vonalakat. Weygand ekkor kijelentette, hogy a francia hadsereg nemsokára szét fog hullani. Churchill június 13-án Tours-ban vett részt a szövetségesek legfelsőbb háborús tanácsának ülésén, ahol a katasztrofális helyzetre való tekintettel a két ország formális unióját javasolta. Churchill tervét a franciák elutasították, és másnap, június 14-én Párizs elesett. A párizsiak tömegesen menekültek, de akik nem akartak vagy nem volt erre lehetőségük, meglepetéssel tapasztalták, hogy a megszálló német katonák az esetek nagy többségében udvariasan viselkedtek velük.
A levegőben is kritikus volt a helyzet, mivel a francia légierő (Armée de l'Air) az összeomlás küszöbére jutott. A Luftwaffe eddigre kivívta a teljes légifölényt, a francia veszteségeket szinte lehetetlen volt pótolni már, míg a harcokban az angol támaszpontokról felszálló RAF gépek súlyos veszteségeket szenvedtek, különösen Dunkerque térségében. Június 9-e után lényegében megszűnt a francia légierő, és a Luftwaffe azt tehetett, amit akart a német hadsereg közvetett és közvetlen támogatása érdekében.

### A Maginot-vonal összeomlása

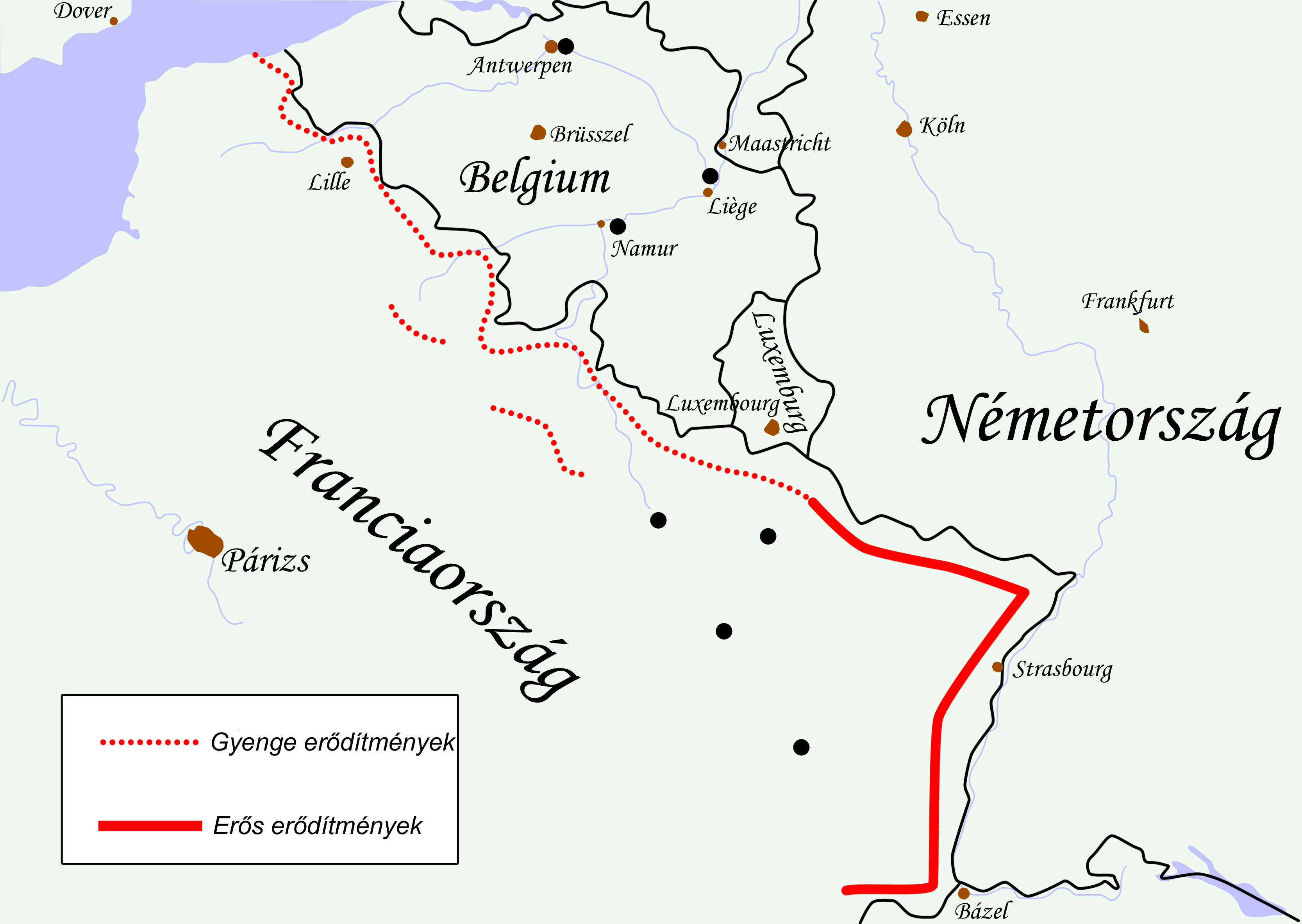
A Maginot-vonal vázlata. Folyamatos piros vonal jelzi a jól megerősített részeket, szaggatott piros vonal a kevésbé vagy nem kiépített szakaszokat.

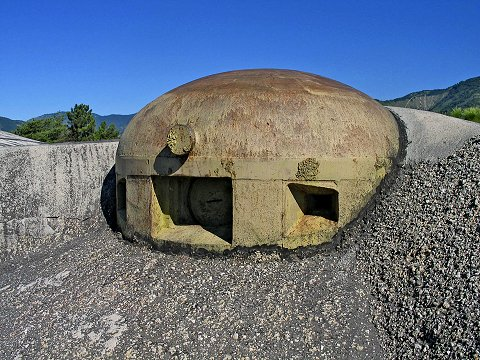
Az Agaisen erőd egyik lövegtornya

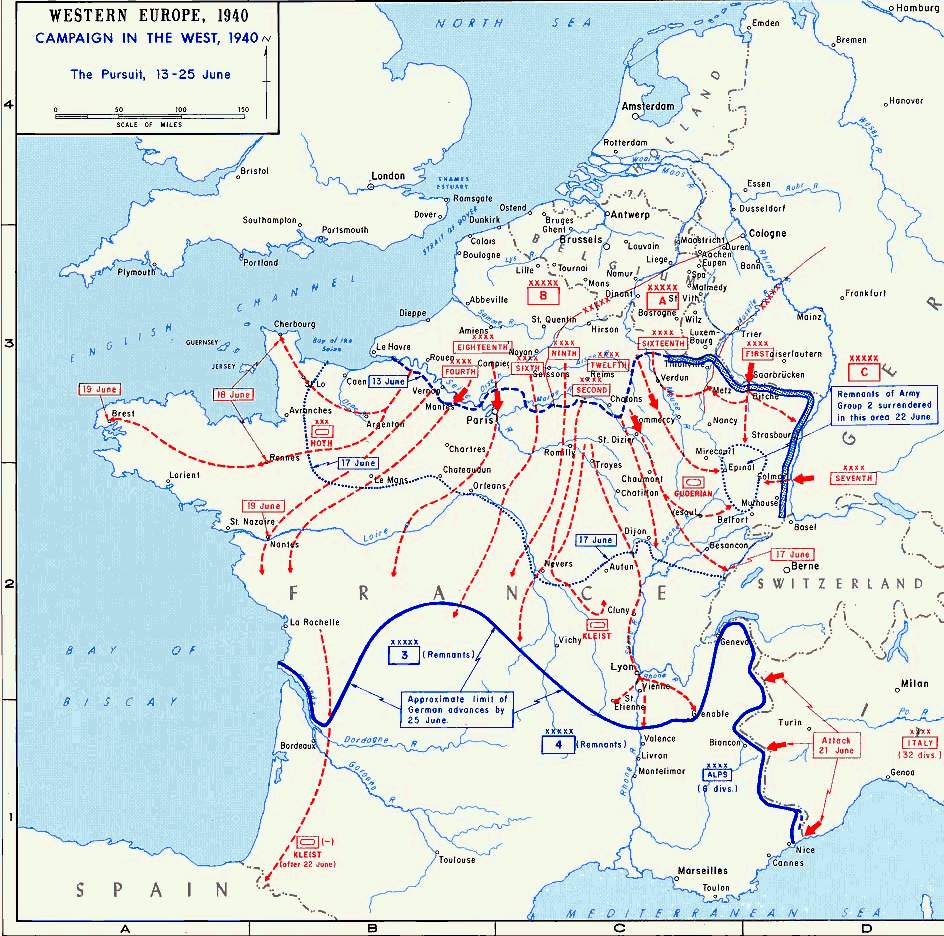
Hadműveletek június 13 – 25. között.

Eközben a front keleti részén a „C” hadseregcsoport azt a feladatot kapta, hogy támogassa a Maginot-vonalban védekező francia csapatok bekerítését és felszámolását. A hadművelet célja Metz és térségének bekerítése volt az erődítményekkel együtt, hogy megakadályozzák az elzászi térségből induló francia ellentámadást a Somme folyó mentén támadó német csapatok ellen. Első lépésben Guderian XIX. hadteste délkelet felé, a francia-svájci határig nyomult előre, és csapdába ejtette a Vogézekben állomásozó francia csapatokat. Ezt követte a XVI. hadtest támadása nyugat felől (a Maginot-vonal hátából) Verdun, Toul és Metz ellen. A francia hadvezetés már korábban kivonta a Maginot-vonalból a csapatok nagy részét, hogy nyugatabbra, a Weygand-vonal mentén vessék be ezeket. A Maginot-vonal erődítményeit csak kisebb egységek tartották.
A „C” hadseregcsoport támadása június 15-én indult meg („Tigris hadművelet”), amelynek során csapatai átkeltek a Rajna folyón, behatoltak Franciaország területére, és frontális támadást indítottak a Maginot-vonal ellen. A „Tigrist” megelőzően a német próbálkozások sikertelenek voltak: a vonal legészakibb részén egy korábbi, nyolc órás támadás eredménye 46 halott és 251 sebesült volt német részről, míg a franciák csak két katonát veszítettek. Június 15-én azonban a legjobban felszerelt és kiképzett helyőrségek is már kiürítették, vagy éppen elhagyni készülték a Maginot-vonalat, amikor megindult a német támadás. A németek jelentős számbeli fölényben voltak és több mint 1000 ágyú nyitott tüzet az erődökre. Igaz, ezek többsége első világháborús ágyú volt, amelyek nem tudták átütni a lövegtornyok páncélzatát – erre csak a 88 milliméteres ágyúk voltak képesek, és ebből csak 16 darab állt rendelkezésre. A megfelelő tüzérségi támogatás érdekében 150 milliméteres és vasúti ágyúkat is ide irányítottak, a Luftwaffe pedig az V. repülőhadtestet (Fliegerkorps) vezényelte a térségbe. A fentiek ellenére is csak igen nehezen és jelentős veszteségek árán tudtak előrenyomulni a németek. Minden erődöt egyesével kellett megrohamozni és elfoglalni vagy elhallgattatni. A Schoenenbourg erőd az ostrom alatt összesen 15 802 darab 75 milliméteres lövedéket lőtt ki a támadókra, cserébe ez az erőd szenvedte el a leghevesebb tüzérségi támadásokat.
A Tigris hadművelettel egyszerre kezdődött a Kleiner Bär hadművelet: a VII. lövészhadtest öt hadosztálya kelt át a Rajna folyón Colmar térségében azzal a céllal, hogy a Vogézek lábáig elfoglalják a térséget. A német gyalogságot 400 tüzérségi eszköz támogatta, és június 17-ére a hegyek közé szorították vissza az itt védekező francia 104. és 105. hadosztályokat. Ugyanezen a napon Guderian páncélosai elérték a svájci határt, és a Maginot-vonalban védekező francia csapatokat teljesen bekerítették. A legtöbb erőd június 25-én adta meg magát, német állítások szerint 500 000 hadifoglyot ejtettek ezen a hadszíntéren. Néhány nagyobb erőd azonban Franciaország kapitulációja után is folytatta a harcot, a legutolsó csak július 10-én, Alphonse Joseph Georges tábornok személyes közbenjárására, és akkor is csak ellenkezésének hangot adva szüntette be a harcot. A Maginot-vonal 58 nagyobb erődítménye közül a németek csak tízet tudtak elfoglalni a harcok során.

### Olasz beavatkozás

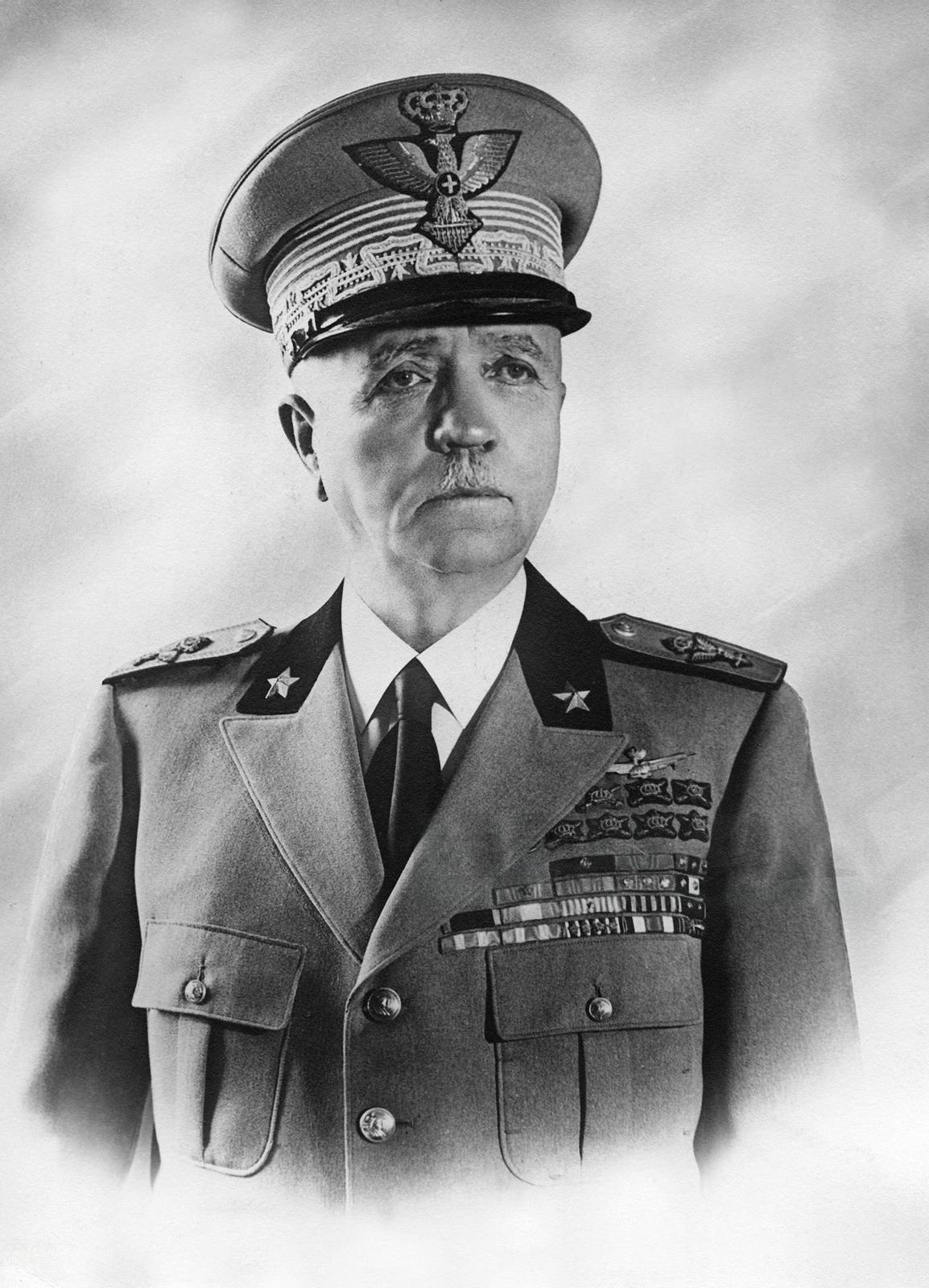
Pietro Badiglo marsall 1921-ben

Június 10-én az addig semleges (bár Németország szövetségesének számító) Olaszország is hadat üzent Franciaországnak és Nagy-Britanniának. Az olasz hadsereg azonban jóval gyengébben volt felszerelve és kiképezve, mint a német, és alig ért el sikereket a hadjárat utolsó napjaiban. Benito Mussolini tisztában volt hadserege gyengéivel, de előre látta Németország győzelmét, és helyet akart magának biztosítani a tárgyalóasztalnál. Mint azt a vezérkari főnöknek, Pietro Badoglio marsallnak kifejtette: „Csak pár ezer halottra van szükségem ahhoz, hogy úgy üljek oda a tárgyalóasztalhoz, mint aki ténylegesen harcolt.” Az alpesi francia csapatokat vezénylő René Olry tábornok azonban minden olasz támadást meghiúsított.

### A második brit evakuálás

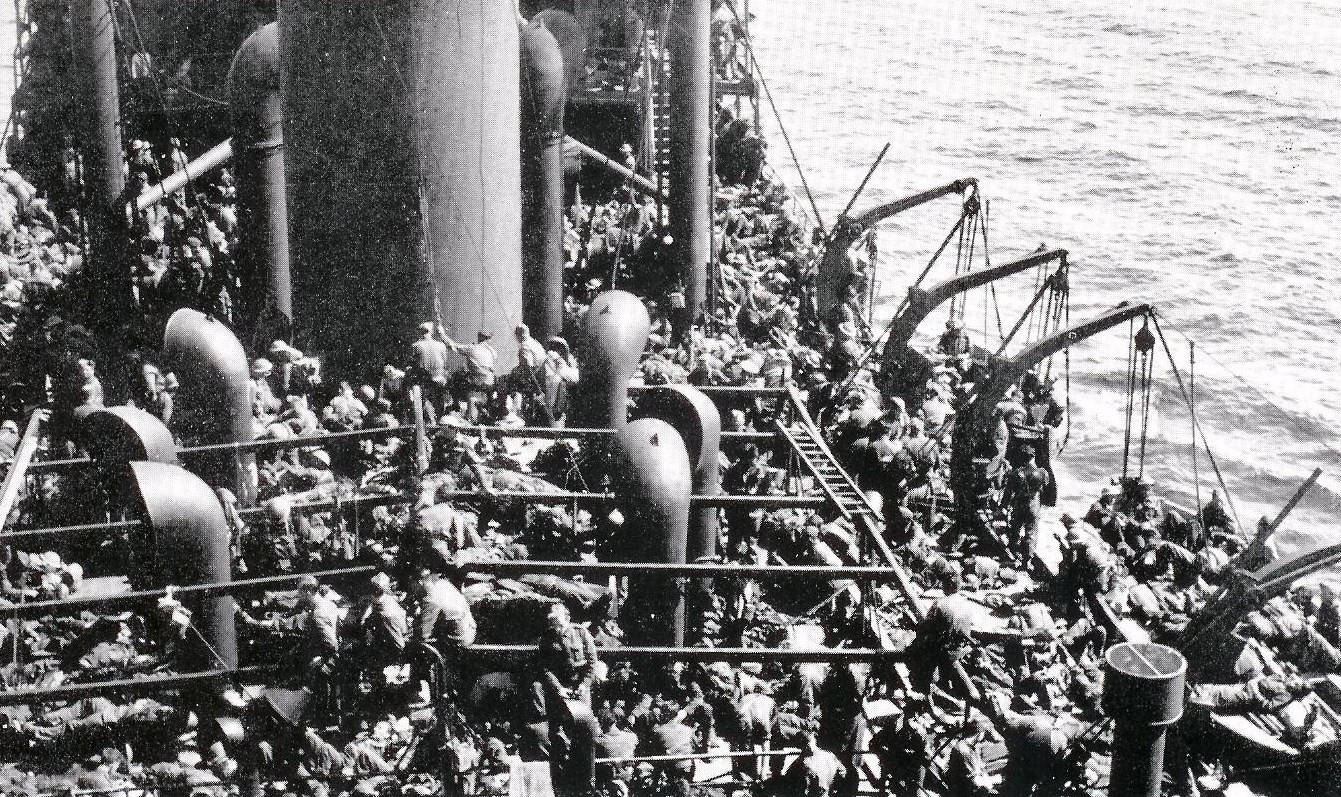
Szövetséges katonák evakuálása az SS Guinean szállítóhajó fedélzetén, az Ariel hadművelet során

A francia ellenállás összeomlása szükségessé tette a brit erők újbóli evakuálását is, amire június 15. és 25. között került sor (Ariel hadművelet). A Luftwaffe korábban kudarcot vallott a dunkerque-i evakuálás során, és a légierő vezetése elhatározta, hogy mindenáron megakadályozza a szövetséges katonák kimentését. Az 1. légihadtest kapta feladatul, hogy Normandia és Bretagne kikötőiben támadja a szövetséges hajókat. Június 9–10-én Cherbourgra 15 tonna bombát dobtak le, míg Le Havre-t összesen tíz bombatámadás érte. Június 17-én Junkers Ju-88 zuhanóbombázók Saint-Nazaire partjainál elsüllyesztették a 16 243 tonnás RMS Lancastria csapatszállító hajót, és összesen 4000 fő vesztette életét a támadás során. A részleges sikerek ellenére sem tudták megakadályozni azonban 190 000–200 000 fő sikeres evakuálását.

### Kapituláció és fegyverszünet

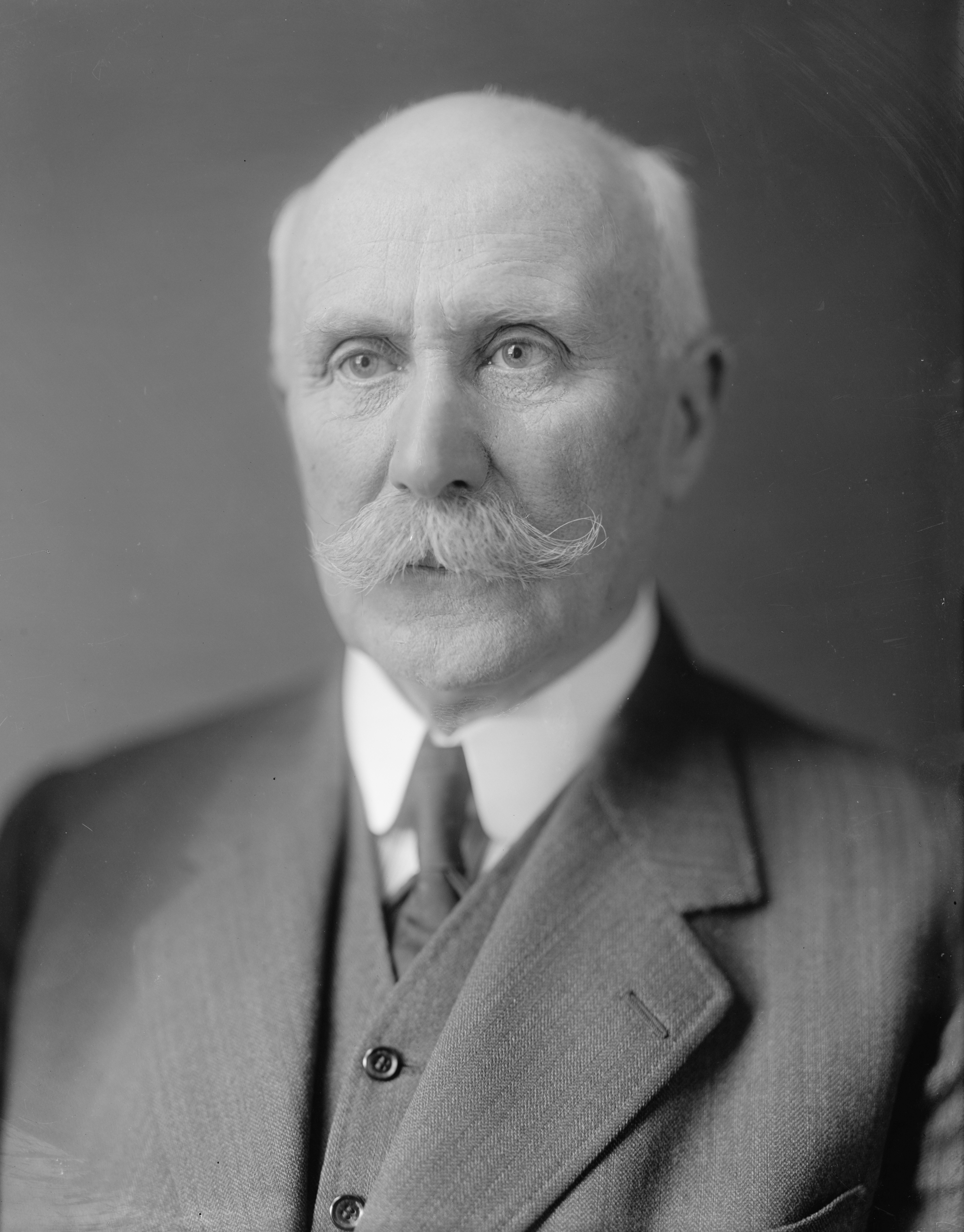
Philippe Pétain marsall, aki 1940. június 16-án lett miniszterelnök, és 1944-ig vezette a vichy-i kormányt

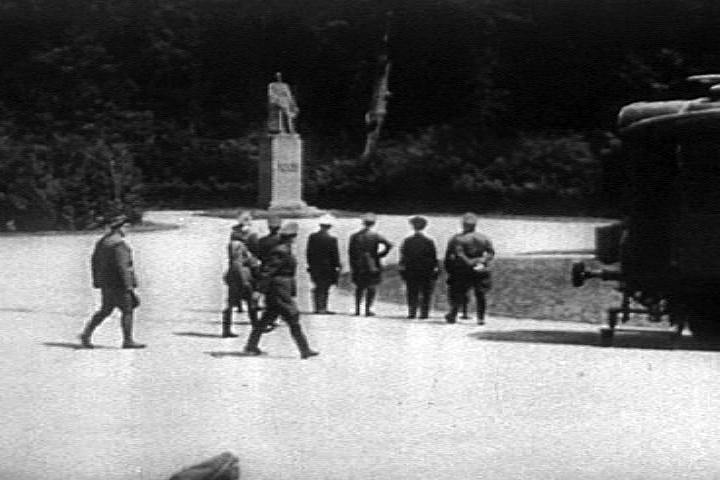
Hitler (csípőre tett kézzel) és kísérete az első világháborús hős Foch marsall szobrát méregeti, mielőtt aláírták Compiègne-nél a fegyverszüneti egyezményt 1940. június 22-én

Német katonák Párizsban, az Arc de Triomphe előtt

Mivel kormánya ellenségesen reagált Churchill javaslatára, hogy formálisan egyesítsék Nagy-Britanniát és Franciaországot, és mivel azt hitte, hogy miniszterei többé nem támogatják, Paul Reynaud francia miniszterelnök június 16-án lemondott. Helyét az első világháborús hős, Henri Philippe Pétain marsall vette át, aki rádióüzenetében bejelentette, hogy fegyverszünetet fog kérni Németországtól. Hitler, amint meghallotta, hogy a franciák a megadásról akarnak tárgyalni, a compiègne-i erdőt jelölte ki helyszínül.
Compiègne azért volt fontos a németek, de különösen Hitler számára, mivel itt írták alá a császári Németország képviselői az első világháborút lezáró Compiègne-i fegyverszüneti egyezményt 1918. november 10-én. Hitler a helyszín megválasztásával is ki akarta elégíteni bosszúszomját. Az eseményre előkerítették ugyanazt a vasúti kocsit, amelyben a francia és a német fél képviselői 1918-ban találkoztak, és ugyanarra a helyre állították fel. A fegyverszüneti egyezmény aláírására 1940. június 22-én került sor. Hitler ugyanabban a székben ült a ceremónia elején, mint amelyben Ferdinand Foch marsall foglalt helyet annak idején. Az egyezmény bevezetőjének felolvasása után azonban felállt, és faképnél hagyta a francia küldöttséget, és a tárgyalásokat a Wehrmacht vezérkari főnökére, Wilhelm Keitelre hagyta. A fegyvernyugvás június 25-én hajnali 1.35-kor lépett életbe.

## Következmények

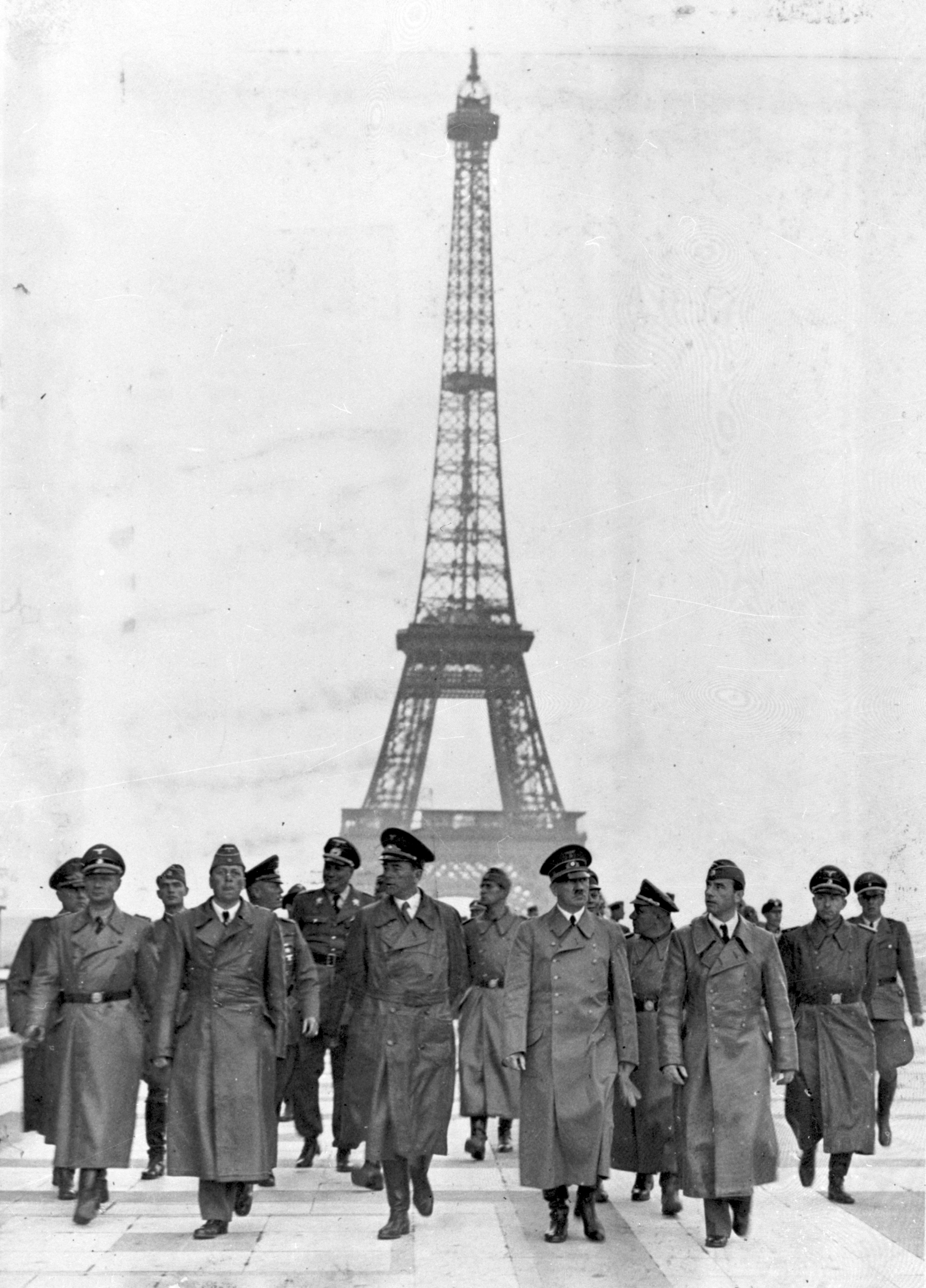
Hitler és vezérkara Párizsban, 1940. június 30.

A fegyverszüneti megállapodás értelmében Franciaországot három részre osztották fel. Az ország északi részét a belgiumi katonai kormányzóság alá rendelték, az északi és nyugati rész német megszállás alá került, míg délen létrejött egy névleg önálló francia állam, amelyet a kormány székhelyéről Vichy-Franciaországnak (Zone libre) neveztek. Délkeleten egy kis területet az olaszok foglaltak el. Az atlanti partvidéket a németek közvetlen katonai irányítás alá vonták, ahová francia civileknek (az ott lakók kivételével) tilos volt belépni. Az északi megszállási övezetben elvileg a Vichy-kormány gyakorolta a polgári közigazgatást. Északkeleten Strasbourgot és környékét a Harmadik Birodalomhoz csatolták, aminek következményeként a férfilakosságot besorozták a Wehrmachtba. Franciaország többi részéről „csak” munkaszolgálatosokat hurcoltak el.
Charles de Gaulle, akit Renaud nemzetvédelmi államtitkárnak nevezett ki Londonban, június 18-án kiáltványt adott ki, amelyben elutasította Petain kormányát, és felhívta a franciákat, hogy szervezzék meg a Szabad Francia Erőket, és folytassák a harcot a németek ellen.
A britek attól tartottak, hogy német kézre kerül a jelentős francia flotta, amelynek egy része Toulonban, egy része észak-afrikai kikötőkben állomásozott. Mivel a francia vereség után a németek tervbe vették a britek elleni inváziót, amelyhez minden elérhető hadihajóra szükségük volt, a britek megtámadták és elsüllyesztették a Mers-el-Kébir kikötőjében állomásozó francia hadihajókat. A támadás során 1297 francia tengerész vesztette életét, egy francia csatahajó elsüllyedt, öt másik hadihajó megrongálódott. A francia Strasbourg csatacirkáló és négy romboló megmenekült, ezeket 1942-ben a franciák maguk süllyesztették el, amikor 1942 novemberében a németek bevonultak a szabad zónába az Anton hadművelet során.
Franciaország felszabadítása 1942-ben kezdődött, amikor a szövetségesek partra szálltak Észak-Afrikában és elfoglalták az ottani francia területeket. 1944. június 6-án került sor a normandiai partraszállásra, a szövetségesek augusztus 24-én szabadították fel Párizst, és 1944 szeptemberére az ország legnagyobb része felszabadult a német megszállás alól.
A német megszállás ideje alatt összesen 600 000 francia vesztette életét: 1939–1940-ben 92 000 fő esett el a harcokban, míg a Szabad Francia Erők kötelékében 1940–1944 között további 58 000 fő vesztette életét. Az Elzász-Lotaringiából besorozott katonák közül 40 000-en vesztették életüket. A polgári áldozatok számát 150 000-re becsülik (60 000 fő a bombázások következményeként, további 60 000 az ellenállás során, 30 000 főt a német megszálló erők gyilkoltak meg). A hadifoglyok és deportáltak számát 1 900 000-re becsülik, akik közül 240 000 fő halt meg fogságban (közülük 100 000 főre becsülik a koncentrációs táborokba hurcolt francia zsidók számát).

## Veszteségek

### Tengelyhatalmak

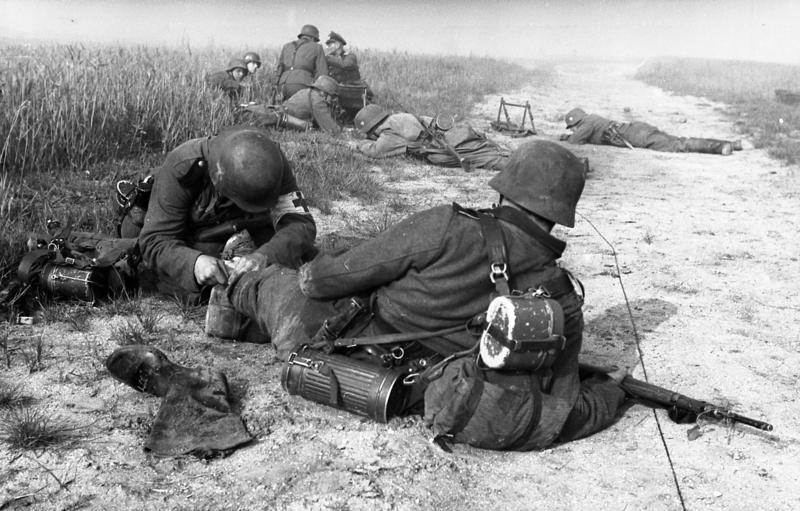
Német egészségügyi katona elsősegélyt ad sebesült bajtársának a franciaországi hadjárat során

A hadjárat német veszteségeit nem könnyű megbecsülni, a leggyakrabban elfogadott számítás szerint 27 074 fő vesztette életét a harcokban, 111 034 fő sebesült meg, 18 384 fő eltűnt. Mások a német veszteségeket 49 000 főre becsülik, elsősorban a harcok után életüket vesztett sebesültek és az eltűnt, később halottá nyilvánított katonák beszámításával. A franciaországi hadjárat során a Luftwaffe frontvonalbeli erőinek 28%-át vesztette el, összesen mintegy 1236–1428 repülőgépet (ebből 299-et baleset következtében). További 323–488 repülőgép megsérült, vagyis a hadjárat a Luftwaffe erejének 36%-át érintette. A pilóták és a személyzet vesztesége 4417 fő volt, ezek közül 1129 halott, 1930 hadifogságba esett vagy eltűnt. A foglyok többségét a francia fegyverletétel után kiszabadították.
Olasz részről a veszteségek: 1247 halott vagy eltűnt, 2361 sebesült, illetve további 2000 fő szenvedett fagyási sérüléseket az Alpokban.

### Szövetségesek
Francia részről 85 310 főre becsülik a harcok során meghalt katonák számát (beleértve körülbelül 5400 fő észak-afrikai katonát), 12 000 fő eltűnt, 120 000 fő megsebesült, 1 540 000 fő hadifogságba esett. Újabb francia kutatások 55 000 és 85 000 fő közé teszik a halottak számát. 1940 augusztusáig 1 540 000 hadifoglyot hurcoltak Németországba, ezek közül mintegy 940 000 fő maradt fogságban egészen 1944–45-ig, amikor az előrenyomuló szövetséges csapatok felszabadították a hadifogolytáborokat. Összesen 24 600 francia katona halt meg német fogságban, 71 000 megszökött, míg 220 000 főt különböző német-francia egyezmények alapján hazaengedtek, több százat közülük betegségre vagy fogyatékosságra hivatkozva. A hadjárat során a francia légierő 1274 repülőgépet vesztett.
Brit részről a veszteségek elérték a 68 111 főt (halottak, sebesültek, hadifoglyok és eltűntek együtt). A Brit Expedíciós Erők 64 000 járműve semmisült meg vagy került a németek kezére, 2472 ágyút semmisítettek meg vagy hagytak hátra az evakuálások során. A RAF a hadjárat során (május 10. és június 22. között) 931 repülőgépet és 1526 pilótát veszített.
A belga hadsereg vesztesége 6093 fő halott és sebesült volt, kb. 2000 hadifogoly halt meg német fogságban, az eltűntek számra több mint 500 volt. A németek összesen 200 000 belga hadifoglyot ejtettek.
A harcokban részt vettek lengyel katonák is, akiket két önálló egységbe szerveztek. A lengyelek vesztesége mintegy 6000 fő volt a harcok során, a Svájcba menekült 2. hadosztály katonái pedig a háború alatt svájci internálótáborban voltak fogva tartva.

## A francia összeomlás okai

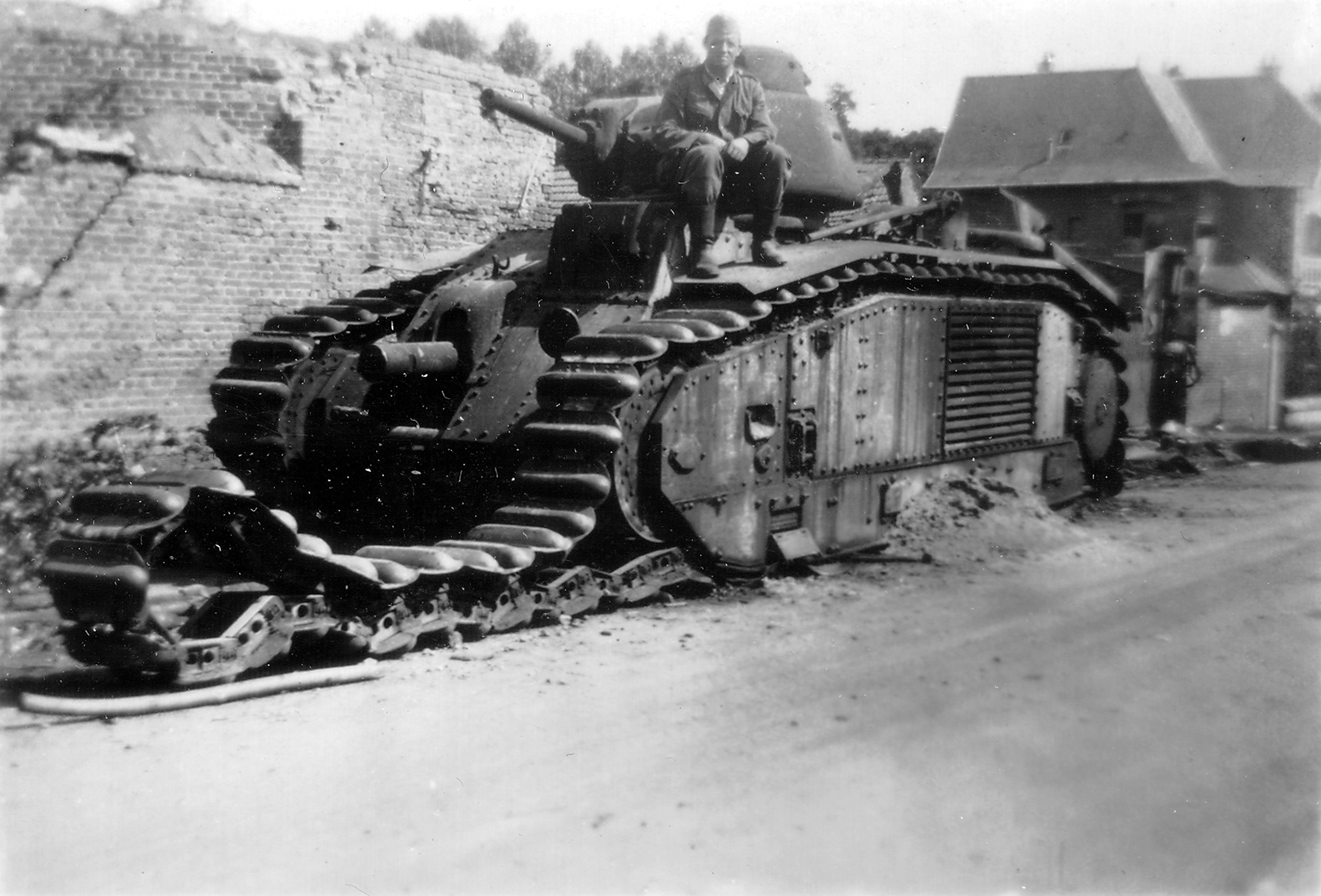
Kilőtt francia Char B1 típusú harckocsi

A franciaországi hadjárat megkezdésekor a Wehrmacht sem személyi állomány, sem pedig technikai eszközök tekintetében nem múlta felül lényegesen a francia hadsereget. A franciáknak is rendelkezésükre álltak olyan korszerű harckocsik, amelyek mind fegyverzet, mind páncélvédettség terén fel tudták venni a harcot a német Panzer III és IV típusokkal. Azonban a francia hadvezetés és hadszervezés olyan elavult elveket követett, amelyek végül nem tették lehetővé, hogy sikeresen felvegyék a harcot. Az egyik ilyen alapelv az volt, hogy a hadsereget védelmi jellegű hadműveletekre tervezték bevetni – ennek következtében mind a fegyverzet, mind a kiképzés, mint az alakulatok megszervezése a védelmi harc követelményeinek volt alárendelve. A vereség másik következménye, hogy a hadsereg és a gazdaság mozgósítása csak aránylag későn kezdődött, a hadianyagok termelését nem sikerült felfuttatni, és a modern harckocsik és repülőgépek nem érték el időben és nagy tömegben a frontvonalon harcoló csapatokat. A harmadik nagy ok a francia hadvezetés meglehetősen merev elképzeléseiben és alapvetően hibás stratégiai tervezésében rejlik. Gamelin nyomására a szövetségesek egy Belgium ellen irányuló német főcsapás elhárítására készültek fel, és az ennek ellentmondó hírszerzési jelentések hatására sem változtattak a háború előtti terveken. Hadászati szinten a hadművelet megindításakor északra indított francia egységek elvesztése jelentette a legnagyobb csapást, ezeket szemből a „B” hadseregcsoport támadta, míg az „A” hadseregcsoport mélységben bekerítette és felmorzsolta.

### Légierő és tüzérség
A hadjárat kezdetétől fogva a Luftwaffe uralta az eget, a vele szemben álló francia vadászrepülők túl kevesen voltak ahhoz, hogy felvehessék a harcot. A korszerű Dewoitine D.520 francia vadászrepülőből csak 36 darab állt rendelkezésre a fronton 1940. május 10-én, mivel túl későn kezdődött meg a típus sorozatgyártása. Emiatt a francia légierő csak elavult, lassú és gyenge fegyverzettel felszerelt típusokkal rendelkezett.
A francia hadsereg légvédelmi tüzérsége lényegében alkalmatlan volt a Luftwaffe elhárítására, ismételten a túl későn megkezdett fegyverkezés következményeként. A legtöbb francia egység a gyalogság ellen rendszeresített géppuskákat volt kénytelen légvédelmi célokra alkalmazni.
A francia légierő kötelékeit szétszórták a hátországban, és gyakran nem tudtak idejében közeltámogatást nyújtani a harcoló csapatoknak, akikkel nem is tudtak közvetlen rádiókapcsolatot létesíteni. Az 1930-as évek során a francia katonai vezetés nem dolgozta ki a légierő közeltámogatási doktrínáját, nem volt elképzelése arról, hogyan alkalmazza az összhaderőnemi harc során. A francia harckocsik nagy részét nem a német harckocsik lőtték ki, hanem levegőből, a Ju 87 Stuka zuhanóbombázók semmisítették meg ezeket.
Tüzérség tekintetében nem volt a franciáknak szégyenkeznivalójuk, a német feljegyzések is a francia tüzérek nagyfokú hatékonyságáról és pontosságáról számolnak be. Azonban a németek által alkalmazott összhaderőnemi harc egyik jellemzője a nagyfokú mobilitás, ami sok esetben meglepte a franciákat – igen gyakran a francia ütegeket közvetlen német támadás érte és ekkor kénytelenek voltak a 75 milliméteres ágyúkat közvetlen irányzású páncéltörő ágyúként használni.

### Harckocsik
A széles körben elterjedt hiedelemmel ellentétben a Wehrmacht páncélosai nem voltak legyőzhetetlenek, sőt, a hadjárat megindulásakor a francia Somua S35 és Char B1 harckocsik számítottak a kor legjobbjainak fegyverzet és páncélvédettség terén. Páncélzatuk ellenállt a németek rendelkezésére álló páncéltörő ágyúk, illetve a Panzer III-asok és IV-esek tüzének is. Bár ezek a típusok nem álltak rendelkezésre nagy számban és a francia harckocsik túlnyomó többsége könnyű páncélos volt (mint például a Renault R35, R39, Hotchkiss H35, H39, illetve az első világháború idejéből származó és teljesen elavult FT17/18), de ugyanez volt a helyzet a németeknél is: a Panzer IV csak a harckocsizó csapatok állományának körülbelül 10%-a volt.
A hadtörténelem első nagyszabású harckocsi-ütközetében, a hannut-i csatában a francia harckocsizók sikeresen vették fel a harcot a németekkel, az ütközetet elsősorban a német légifölény, illetve a Wehrmacht és a Luftwaffe közötti koordináció döntötte el.
A francia harckocsik nagy hátrányát jelentette, hogy a toronyban egyedül volt a parancsnok, aki a löveget is töltötte és kezelte, emellett a vezetőt is irányította. A német harckocsik ezeket a feladatokat különválasztották, a Panzer IV személyzete öt fő volt: parancsnok, tüzér, töltő, vezető, híradós/géppuska-kezelő. Egyértelműen látszott, hogy a német harckocsik személyzete jobban tud alkalmazkodni a helyzetek gyors és éles változásaihoz.
A francia harckocsik nagy része emellett nem volt rádióval felszerelve, amelyiknek meg volt, a kis hatótávolság és a megbízhatatlan működés miatt nem tudta nagy hasznát venni. A francia harckocsizó alakulatok parancsnokai rá voltak kényszerítve a jelzőzászlók alkalmazására, miközben nemegyszer lepték meg őket a nagy ütemben támadó német harckocsizók. A németek a rádió segítésével gyorsan tudták továbbítani a parancsokat, összehangolni a páncélos és lövész alegységek harcát.
A francia harckocsikat – az első világháborúban kialakult doktrínának megfelelően – a gyalogság támogatására tervezték, ezért sem sebességük, sem hatótávolságuk nem felelt meg a modern hadviselést jellemző nagyfokú manőverezés követelményeinek (kivéve a Somua S35-öt). Emiatt számos francia harckocsit egyszerűen magára hagyott a személyzete, amikor kifogyott a benzin, és ezeket a németek minden nehézség nélkül fel tudták később használni.

### Harcmodor
A francia hadsereg nem is a felszerelés, hanem a hadászati és harcászati elképzelések, a harckocsik alkalmazásának és a légierővel való koordináció terén volt a legnagyobb hátrányban. A 2592 német harckocsi nagy részét tíz önálló hadosztályba szervezték: a kb. 250 harckocsi harcát gyalogság, műszaki alakulatok, gépesített tüzérség és logisztikai alakulatok, illetve a közeltámogató légierő biztosította. Ezzel szemben a több mint 3200 francia harckocsi kétharmadát vegyes összetételű, ún. harckocsi zászlóalj-csoportba (groupements de bataillons de chars) szervezték. Ezeknek a zászlóaljaknak nem voltak meg sem az adottságaik, sem lehetőségük önálló manőverek végrehajtására, nem volt támogató tüzérségük, sem légifedezetük, sem megfelelő logisztikai támogatásuk. A francia vezérkar számára, csakúgy, mint 1918-ban, a harckocsi továbbra is a gyalogság harcát támogató eszköz maradt.
A francia harckocsik, esetenként jobb fegyverzetük és páncélzatuk ellenére, számos hátránytól szenvedtek: a rádiókommunikáció szinte totális hiánya, a parancsok továbbításának nehézkessége, a kis hatótávolság és az időben érkező utánpótlások hiánya, a harckocsi személyzetének túlterheltsége. Ennek ellenére helyi sikereket elértek – Stonne térségében, Sedantól délre több mint 100 német páncélost lőttek ki, ebből 12-t egyetlen Char B1, illetve további sikereket értek el Hannut és Montcornet (De Gaulle támadása) térségében. Azonban így sem tudták befolyásolni az események menetét – a németek jóval nagyobb tempót diktáltak, és a Luftwaffe gyorsan gondoskodott arról, hogy a francia páncélosok ne tudjanak nappal menetet végrehajtani vagy nagy tömegben támadni.

### Hadvezetés
A hadjárat első napjaitól kezdve megmutatkoztak a francia vezérkar és egészében a parancsnoki állomány hiányosságai: merev, dogmatikus gondolkodás, a kommunikációs rendszer hiányosságai miatt késve megérkező parancsok és jelentések, általánosságban az információáramlás lassúsága. A legjobb harckocsizó egységeket elszórtan és késve vetették be, gyakran teljesen felesleges áldozatokat hozva, majd feláldozták ezeket a visszavonulás fedezésére. Néhány tábornoknak arról sem volt fogalma, hogy mely egységeknek parancsoltak és azok éppen hol voltak. A vezérkart a német előrenyomulás sebessége annyira meglepte és kizökkentette, hogy lényegében képtelen volt időben alkalmazkodni a folyamatosan változó helyzethez és időben kiadni a megfelelő utasításokat, hiszen azt sem tudták, hogy hol vannak a saját és hol az ellenséges egységek. A háború előtt számos katonai és polgári vezető figyelmeztette a vezérkart, hogy a Sedan környéki védelmi állások nem megfelelően, de utóbbi vakon bízott abban, hogy az Ardenneken keresztül nem lehetséges harckocsikkal átkelni, és a fő támadás Belgium felől várható majd. Láthatóan elfelejtették Napóleon intését, miszerint a legjobban kidolgozott haditerv sem ér semmit, ha nem számol a váratlannal, a német hadvezetés pedig szemmel láthatóan „elfelejtett” a francia vezérkar által kidolgozott szabályokhoz alkalmazkodni.

### Alacsony morál és kishitűség
A német Blitzkrieg, azaz villámháborús hadviselés legyőzhetetlenségébe vetett mítosz jórészt a francia politikai és katonai vezetés kreálmánya (magát a szót a brit sajtó alkotta), hogy ezzel is csökkentsék felelősségüket a vereségben. A fegyverszünet után a Vichy-kormány megkísérelte megállapítani a felelősséget a vereségért és már ekkor elhangzott, hogy a Wehrmacht 7500 harckocsit, a Luftwaffe 5000 repülőgépet vetett be a franciák ellen. Azonban a vereség jórészt a vezető réteg és a kisemberek kishitűségén is múlt, akik nem akarták ezt a háborút, és vakon hittek abban, hogy a német hadsereget első világháborús módszerekkel megállásra és állóháborúra lehet kényszeríteni. Taktikai, hadvezetési és részben fegyverzeti fölényüknek köszönhetően a németek azonban átkeltek az Ardenneken, áttörték a szövetséges állásokat Sedan térségében és bekerítették a front északi részén harcoló alakulatokat. Hat hét alatt 95 francia, 10 brit, 35 belga és 10 holland hadosztályt győztek le, morzsoltak fel és semmisítettek meg, és Franciaországra történelmének egyik legsúlyosabb és legmegalázóbb vereségét mérték.

## Kronológiai áttekintés
- 1939. október 9.: Hitler kiadja a parancsot a nyugati hadjárat (Westfeldzug) terveinek elkészítésére.
- október 19.: Franz Halder vezérkari főnök elkészíti a támadási terv első változatát: frontális támadás Belgium–Hollandia ellen.
- 1940. január 10.: Mechelen-incidens, a német tervek a belga hadsereg kezére kerülnek.
- február 24.: a támadási tervek 4. változata, Von Manstein és Guderian elképzelései alapján: nagyarányú harckocsi-támadás nyugati irányba.
- május 9.: a Wehrmacht megszállja Luxemburgot.
- május 10.: a német hadsereg támadást indít Belgium és Hollandia ellen, Luxemburg kapitulál.
- május 15.: Rotterdam bombázása után Hollandia kapitulál.
- május 17.: a német csapatok bevonulnak Brüsszelbe, a rákövetkező napon elesik Antwerpen.
- május 20–27.: német támadás, majd áttörés Sedan térségében.
- május 20.: német harckocsik elérik Abbeville térségét.
- május 28.: a belga hadsereg megadja magát.
- május 26.–június 4.: Dynamo hadművelet, a szövetséges haderő evakuálása Dunkerque térségéből.
- június 5.: Fall Rot, megindul a hadművelet második szakasza.
- június 14.: a németek elfoglalják Párizst.
- június 22.: a francia kormány képviselői aláírják a fegyverszüneti egyezményt.
- június 24.: aláírják a francia-olasz fegyverszüneti egyezményt.
- június 25.: életbe lép a fegyverszünet.
- július 25: Németországhoz csatolják a Mosel vidéket, Elzászt és Lotaringiát.

## További képek

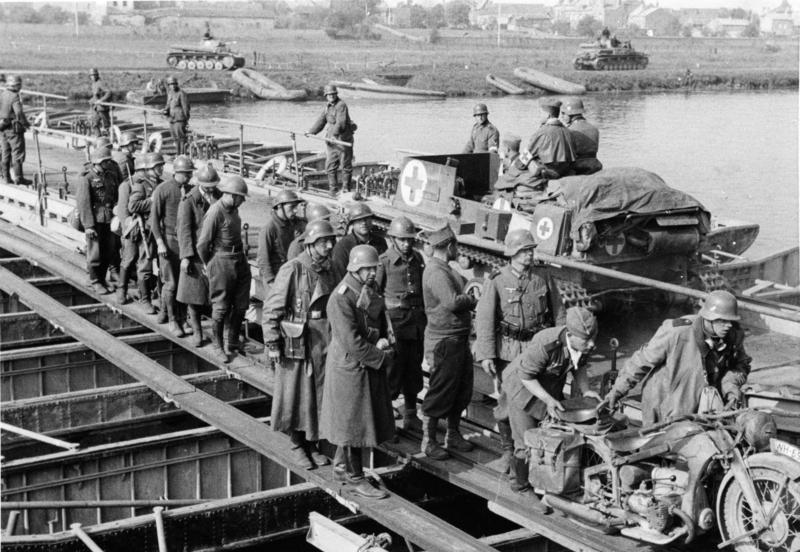
Az 1. német páncélos hadosztály katonái átkelnek a Maas folyón létesített pontonhídon
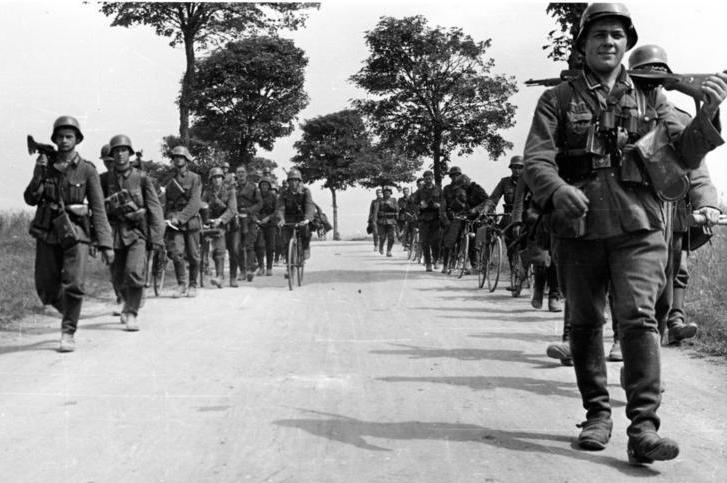
Német katonák Franciaország területén, 1940 nyara
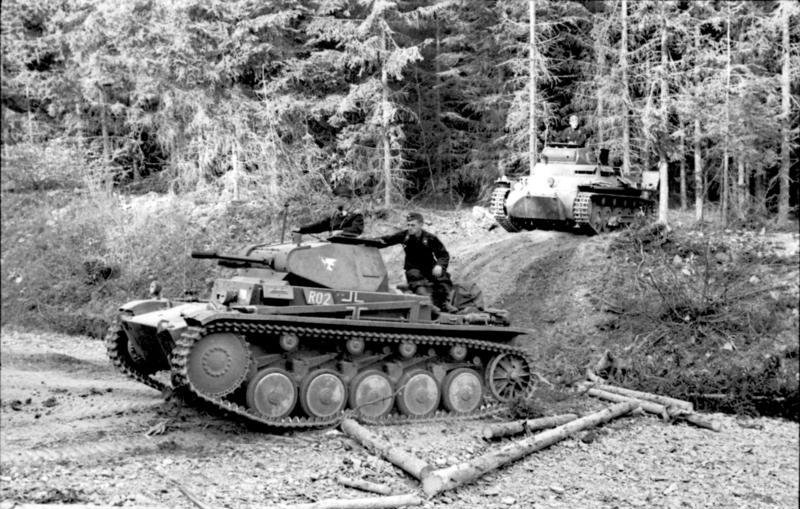
Panzer I és Panzer II típusú német harckocsik
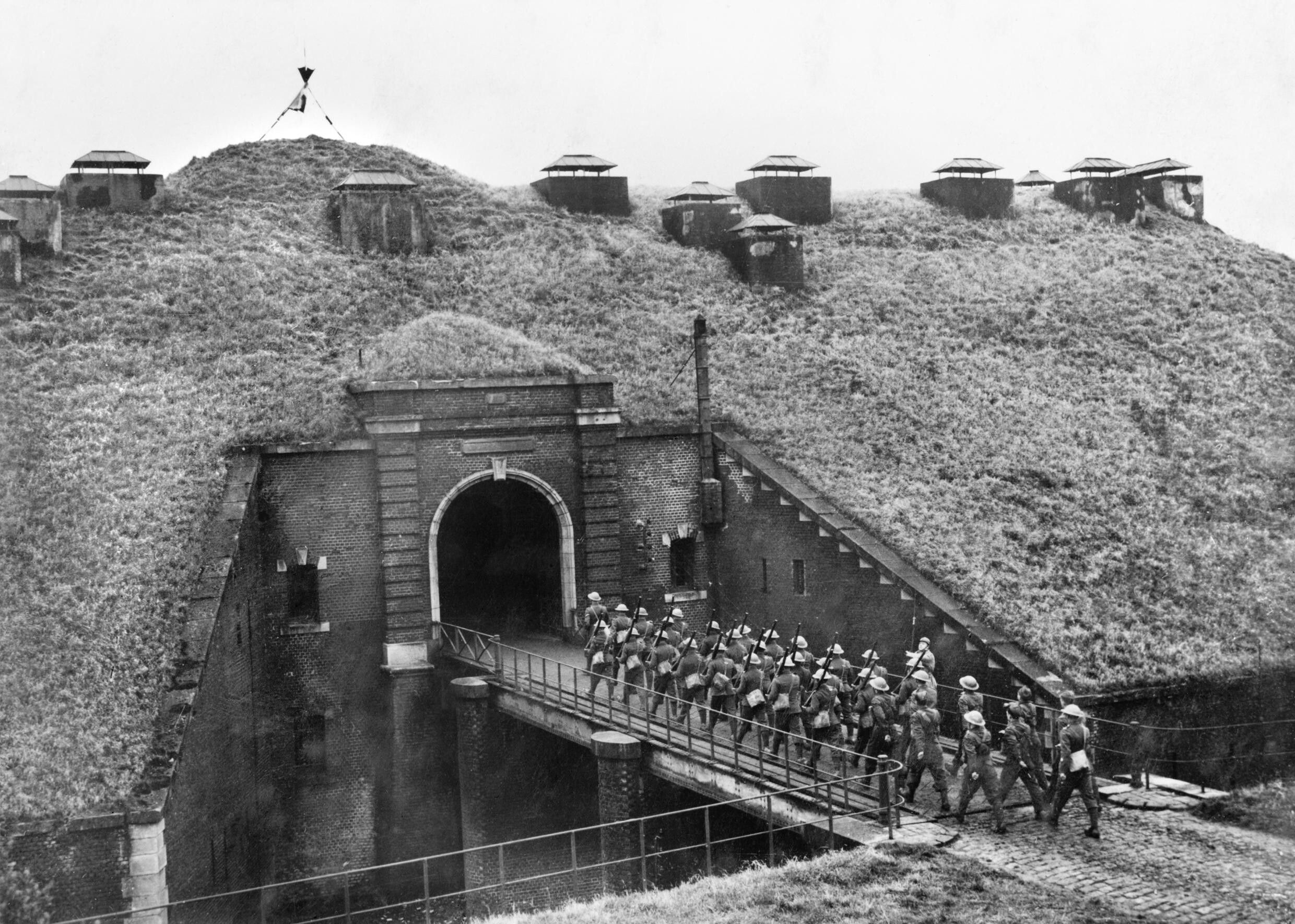
Brit katonák egy felvonóhídon keresztül masíroznak be a Fort de Sainghain erődbe, Lille térségében
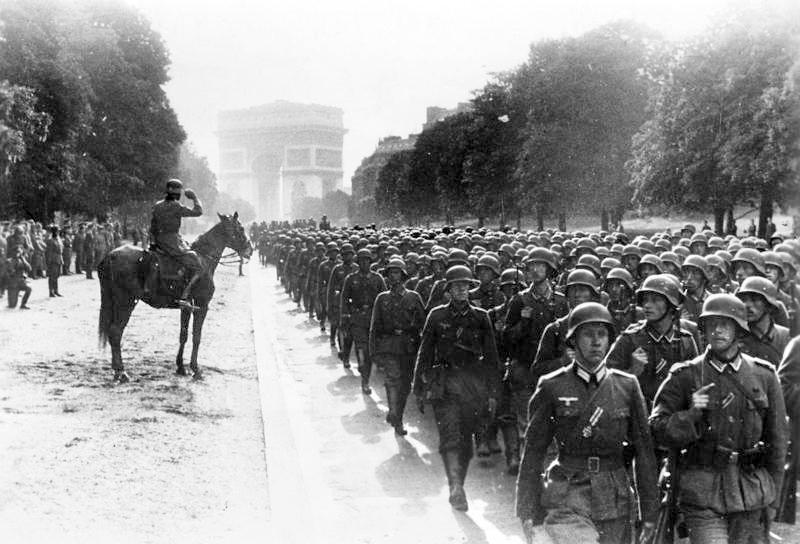
Német díszszemle június 14-én Párizsban, az Arc de Triomphe előtt
Brit visszavonulás Dunkerque térségében
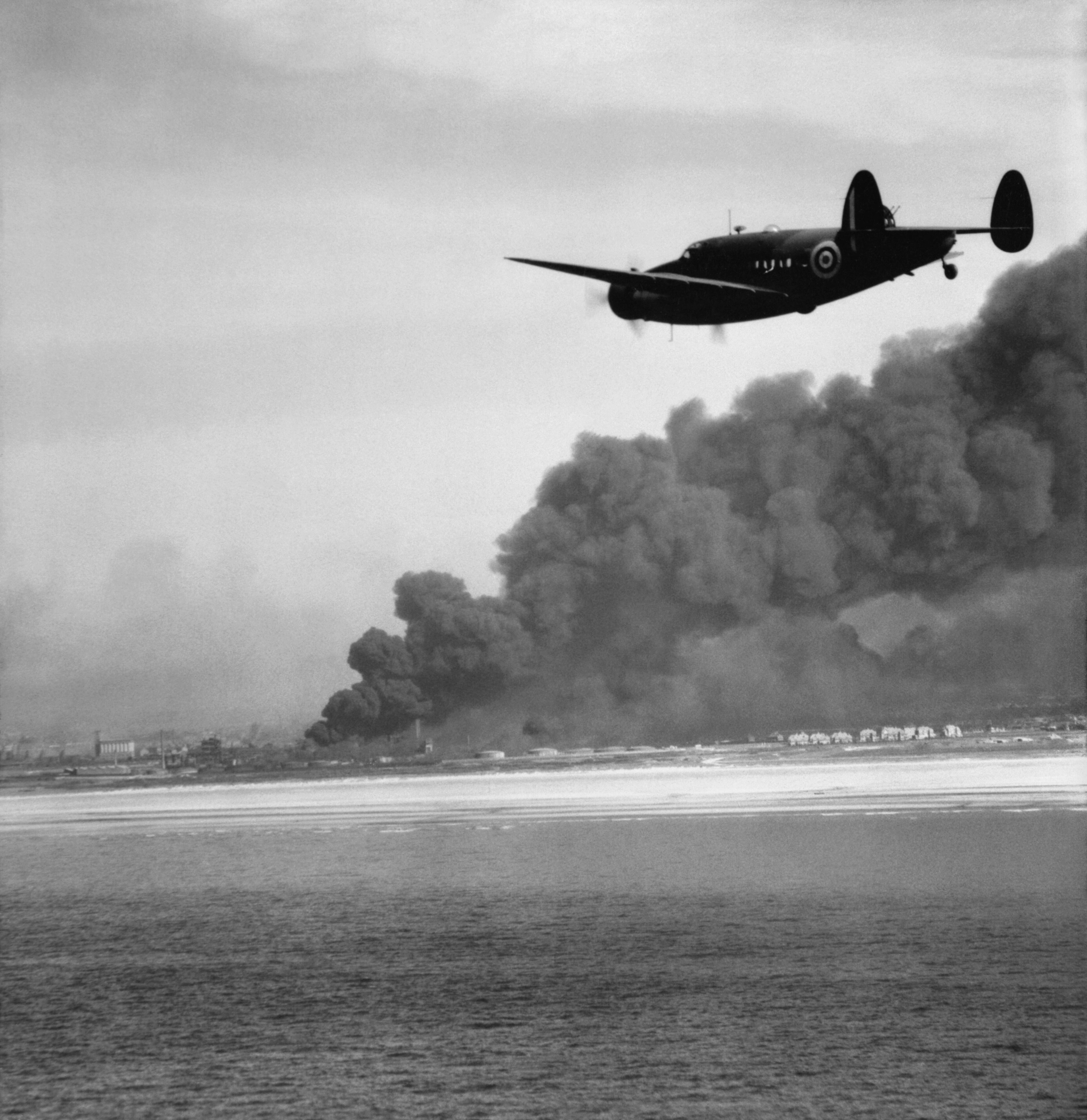
A RAF egyik felderítő repülőgépe a Luftwaffe által lebombázott Dunkerque kikötője felett
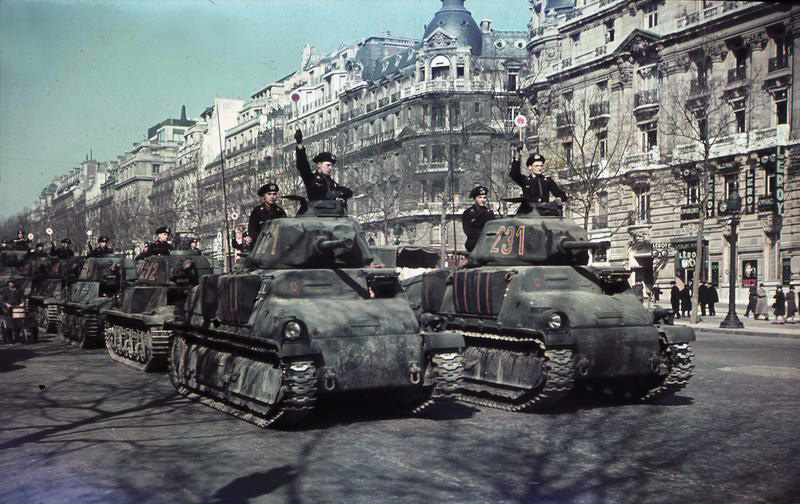
A németek által hadrendbe állított francia Somua-S-35 és Hotchkiss H 38 harckocsik felvonulása Párizs utcáin, 1941-ben

## Fordítás
- Ez a szócikk részben vagy egészben  a   Battle of France című angol Wikipédia-szócikk ezen változatának fordításán alapul.  Az eredeti cikk szerkesztőit annak laptörténete sorolja fel. Ez a jelzés csupán a megfogalmazás eredetét és a szerzői jogokat jelzi, nem szolgál a cikkben szereplő információk forrásmegjelöléseként.
- Ez a szócikk részben vagy egészben  a   Westfeldzug című német Wikipédia-szócikk ezen változatának fordításán alapul.  Az eredeti cikk szerkesztőit annak laptörténete sorolja fel. Ez a jelzés csupán a megfogalmazás eredetét és a szerzői jogokat jelzi, nem szolgál a cikkben szereplő információk forrásmegjelöléseként.
- Ez a szócikk részben vagy egészben  a   Bataille de France című francia Wikipédia-szócikk ezen változatának fordításán alapul.  Az eredeti cikk szerkesztőit annak laptörténete sorolja fel. Ez a jelzés csupán a megfogalmazás eredetét és a szerzői jogokat jelzi, nem szolgál a cikkben szereplő információk forrásmegjelöléseként.